# حلب
حَلَب هي مدينة في شمال سوريا وهي مركز محافظة حلب التي تعد أكبر المحافظات السورية من ناحية تعداد السكان بعدد سكان رسمي يفوق 4.045 مليون (تقديرات 2004) كما أنها تعتبر العاصمة الإقتصادية لسوريا. تقع شمال غرب سوريا على بعد 310 كم (193 ميلاً) من دمشق. كما أنها تعد أكبر مدن بلاد الشام،  وكانت عاصمة لمملكة يمحاض الأمورية، وتعاقبت عليها بعد ذلك حضاراتٌ عدة مثل الحثية و‌الآرامية و‌الآشورية و‌الفارسية و‌الهيلينية و‌الرومانية و‌البيزنطية والإسلامية. وفي العصر العباسي برزت حلب كعاصمة للدولة الحمدانية التي امتدت من حلب إلى الجزيرة الفراتية و‌الموصل. تعد حلب واحدة من أقدم المدن المأهولة في العالم وثاني اقدم مدن سوريا بعد العاصمة دمشق وذلك منذ بداية الألفية السادسة قبل الميلاد، حيث أظهرت الحفريات في تل السودة وتل الأنصاري الواقعتين جنوب المدينة القديمة أن المنطقة كانت قد احتلت في الجزء الأخير من الألفية الثالثة على الأقل  ويظهر هذا في أول ذكر لحلب في الألواح المسمارية المكتشفة في مملكة إيبلا و‌بلاد الرافدين حيث لوحظ تفوقها العسكري والتجاري. مثل هذا التاريخ ربما يرجع إلى كونها نقطة تجارية إستراتيجية في منتصف الطريق بين البحر الأبيض المتوسط و‌بلاد الرافدين وفي كونها في نهاية طريق الحرير الذي يمر عبر آسيا الوسطى و‌بلاد الرافدين. وبقيت حلب لقرون أكبر المدن السورية وثالث مدينة في الدولة العثمانية بعد إسطنبول و‌القاهرة. تحولت التجارة إلى البحر عندما تم افتتاح قناة السويس عام 1869 وبدأت أهمية حلب بالتراجع بشكل بطيء. تلقت حلب أكبر الضربات عند بداية القرن العشرين، فعند سقوط الخلافة العثمانية بعد الحرب العالمية الأولى سلخت عن حلب أجزاؤها الشمالية (معظمها ضمن الأقاليم السورية الشمالية) التي ضمت إلى تركيا عام 1920 بالاتفاق بين أتاتورك و‌سلطات الانتداب الفرنسي. خسرت حلب التجارة مع مدن هذه الأقاليم خاصة المدن التي كانت تابعة لولاية حلب تاريخيا كعنتاب و‌مرعش و‌أضنة و‌مرسين، كما خسرت السكك الحديدية المهمّة التي كانت تصلها بالموصل. أدت اتفاقية سايكس بيكو وفصل العراق عن سورية إلى كساد وتدهور كبير في اقتصاد حلب. وفي عام 1940 فقدت حلب إمكانية وصولها إلى البحر بعد خسارتها لمنفذها الرئيسي على البحر الأبيض المتوسط في الإسكندرونة. تراجع موقع حلب السياسي بسبب جعل مدينة دمشق عاصمة لسوريا. رغم كل هذه الضربات، بقيت هذه المدينة عاصمة اقتصادية لسوريا، فهي تضم أهم المعامل الصناعية وهي أيضا تشكل مركزا للمناطق الزراعية في سوريا، وخاصة زراعة القطن الضرورية لمعامل النسيج المزدهرة في المدينة. كانت حلب وريفها تعطي معظم الناتج الإجمالي السوري حتى نهاية الخمسينات  أصبحت المدينة القديمة في مدينة حلب من مواقع التراث العالمي اليونسكو في عام 1986. وقد نالت المدينة لقب عاصمة الثقافة الإسلامية عن الوطن العربي في عام 2006 م. وخلال أحداث الأزمة السورية، تضررت حلب بشكل كبير إنسانيا واقتصاديا بفعل القتال والقصف ونقل المعامل إلى تركيا، وتوقفت عجلة الاقتصاد في المدينة وتعرض الكثير من معالمها الأثرية للدمار مثل مئذنة المسجد الأموي واحتراق معظم أسواق حلب القديمة.

## التسمية

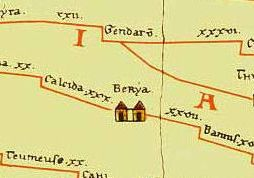
حلب (بيريا) كما تظهر على إحدى الخرائط القديمة

كما هو حال معظم المدن القديمة، هنالك عدة نظريات حول اسم المدينة حيث ذكرت في الكثير من المخطوطات والوثائق التاريخية القديمة؛ وقد ورد ذكر حلب في رُقم مملكة إبلا باسم أرمان في عهد ريموش بن سرجون الأكدي في الألف الثالث قبل الميلاد.
بينما يرى البعض أنها وردت باسم آران على مسلة نارام سين في ديار بكر والتي تعود للألف الثالث قبل الميلاد وسميت باسم هليا في مخلفات مملكة ماري (تل الحريري) ودعيت حلبو عندما كانت عاصمة لمملكة يمحاض الأمورية في حوالي 1800 قبل الميلاد بينما أطلقت عليها الكتابات الآشورية خلابا وخلوان.
وذكرت حلب منذ القرن السادس عشر قبل الميلاد باسم خرب في الآثار المصرية. وقد ورد اسم خلبو في إحدى النصوص التي تعود إلى زمن رمسيس الثاني، بينما أظهر نص آخر يعود إلى ذات العهد لفظ حلبو حيث خسر ملكها أمام رمسيس الثاني نتيجة لتدخله لصالح ملوك الحيثيون على المصريين في معركة قادش.
بينما عرفت المدينة باسم بيروا Beroe إبان قيام دولة السلوقيين عقب انقسام إمبراطورية الإسكندر المقدوني. بينما يعتقد آخرون أن سلوقس الأول نيكاتور مؤسس الحكم السلوقي أطلق على المدينة عام 312 قبل الميلاد اسم Bereoa بيروا وتلفظ بالفرنسية بيريه BERE، على اسم مسقط رأس فيليب الثاني المقدوني والد الإسكندر المقدوني، وبقيت حلب تحمل هذا الاسم طيلة العصور اليونانية والرومانية والبيزنطية.
اختلفت وجهات النظر حول اسم حلب ذاته حيث أن البعض عزا الاسم إلى تعريب كلمة حلبا السريانية التي تعني البيضاء فقيل حلب. وقال البعض الآخر بأن لفظة حلب آرامية وأن الآشوريين والمصريين الأقدمين سموها حلبو. بينما ذكر أحد مؤرخي المدينة وهو خير الدين الأسدي أن أصل كلمة حلب يعود إلى حَلْ رب فيقال حَلْ لَب حيث أن معنى كلمة حَلْ هو المحل وكلمة لَبْ هو التجمع فيصبح معنى كلمة حلب هو موضع التجمع. وقد ذكرت المدينة أيضاً باسم آرام صوبا حيث ورد هذا الاسم في سِفر الملوك الثاني من كتاب العهد القديم. أما لفظة الشهباء ففسرها البعض بأنها من الشهب وهو البياض يتخلله السواد، حيث لقبت بهذا اللقب لبياض تربتها وحجارتها. ويرجح آخرون بأن أصل كلمة الشهباء يعود إلى بقرة شهباء قيل أن النبي إبراهيم كان يحلبها فقيل حلب الشهباء، وقد قوبل هذا الطرح بالعديد من الانتقادات من المؤرخين الذين اعتبروه محض أسطورة تنافي العلم والمنطق. بالنسبة للاسم في اللغات الأجنبية، يتم استخدام كلٍ من Alep وAleppo دون تمييز رغم أن Aleppo هي عبارة عن نسخةٍ إيطالية من الاسم في الأساس.

## التاريخ

### عصور ما قبل التاريخ
نادراً ما تم التطرق إلى حلب من قبل علماء الآثار، حيث أن المدينة الحديثة تحتل ذات الموقع الذي كانت تحتله المدينة القديمة، وقد أظهرت الحفريات في تل السودا أن المدينة احتلت هذا الموقع منذ حوالي الـ 5000 سنة.

#### عصر البرونز
وصفت حلب في السجلات التاريخية كمدينة هامة في وقت متاخر مقارنة بدمشق، والتي سبقتها ببضعة الاف من السنين فقط .. وتكتسب مدينة  حلب العريقة اهميتها التاريخية بكونها ثاني اقدم المدن السورية بعد مدينة دمشق حيث أن حلب ذكرت للمرة الأولى في الألف الثالث قبل الميلاد، عندما كانت عاصمة مملكة مستقلة مرتبطة بإبلا هي مملكة أرمان أو أرمي كما سميت في إبلا وأرماني كما سميت من قبل الأكديين. حيث يصف عالم الآثار جوفاني بيتيناتو مملكة أرمان بأنها كانت تشبه مملكة إبلا في النرجسية. قام نارام سين الأكادي بتدمير كلتا المملكتين إبلا وأرمان في القرن الثالث وعشرين قبل الميلاد.

#### العصر البرونزي المتوسط
في فترة الدولة البابلية القديمة، ظهرت تسمية حلبا لأول مرة. وكانت وقتها عاصمةً لسلالة العموريين لمملكة يمحاض (حوالي 1800-1600 قبل الميلاد) والمعروفة أيضاً باسم أرض حلب كانت الأقوى في الشرق الأدنى آنذاك. دمرت على أيدي الحثيين تحت قيادة مرسيليس الأول في القرن الـ 16 قبل الميلاد. ومع ذلك، ما لبثت حلب أن استعادت دورها الريادي في سوريا بعدما خفّت القوة الحيثيون في المنطقة نتيجة للصراعات الداخلية.

#### العصر البرونزي المتأخر
قام الملك الميتاني بارشطار ملك إحدى الممالك الحورية باستغلال فراغ السلطة الناجم عن ضعف الحثيين وغزا حلب في القرن الخامس عشر قبل الميلاد، لتجد حلب نفسها على خط المواجهة ما بين مملكة الميتانيين والحيثيين ومصر. واستعاد الملك الحثي سابيليوليوما الأول حلب من بين أيدي الميتانيين في القرن الرابع عشر قبل الميلاد، فقد كان لحلب أهمية مقدسة لدى الحيثيون وغدت مركز عبادة إله العاصفة المقدس.

#### العصر الحديدي
عندما انهارت مملكة الحيثيون في القرن الثاني عشر قبل الميلاد، أصبحت حلب جزءاً من مملكة أرفاد الآرامية السور-حيثية (والمعروفة أيضاً باسم بيت اغوشي والتي تعرف في هذه الأيام بتل رفعت) في بداية الألفية الأولى قبل الميلاد. كما وأصبحت عاصمة في نهايات القرن 9 قبل الميلاد. أصبحت حلب قسماً من الإمبراطورية الآشورية الثانية، قبل أن تسقط في يد المملكة البابلية الثانية، والإمبراطورية الأخمينيية الفارسية.

### العهد الهيليني والروماني والفارسي
استولى الإسكندر المقدوني على المدينة عام 333 ق.م، وأقام سلوقس الأول مستعمرةً هيلينية في المدينة بين 301-286 قبل الميلاد، وسماها بيرويا على اسم مدينة بيرويا في مقدونيا.
استمرت بيرويا تحت حكم السلوقيين مدة 300 عام حتى سلمها آخر سلالتهم للقائد بومبيوس الكبير عام 64 قبل الميلاد، وأصبحت بذلك جزءاً من مقاطعة سوريا الرومانية. ظلت المدينة تحت الحكم الروماني ثلاثة قرونٍ أخرى، رغم أن روما لم تفرض عليها أسلوب الإدراة الرومانية نظراً لأنها مقاطعة إغريقية قديمة يتكلم سكانها اللغة اليونانية. كانت حلب وقتها أو بيرويا المدينة الثانية من حيث الأهمية في سوريا بعد أنطاكية في القرن 6. وتحفل المنطقة بالعديد من اللقى الأثرية والأديرة والكنائس لعل أشهرها دير مار سمعان العمودي أو سان سيمون، و‌ضريح مار مارون حيث يوجد قبر مؤسس الطائفة القديس مارون في منطقة براد غرب حلب. ذكرت بيرويا أيضاً مرتين في العهد القديم في السفر 13:3.
سقطت حلب أيضاً في يد الإمبراطورية الساسانية عندما غزت سوريا في بدايات القرن السابع.

### عهد الفتح الإسلامي

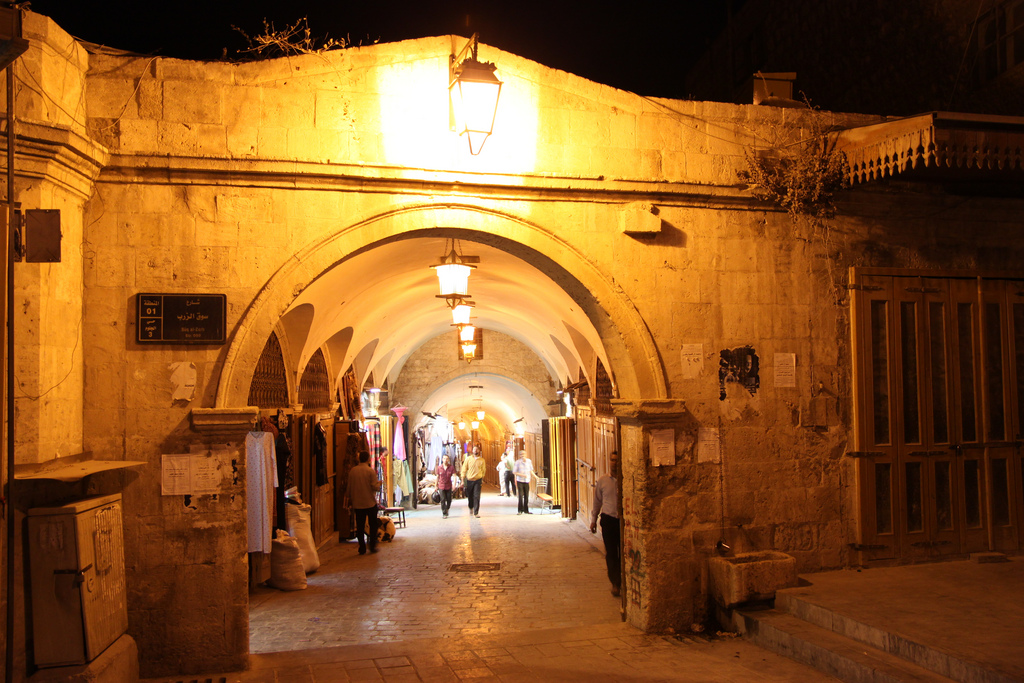
سوق الزرب في مدينة حلب

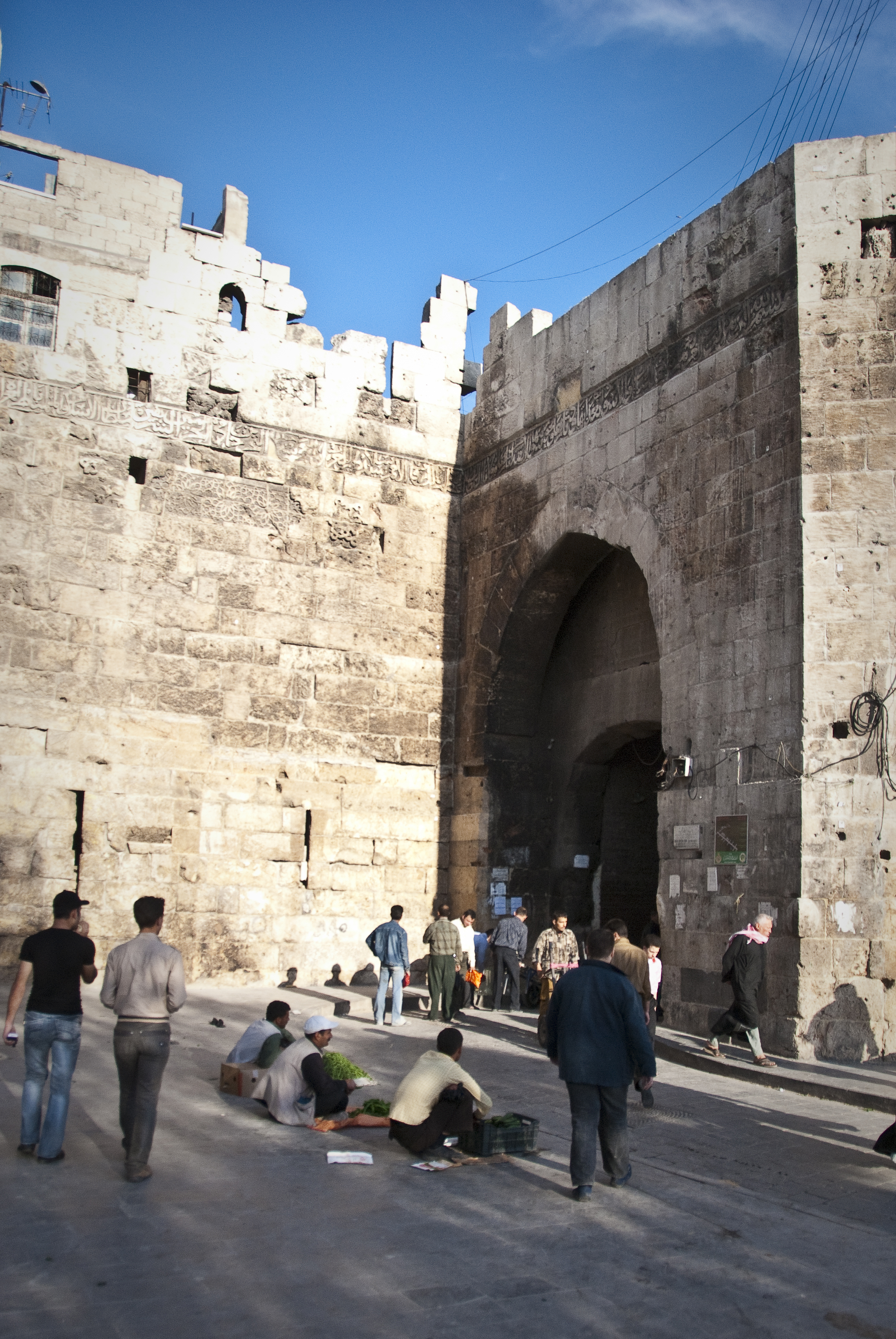
باب أنطاكية أحد أبواب سور حلب المرمم في القرن 11

فتحت مدينة حلب بقيادة أبو عبيدة بن الجراح وخالد بن الوليد عام 637 ميلادي، لتشكل جزءاً من دولة الخلافة الراشدة ثم الأموية ومن بعدها العباسية. وفي عام 944 غدت عاصمة الدولة الحمدانية تحت حكم سيف الدولة الحمداني، عاشت المدينة عصراً ذهبياً أيام الأمير سيف الدولة وكانت أحد الثغور الهامة للدفاع عن العالم الإسلامي في وجه المد البيزنطي، احتلت المدينة لفترة قصيرة بين عامي 974 و987، أثناء الصراع البيزنطي السلجوقي، تمت محاصرة حلب أيضاً مرتين أثناء الحروب الصليبية عامي 1098 و1124 إلا أن الجيوش الصليبية لم تتمكن من احتلالها لمناعة تحصينها.
في 9 آب عام 1138، تعرضت المدينة لزلزال مدمرٍ دمرها والمناطق المحيطة، ويصنف على أنه الزلزال الخامس من بين الزلازل التاريخة الأشد دماراً في العصور القديمة.

### عهد الغزو المغولي والدفاع الأيوبي
انضوت المدينة تحت حكم صلاح الدين في عهد الدولة الأيوبية منذ عام 1183.في 24 كانون الثاني لعام 1260، تم احتلال المدينة من قبل المغول تحت قيادة هولاكو  بالتعاون مع حاكم أنطاكية بوهيموند السادس، دافعت عن المدينة حامية متواضعة من قبل الملك الأيوبي غياث الدين طوران شاه وسقطت المدينة بعد 6 أيامٍ من القصف المستمر بالمنجنيقات، وسقطت القلعة بعدها بأربعة أسابيع، تم ذبح السكان بوحشية. إلا أن الملك طوران شاه لم يذبح وأبدي له احترام لبسالته على غير عادة المغول. وتابع بعدها الجيش المغولي تقدمه نحو دمشق ليحاصرها ويقتحمها هي الأخرى في 1 آذار عام 1260.
استعاد المملوكيون زمام المبادرة بعد انتصارهم في موقعة عين جالوت في 3 أيلول / سبتمبر عام 1260 بقيادة الملك المظفر سيف الدين قطز وتم قتل القائد النسطوري كتبغا الموالي لهولاكو واستعادة دمشق بعدها بخمسة أيام وحلب بعدها بشهر.
استقلت حلب عن الدولة المملوكية المركزية في القاهرة عندما قام الملك الظاهر بيبرس المملوكي بإعلان الانفصال، وأرسل قواته في خريف عام 1261 لاستعادة المدينة. في تشرين الأول لعام 1271 هاجم المغول مرةً أخرى حلب بجيشٍ يضم عشرة آلاف فارس قادمين من الأناضول بعد هزيمتهم للتركمان الذين حاولوا المساعدة في حماية المدينة، ونجحوا في احتلالها وتقدموا نحو حماة، لكن الظاهر بيبرس أعد جيشاً قويا تمكن من إجبار المغول على الجلاء عن حلب مرة أخرى.
استولى المغول مجدداً على المدينة في 20 تشرين الأول 1280، وعاثوا فيها فساداً وتدميراً في الجوامع والأسواق، وهرب السكان نحو دمشق، ليقوم القائد المملوكي المنصور سيف الدين قلاوون بتجهيز قواته للرد، وما إن رأى المغول الجحافل تتقدم حتى تراجعوا هرباً إلى ما بعد نهر الفرات.
عادت حلب للحكم الذاتي إذاً عام 1317. وفي عام 1400 قام القائد المغولي تيمورلنك بأسر المدينة  وذبح الكثير من السكان ويقال بأنه أمر ببناء تلة من جماجم السكان استخدم فيها عشرين ألف جمجمة ، وبعد تراجع المغوليين، عاد السكان المسلمون خاصةً ليحتموا في المدينة، أما المسيحيون فقد قام بعضهم ممن لم يستطيعوا الدخول مرة أخرى بإنشاء حي جديد عام 1420 خارج حدود السور الشمالي تم تسميته بالحي الجديد أو الجديدة. ولعبوا دور همزة الوصل في التجارة بين تجار حلب والمحيط الخارجي لتمتعهم بحماية نسبية من قبل الممالك الصليبية في القدس وأنطاكية.

### الفترة العثمانية
أضحت حلب جزءاً من الدولة العثمانية عام 1516، وكان تعداد السكان في نفس الفترة حوالي 50000 نسمة، وكانت مركز ولاية حلب وعاصمة سوريا.
نظراً لموقعها الاستراتيجي القريب من الأناضول، لعبت حلب دوراً محورياً في الدولة العثمانية، وكانت المدينة الثانية بعد القسطنطينية، والمدينة الرئيسية للتجارة بين بلاد الشرق والغرب. وإذا كانت السفارات الغربية واقعة في إسطنبول، فإنّ المهام القنصلية الرئيسية كانت تتم في حلب، وابتداءً من القرن الثامن عشر بشكل خاص بدأ القناصل والتجار الأوروبيون يتمنون السكن في حلب مع عائلاتهم مؤسسين بذلك سلالات راسخة. لكن الاقتصاد في المدينة تأثر بشدة بعد افتتاح قناة السويس عام 1869، حيث انتعشت دمشق اقتصادياً وعادت لها أهميتها الحيوية كمركز العاصمة السورية مرة أخرى بعد أفول نجمها كما في أيام الأمويين والأيوبيين.

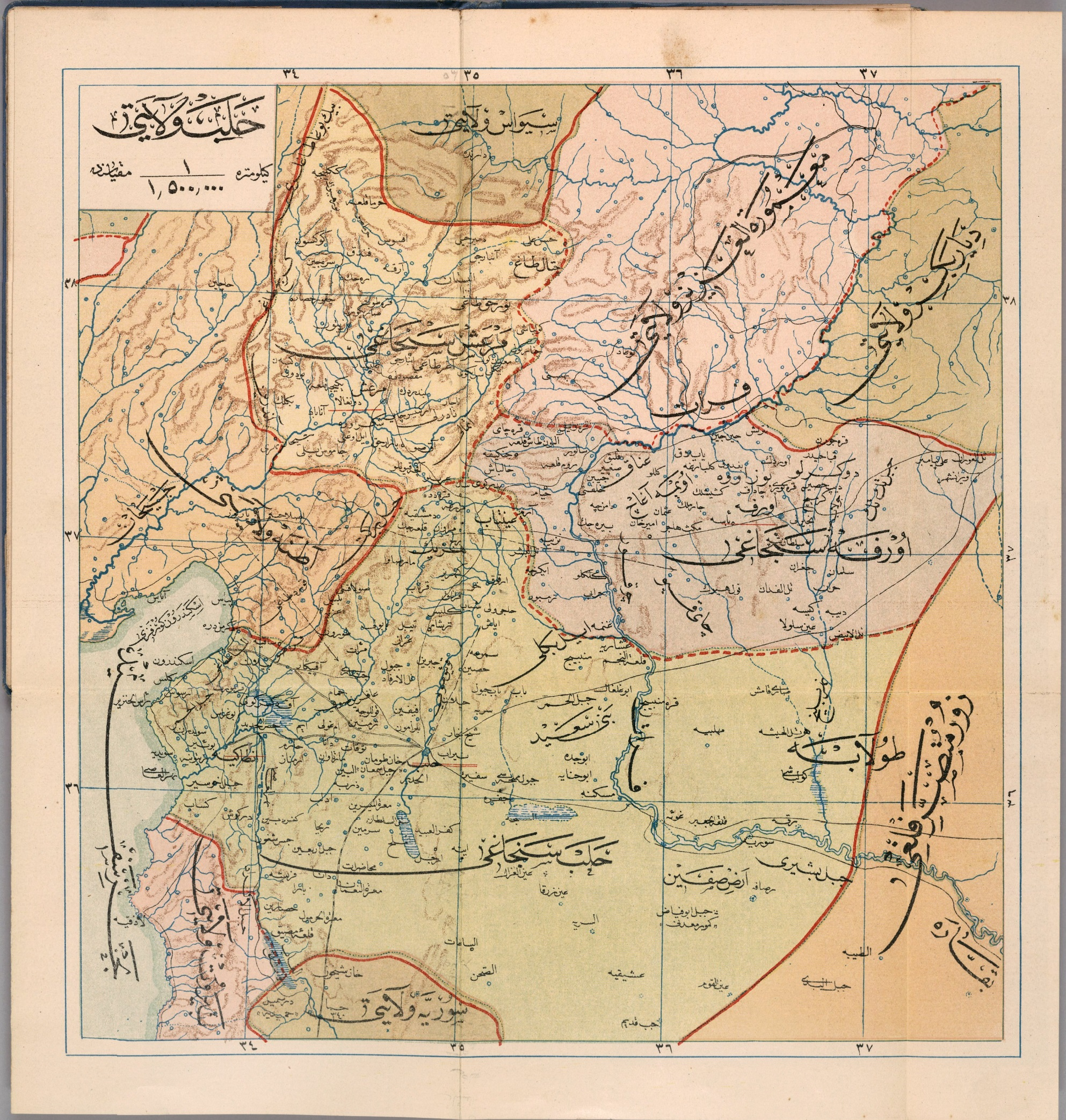
خريطة ولاية حلب عام 1907

من الشواهد على ذيوع صيت حلب في تلك الفترة ذكرها مرتين في قصص السير وليم شكسبير عام 1606 في قصة ماكبث. اسشتهاد آخر نراه في قصة عطيل.

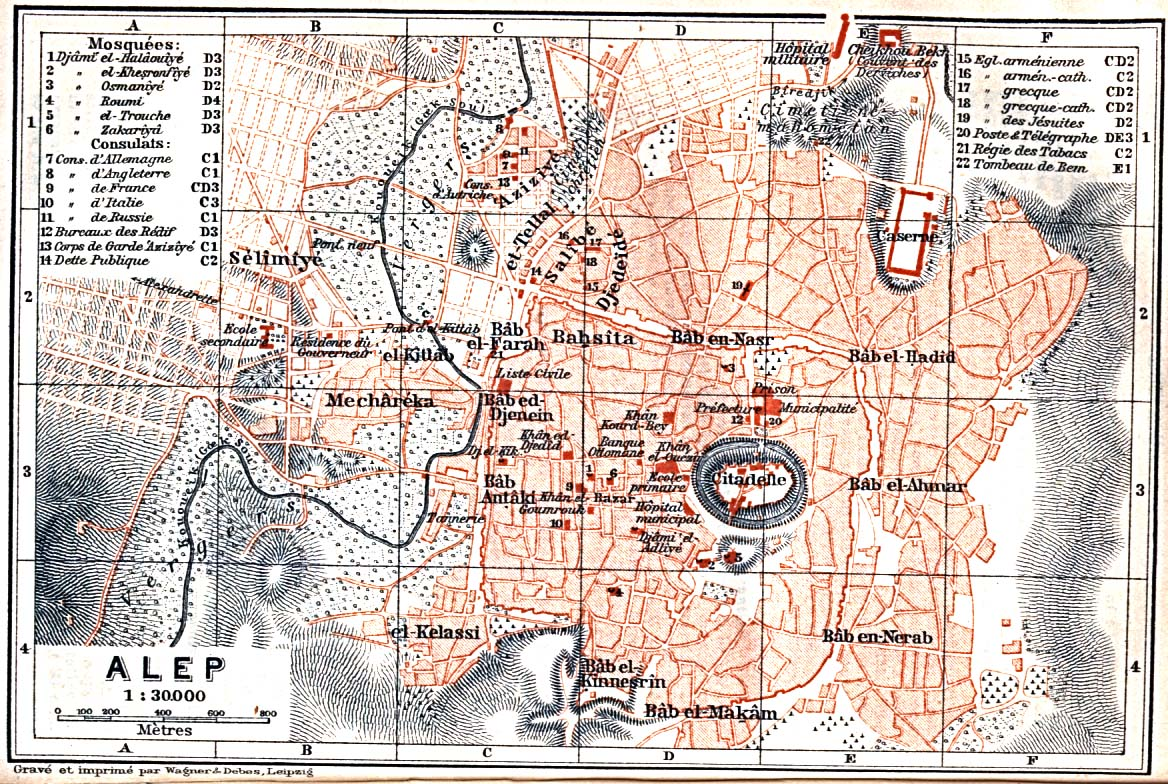
مخطط لمدينة حلب من العام 1912

استمرت المدينة تحت الحكم العثماني حتى انهيار الإمبراطورية. مع نهاية الحرب العالمية الأولى، حددت معاهدة سيفر مقاطعة حلب كجزء من سوريا، بينما تم وعد الأرمن بتحقيق استقلال هضبة أرمينيا من قبل فرنسا في المعاهدة الفرنسية الأرمنية المبرمة عام 1916، لكن مصطفى كمال أتاتورك رفض هذه المعاهدة واستمر بضم حلب والأناضول وأرمينيا إلى تركيا وخاض حروباً لاستقلال التراب التركي، وقد دعم السكان العرب والأكراد في المدينة النضال التركي بدايةً ضد الفرنسيين باعتقادهم أنه سيجلب لهم الاستقلال، ومن أشهرهم إبراهيم هنانو الذي قام بالتنسيق في فترة من الفترات مع كمال أتاتورك، لكن النهاية جاءت كارثية على حلب؛ فمع عقد معاهدة لوزان تم انتزاع معظم مقاطعة حلب باستثناء حلب نفسها ولواء الإسكندرونة، وهكذا تم سلخ حلب عن الأناضول ومدنه التي كانت تضمها علاقات تجارية مكثفة. الأسوأ من ذلك كان معاهدة سايكس - بيكو التي قسمت بلاد الشام وفصلتها عن العراق. وزادت عزلة حلب أكثر بعد أن تم أيضاً سلخ لواء الإسكندرونة عام 1939، فتم حرمان حلب من مينائها الرئيسي ليجعلها معزولة تماماً.

### مرحلة الانتداب الفرنسي

علم ولاية حلب تحت الانتداب الفرنسي(1920-1925)

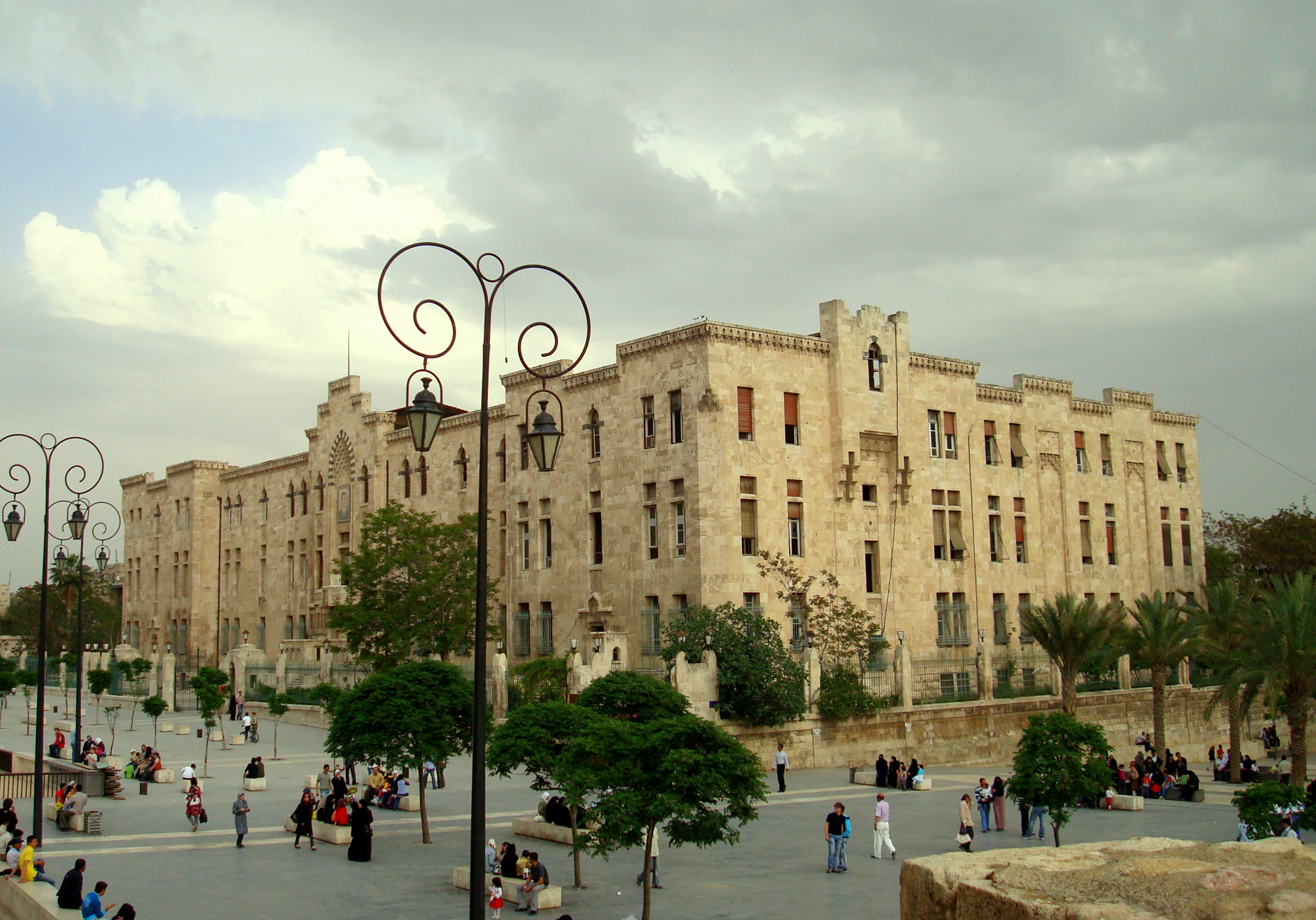
صورة السراي الكبير في حلب، الذي كان مقراً للحكومة منذ عام 1933 حتى انتهاء بناء مجلس المدينة الحديث

قامت ولاية حلب بعد إعلان الجنرال الفرنسي هنري غورو في أيلول عام 1920 الانتداب الفرنسي على سوريا والذي قسم البلد لدويلات لتسهيل التحكم بها بغرض تأديب السوريين على تصديهم لفرنسا في معركة ميسلون. كان هدف غورو تعزيز التنافس التجاري بين كل من حلب ودمشق آملا أن ينقلب إلى انقسامٍ سياسي على مبدأ فرق تسد الاستعماري، فقام بدعم الامتيازات الاقتصادية في حلب ليزعج الدمشقيين وأعلن دمشق عاصمة ليستفز الحلبيين، كان هدف غورو إغراء حلب بالامتيازات الاقتصادية لجعلها ترفض أي فكرةٍ للوحدة مع دمشق التي تم إفقارها نسبياً.
لكن محدودية الموارد في سوريا وترابط علاقات مدنها الاقتصادية وقتها جعلت الحكومة الفرنسية غير قادرة على استخدام فكرة الولايات المنفصلة لأنها هددت بحصول رد فعل عكسي في الولايات الفقيرة لتنادي بالوحدة مرةً أخرى، وقامت فرنسا حينها باقتراح قيام فيدرالية ولايات سوريا عام 1923 (بما فيها ولاية لبنان)، ليتم في النهاية ضم ولاياتٍ ثلاث، ولاية حلب ودمشق واللاذقية، تم تحديد حلب كعاصمةٍ في البداية، ثم ما لبثت أن أعيدت دمشق عاصمة؛ وكان رئيس الفيدرالية هو السيد صبحي بركات من مواليد مدينة حلب.
تم إيقاف العمل بالفيدرالية عام 1924 عندما قامت فرنسا، ولنفس أسباب التفرقة، بفصل حلب ودمشق في ولاية وجعل ولاية اللاذقية ولاية منفصلةً للعلويين بعد أن استشعر الفرنسيون خطر نزعة استقلالية بعد فترةٍ من اتحاد الولايات الثلاث.
وبعد هذا بقليل في عام 1925 قامت في السويداء جبل الدروز الثورة السورية الكبرى بقيادة سلطان باشا الأطرش؛ أرادت فرنسا الرد على السوريين فأوعزت إلى البرلمان الحلبي (وكان جلّ أعضائه من الموالين لها) بالانعقاد وإعلان الانفصال عن دمشق. ولكن الوطنيين في حلب بقيادة إبراهيم هنانو ثاروا بقوة وأحبطوا المشروع الفرنسي بعد أن أقاموا الاحتجاجات والتظاهرات وقاموا بقطع الطرق المؤدية إلى البرلمان يوم التصويت لمنع أعضائه من الوصول والتصويت على قرارهم المتوقع. وفي عام 1930 كانت حلب جزءاً من الجمهورية السورية، في عام 1936 تم توقيع معاهدة الاستقلال مع فرنسا وقيام حكومة الملك فيصل، ونالت حلب استقلالها كجزء من سوريا مجدداً في عام 1946 بعد أن قامت حكومة فيشي الفرنسية بنقض المعاهدة السابقة وإعادة احتلال سوريا عام 1941.

### ما بعد الاستقلال
شاركت حلب بقوة في الحياة السياسية ما بعد الاستقلال، فكان أول رئيس حكومة وطنية من حلب وهو سعد الله الجابري، وبعد فترة تبعه ناظم القدسي و‌معروف الدواليبي، وكان محمد ناجي عطريآخر رئيس حكومة من مدينة حلب. والحلبي الوحيد الذي وصل إلى منصب رئيس الجمهورية هو أمين الحافظ بدعم من حزب البعث في 27 تموز / يوليو 1963. كما نشأت في حلب عدة حركات مثلاً حزب الشعب عام 1948 بقيادة رشدي الكيخيا و‌ناظم القدسي والذي اتخذ من مدينة حلب مقراً رئيساً له. كما تأسست فيها حركة الإخوان المسلمين في سوريا في عام 1937،
عانت المدينة من نزاع مسلح بين حركة الإخوان المسلمين والحكومة السورية بين عامي 1979 و‌1982، ويعتقد بأنها ثاني مدينة سقط فيها قتلى ضمن هذا النزاع بعد حماة.

### الثورة السورية2011-2024
شهدت المدينة عدداً من الأحداث بعدَ اندلاع حركة الاحتجاجات السورية 2011، فقد خرجت أول مظاهرة مناهضة لنظام الأسد وحزب البعث فيها في «جمعة العزة» بتاريخ 25 مارس 2011، ثمَّ أصبحت المظاهرات فيها حدثاً شبه أسبوعيّ أو حتى يومي، وأخذت بالتوسع شيئاً فشيئاً، ولو أنها لم تصل إلى قوة حركة الاحتجاجات في باقي مناطق سوريا. في تاريخ 30 يونيو 2011 أطلقت تنسيقيات الاحتجاجات عُنوان «بركان حلب» على يوم الخميس ذاك في مُحاولة لتأجيج المُظاهرات في المدينة أكثر، وأدى ذلك إلى خروج المظاهرات في أكثر من عشرة مناطق في المدينة وحُدوث محاولات للاعتصام في ساحة سعد الله الجابري الرئيسية بها، كما سقط قتيل خلال تلك المسيرات.

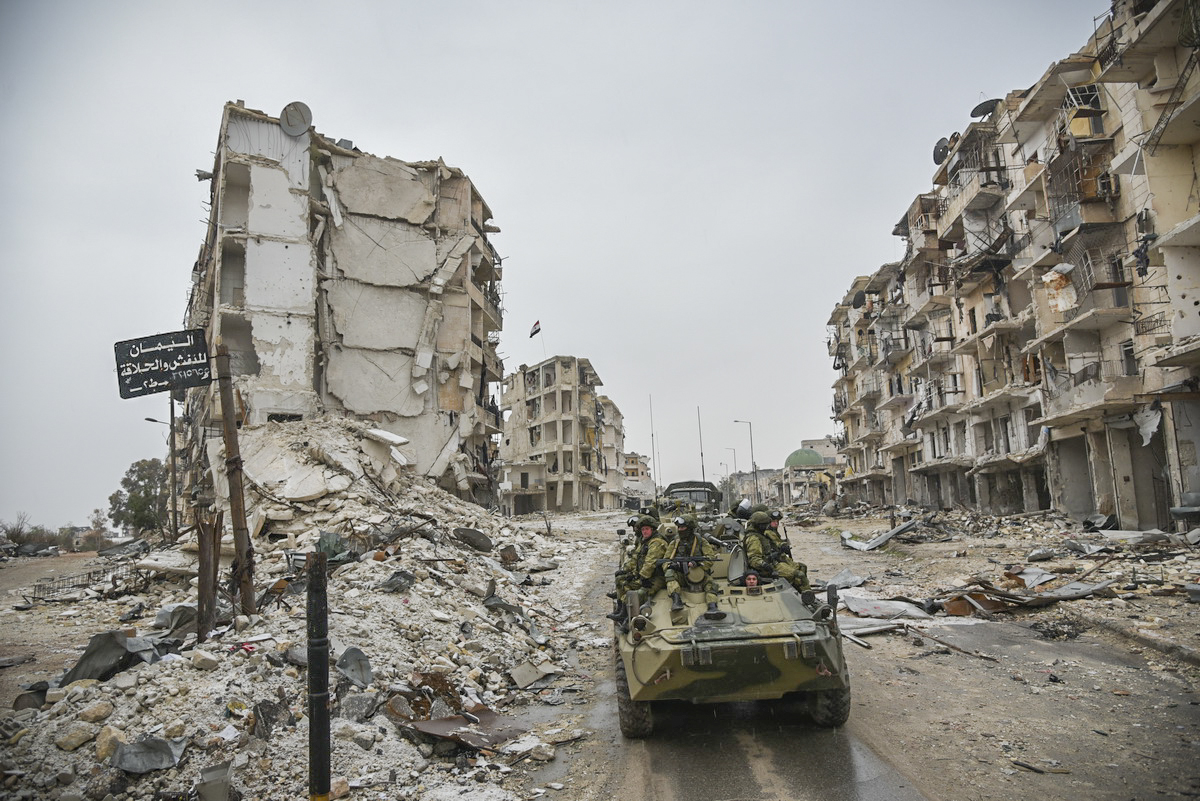
صورة الدمار في مدينة حلب جراء الحرب الأهلية السورية، التقطت في ديسمبر 2016

في 12 أغسطس 2011 خرجت مظاهرات ضخمة في المدينة هي الأولى من نوعها تحت شعار «جمعة لن نركع إلا لله»، وبسبب هذا أطلق الأمن النار على المُحتجين فسقطَ 3 قتلى في حيّ الصاخور، وأدى ذلك إلى تأجيج المظاهرات به أكثر وأكثر. وفي تاريخ 17 أغسطس 2011 تكرَّرت محاولات مُشابهة لتحريك المدينة بعدَ إطلاق شعار «أربعاء بدر حلب» على ذلك اليوم، وأدى ذلك إلى خروج مظاهرات ضخمة مشابهة للتي خرجت يوم بركان حلب ووصل خلالها الثوار إلى ساحة سعد الله الجابري في قلب المدينة،  وفي يوم الثلاثاء 6 سبتمبر خرجت مظاهرة كبيرة ضد النظام من الجامع الأموي وذلك في تشييع مفتي حلب إبراهيم السلقيني الذي كان قد توفي قبلها بيوم، ويَقول معارضون للنظام أن المخابرات السورية هي التي قتلته، وذلك إثر موقفه المؤيد للثورة السورية.
ومنذ بداية عام 2012 أصبحت المظاهرات السلمية ضد النظام حاشدة ويومية في حلب وتركزت في عدة أحياء مثل صلاح الدين والسكري وبستان القصر و‌الجامعة وغيرها، وكان يسقط عشرات القتلى من جمعة إلى جمعة في هذه المظاهرات، في 20 يوليو 2012 اندلعت اشتباكات مسلحة عنيفة داخل المدينة بين الجيش السوري الحر وقوات النظام في ما عرف لاحقا بمعركة حلب، ومن ثم بدأ الجيش السوري قصفه العنيف على أحياء في المدينة، وقد أدى هذا القصف لمقتل أكثر من 4000 شخص بعد أشهر من المعارك معظمهم مدنيون  كما ذكرت الأمم المتحدة ان أكثر من 200 الف شخص فروا من حلب منذ بدء المعارك فيها.
آخر تقييم لمنظمة الأمم المتحدة للتربية والعلم والثقافة (اليونسكو) لحجم الأضرار في المواقع الأثرية في مدينة حلب القديمة بين أن ثلث المدينة تم تدميره بالكامل  خلال سنوات الحرب في سوريا وأضافت أن 60% من مدينة حلب القديمة قد تضرر بشكل كبير و30% تم تدميره كليا.

### معركة حلب 2024
في يوم 29 نوفمبر/تشرين الثاني، دخلت قوات المعارضة أحياء الحمدانية وحلب الجديدة في مدينة حلب بعد تنفيذ هجوم انتحاري مزدوج بسيارتين مفخختين. وفي النصف الثاني من اليوم، سيطرت قوات المعارضة على خمسة أحياء من مدينة حلب، وهي الحمدانية، حلب الجديدة، الجميلية، وصلاح الدين. ووردت تقارير عن اشتباكات في مناطق أخرى من المدينة، بما في ذلك وسطها. كما استولت قوات المعارضة على 20 بلدة وقرية أخرى، من بينها مدينة سراقب الاستراتيجية وسط انهيار خطوط دفاع القوات المسلحة السورية. وشملت القرى والبلدات التي استولت عليها قوات المعارضة: خان السبل، الطليحية، الترنبة، وجوباس في ريف إدلب، وخان طومان، شغيدلة، خَلْصَة، الحاضر، القراصي، بَرْنة، العيس، تلحدية، زيتان، المنصورة، والبوابية في ريف حلب.
بحلول نهاية يوم 29 نوفمبر/تشرين الثاني 2024، سيطرت قوات المعارضة على أجزاء من أحياء السكري، الفرقان، الأعظمية، وسيف الدولة في مدينة حلب، وسيطرت على الساحة الرئيسية في وسط المدينة.
في الساعات الأولى من يوم 30 نوفمبر/تشرين الثاني 2024، استولت قوات المعارضة على قلعة حلب ومقر المحافظ في المدينة، وأعلنت السيطرة على "أكثر من نصف مدينة حلب". بحلول الصباح، سيطرت قوات المعارضة على معظم مدينة حلب، مما أجبر القوات المسلحة السورية على الانسحاب نحو السفيرة.

## المناخ
يمكن اعتبار المناخ في حلب مناخاً شبه قاري، نظراً لأن سلسلة الجبال المحاذية للبحر الأبيض المتوسط الشاملة جبال اللاذقية وجبال الأمانوس تقوم بحجب تأثيرات المناخ المتوسطي على المدينة. معدل درجات الحرارة يتراوح بين 18-20 درجة مئوية، ومتوسط هطول الأمطار حوالي 385 ملم. 80% من الأمطار تحصل بين شهري تشرين الأول و‌آذار. من النادر تساقط الثلوج وإن كانت المدينة تشهدها كل بضع سنوات. ومتوسط درجة الرطوبة حوالي 58%.
| البيانات المناخية لـحلب (مطار حلب الدولي)، 393 م (1,289 قدم) فوق مستوى سطح البحر، 1991-2020 | البيانات المناخية لـحلب (مطار حلب الدولي)، 393 م (1,289 قدم) فوق مستوى سطح البحر، 1991-2020 | البيانات المناخية لـحلب (مطار حلب الدولي)، 393 م (1,289 قدم) فوق مستوى سطح البحر، 1991-2020 | البيانات المناخية لـحلب (مطار حلب الدولي)، 393 م (1,289 قدم) فوق مستوى سطح البحر، 1991-2020 | البيانات المناخية لـحلب (مطار حلب الدولي)، 393 م (1,289 قدم) فوق مستوى سطح البحر، 1991-2020 | البيانات المناخية لـحلب (مطار حلب الدولي)، 393 م (1,289 قدم) فوق مستوى سطح البحر، 1991-2020 | البيانات المناخية لـحلب (مطار حلب الدولي)، 393 م (1,289 قدم) فوق مستوى سطح البحر، 1991-2020 | البيانات المناخية لـحلب (مطار حلب الدولي)، 393 م (1,289 قدم) فوق مستوى سطح البحر، 1991-2020 | البيانات المناخية لـحلب (مطار حلب الدولي)، 393 م (1,289 قدم) فوق مستوى سطح البحر، 1991-2020 | البيانات المناخية لـحلب (مطار حلب الدولي)، 393 م (1,289 قدم) فوق مستوى سطح البحر، 1991-2020 | البيانات المناخية لـحلب (مطار حلب الدولي)، 393 م (1,289 قدم) فوق مستوى سطح البحر، 1991-2020 | البيانات المناخية لـحلب (مطار حلب الدولي)، 393 م (1,289 قدم) فوق مستوى سطح البحر، 1991-2020 | البيانات المناخية لـحلب (مطار حلب الدولي)، 393 م (1,289 قدم) فوق مستوى سطح البحر، 1991-2020 | البيانات المناخية لـحلب (مطار حلب الدولي)، 393 م (1,289 قدم) فوق مستوى سطح البحر، 1991-2020 |
| الشهر                                                                                       | يناير                                                                                       | فبراير                                                                                      | مارس                                                                                        | أبريل                                                                                       | مايو                                                                                        | يونيو                                                                                       | يوليو                                                                                       | أغسطس                                                                                       | سبتمبر                                                                                      | أكتوبر                                                                                      | نوفمبر                                                                                      | ديسمبر                                                                                      | المعدل السنوي                                                                               |
| ------------------------------------------------------------------------------------------- | ------------------------------------------------------------------------------------------- | ------------------------------------------------------------------------------------------- | ------------------------------------------------------------------------------------------- | ------------------------------------------------------------------------------------------- | ------------------------------------------------------------------------------------------- | ------------------------------------------------------------------------------------------- | ------------------------------------------------------------------------------------------- | ------------------------------------------------------------------------------------------- | ------------------------------------------------------------------------------------------- | ------------------------------------------------------------------------------------------- | ------------------------------------------------------------------------------------------- | ------------------------------------------------------------------------------------------- | ------------------------------------------------------------------------------------------- |
| الدرجة القصوى °م (°ف)                                                                       | 20.5 (68.9)                                                                                 | 25.4 (77.7)                                                                                 | 29.8 (85.6)                                                                                 | 38.6 (101.5)                                                                                | 41.0 (105.8)                                                                                | 44.0 (111.2)                                                                                | 45.7 (114.3)                                                                                | 44.3 (111.7)                                                                                | 44.0 (111.2)                                                                                | 39.0 (102.2)                                                                                | 29.7 (85.5)                                                                                 | 24.5 (76.1)                                                                                 | 45.7 (114.3)                                                                                |
| متوسط درجة الحرارة الكبرى °م (°ف)                                                           | 10.7 (51.3)                                                                                 | 12.9 (55.2)                                                                                 | 17.6 (63.7)                                                                                 | 23.1 (73.6)                                                                                 | 29.4 (84.9)                                                                                 | 34.2 (93.6)                                                                                 | 36.8 (98.2)                                                                                 | 36.8 (98.2)                                                                                 | 33.5 (92.3)                                                                                 | 27.6 (81.7)                                                                                 | 18.8 (65.8)                                                                                 | 12.2 (54.0)                                                                                 | 24.5 (76.0)                                                                                 |
| متوسط درجة الحرارة الصغرى °م (°ف)                                                           | 2.4 (36.3)                                                                                  | 3.2 (37.8)                                                                                  | 6.1 (43.0)                                                                                  | 10.0 (50.0)                                                                                 | 15.0 (59.0)                                                                                 | 19.8 (67.6)                                                                                 | 22.8 (73.0)                                                                                 | 22.8 (73.0)                                                                                 | 19.4 (66.9)                                                                                 | 14.2 (57.6)                                                                                 | 7.3 (45.1)                                                                                  | 3.7 (38.7)                                                                                  | 12.2 (54.0)                                                                                 |
| أدنى درجة حرارة °م (°ف)                                                                     | −11.3 (11.7)                                                                                | −8.3 (17.1)                                                                                 | −5.5 (22.1)                                                                                 | −4.0 (24.8)                                                                                 | 5.0 (41.0)                                                                                  | 10.0 (50.0)                                                                                 | 12.0 (53.6)                                                                                 | 12.1 (53.8)                                                                                 | 6.0 (42.8)                                                                                  | −2.0 (28.4)                                                                                 | −12.0 (10.4)                                                                                | −10.8 (12.6)                                                                                | −12.0 (10.4)                                                                                |
| الهطول مم (إنش)                                                                             | 57.5 (2.26)                                                                                 | 47.8 (1.88)                                                                                 | 42.4 (1.67)                                                                                 | 27.8 (1.09)                                                                                 | 16.0 (0.63)                                                                                 | 1.7 (0.07)                                                                                  | 0.0 (0.0)                                                                                   | 0.1 (0.00)                                                                                  | 3.5 (0.14)                                                                                  | 23.0 (0.91)                                                                                 | 35.6 (1.40)                                                                                 | 58.3 (2.30)                                                                                 | 313.7 (12.35)                                                                               |
| متوسط أيام هطول الأمطار (≥ 1.0 ملم)                                                         | 9.0                                                                                         | 7.6                                                                                         | 6.8                                                                                         | 4.3                                                                                         | 2.7                                                                                         | 0.3                                                                                         | 0.0                                                                                         | 0.0                                                                                         | 0.5                                                                                         | 3.4                                                                                         | 4.9                                                                                         | 8.0                                                                                         | 47.5                                                                                        |
| متوسط الرطوبة النسبية (%)                                                                   | 84                                                                                          | 79                                                                                          | 68                                                                                          | 65                                                                                          | 50                                                                                          | 42                                                                                          | 42                                                                                          | 45                                                                                          | 46                                                                                          | 55                                                                                          | 66                                                                                          | 80                                                                                          | 60                                                                                          |
| ساعات سطوع الشمس الشهرية                                                                    | 120.9                                                                                       | 140.0                                                                                       | 198.4                                                                                       | 243.0                                                                                       | 319.3                                                                                       | 366.0                                                                                       | 387.5                                                                                       | 365.8                                                                                       | 303.0                                                                                       | 244.9                                                                                       | 186.0                                                                                       | 127.1                                                                                       | 3٬001٫9                                                                                     |
| ساعات سطوع الشمس اليومية                                                                    | 3.9                                                                                         | 5.0                                                                                         | 6.4                                                                                         | 8.1                                                                                         | 10.3                                                                                        | 12.2                                                                                        | 12.5                                                                                        | 11.8                                                                                        | 10.1                                                                                        | 7.9                                                                                         | 6.2                                                                                         | 4.1                                                                                         | 8.2                                                                                         |
| المصدر #1: الإدارة الوطنية للمحيطات والغلاف الجوي (1961–1990)                               |                                                                                             |                                                                                             |                                                                                             |                                                                                             |                                                                                             |                                                                                             |                                                                                             |                                                                                             |                                                                                             |                                                                                             |                                                                                             |                                                                                             |                                                                                             |
| المصدر #2: الأرصاد الجوية الألمانية (الرطوبة 1960–1967، الدرجة القصوى 1951–1978)            |                                                                                             |                                                                                             |                                                                                             |                                                                                             |                                                                                             |                                                                                             |                                                                                             |                                                                                             |                                                                                             |                                                                                             |                                                                                             |                                                                                             |                                                                                             |

## الديموغرافيا السكانية

### تعداد السكان تاريخياً

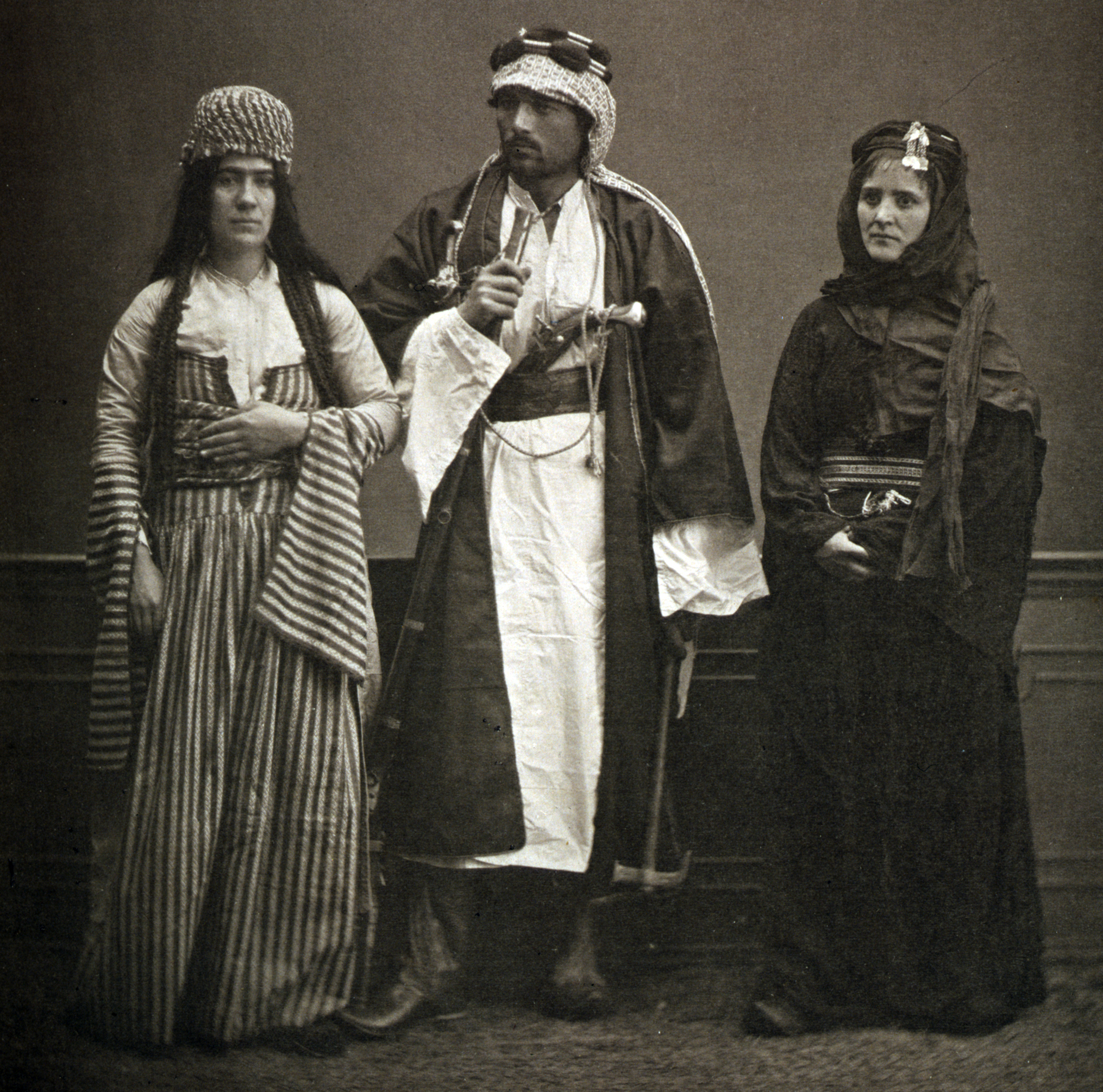
صورة لبعض قاطني مدينة حلب تظهر تنوع الأزياء, 1873

حسب المؤرخ شيخ كامل الغزي، فإن تعداد حلب بلغ حوالي 400,000 نسمة قبل زلزلة حلب الكبرى. والذي تبعه انتشار موجة من الطاعون والكوليرا في أعوام 1823 و1827. أدت هذه الكوراث إلى انخفاض عدد السكان بشكل حاد ليصل 110,000 في نهايات القرن التاسع عشر  في عام 1901، بلغ التعداد الكلي لمدينة حلب 108,143 نسمة شكل المسلمون منهم 76,329 نسمة بنسبة (70.58%)، بينما شكل المسيحيون 24,508 نسمة (22.66%)، واليهود نسبة 7,306 (6.76%).

### النازحون الأرمن لمدينة حلب
إلا أن تعداد سكان المدينة عاد ليزداد بعد استقبالها للنازحين الأرمن في بدايات القرن العشرين (1915–1922). وصل التعداد السكاني للمدينة عام 1922 إلى 156,748 شكل المسلمون منهم 97,600 (62.26%)، المسيحيون 22,117 (14.11%)، اليهود 6,580 (4.20%)، الأرمن 20,007 (12.76%)، وجنسيات أخرى 7,792 (4.97%).جاءت الموجة الثانية للنازحين الأرمن مع انسحاب القوات الفرنسية من كيليكية عام 1923.، وذلك بعد وصول أكثر من 40,000 ألف لاجئ أرمني بين 1923-1925، ووصل التعداد الكلي للمدينة إلى 210,000 نسمة مع نهاية عام 1925 وشكل الأرمن ربع السكان.
وفقاً للمعطيات التاريخية المقدمة من قبل شيخ كامل الغزي، فإن الغالبية من مسيحيي المدينة كانوا من الكاثوليك حتى نهايات فترة الحكم العثماني. إن ازدياد أعداد المسيحيين الأورثودوكس ارتبطت بقدوم النازحين الأرمن من أرمينيا ومرتفعات تركيا الجنوبية، ومن الناحية الأخرى لتدفق أعداد من النازحين الأورثودوكس عند تهجيرهم من لواء الآسكندرونة عندما تم إلحاق سنجق الإسكندرونة عام 1939 بتركيا.في عام 1944، كان تعداد السكان حوالي 325,000، شكل المسيحيون منهم حوالي 112,110 (34.5%) نصفهم من الأرمن 60,200.
كانت مدينة حلب تضم تعدادا هاما من اليهود أيضاً في العصور القديمة. وبها معبد يهودي بني في القرن الخامس الميلادي. كانت أحياء اليهود التقليدية تشمل أحياء الجميلية، باب النصر، والمناطق المجاورة للمعبد.
ثم بدأت موجات هجرة اليهود نحو فلسطين تظهر بعد إعلان قيام دولة إسرائيل من طرف واحد من قبل المهاجرين اليهود الأوروبيين ومع تواطؤ كل من بريطانيا والولايات المتحدة الأمريكية.
عام 1968، كان لا يزال يقطن مدينة حلب أكثر من 700 يهودي على الأقل 
حاولت الحكومة السورية بداية الحفاظ على الرعايا اليهود؛ فمثلاً وحتى يومنا هذا، ظلت أملاك اليهود غير مسكونة حتى بعد هجرتهم، إذ تركت الحكومة السورية حجوزاتها على المساكن شريطة أن لا يهاجر الرعايا اليهود السوريون إلى الأراضي التي احتلها الكيان الإسرائيلي. إلا أن معظم اليهود قد هاجروا بدايةً إلى الولايات المتحدة الأمريكية، ليشكلوا جالية معتبرة في بروكلين - نيويورك بشكل أساسي، أما البقية فقد غادروها في النهاية وتوجهوا إلى إسرائيل.

### الوضع الديموغرافي الحالي وتناغم السكان

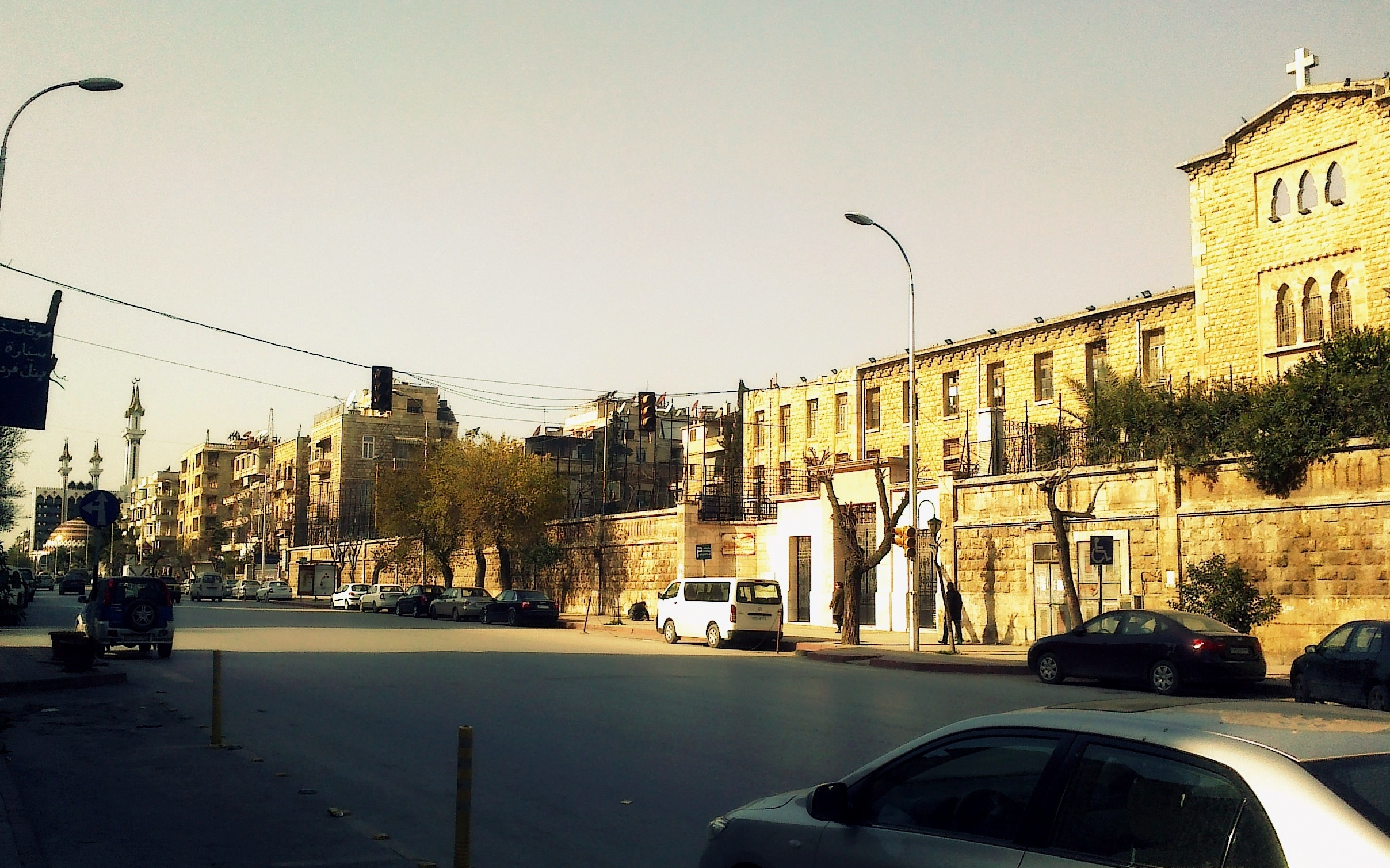
كنيسة في اليمين ومسجد في اليسار في نفس الشارع بمدينة حلب

المدينة حالياً هي الأكثر كثافةً سكانياً في القطر، مع تعداد وصل حتى 2,181,061 نسمة وفق أرقام مسح عام 2004. وفي أواخر العام 2005 أعلن مجلس المدينة وصول التعداد إلى 2,301,570 مليون نسمة.
غالبية سكان حلب هم العرب وأقلية من الأكراد و‌الأرمن والشركس والتركمان وغيرهم، وتتجانس فيها الإثنيات والأديان منذ القدم لتتمتع المدينة بالتنوع والمشاركة والتعاون بين كافة الأعراق والطوائف من السكان بشكل رائع وجميل يعتبر مضرباً للمثل في الشرق الأوسط.
تقريبا 85% من سكان حلب هم من المسلمين السنة العرب، وسكان حلب من الديانة المسيحية هم التجمع الثاني من حيث الحجم بعد مدينة بيروت (بين 10% و15%) في المنطقة، وتحتضن بين جنباتها حوالي 45 كنيسة أو مبنى كنسي تنتمي للطوائف المتنوعة فهناك السريان واللاتين والموارنة والكاثوليك والأرثوذكس والكلدانيين يتعايشون جميعاً في جو من الود والإخاء. كانت حلب أيضًا موطنًا لإحدى أغنى المجتمعات المسيحية الشرقية وأكثرها تنوعًا في الشرق، تاريخياً قطن المسيحيون في أحياء معروفة مثل الجديدة والعزيزية والسليمانية، محطة بغداد، العروبة والميدان. وإن بدؤوا بالانتشار خارج هذه الأحياء التقليدية مع ازدياد عدد السكان وظهور الأحياء السكنية الحديثة. قبل الحرب الأهلية السورية كانت مدينة حلب ثالث مدينة في الشرق الأوسط بعد القاهرة وبيروت من حيث عدد المسيحيين،  حيث ضمت المدينة قبل الحرب الأهلية السورية بين 160,000 إلى 250,000 مسيحي.
يتميز أهل حلب بلهجتهم المحلية المميزة والتي تستعير كثيراً من الكلمات من اللغة التركية نظراً لقرب المسافة الجغرافية.

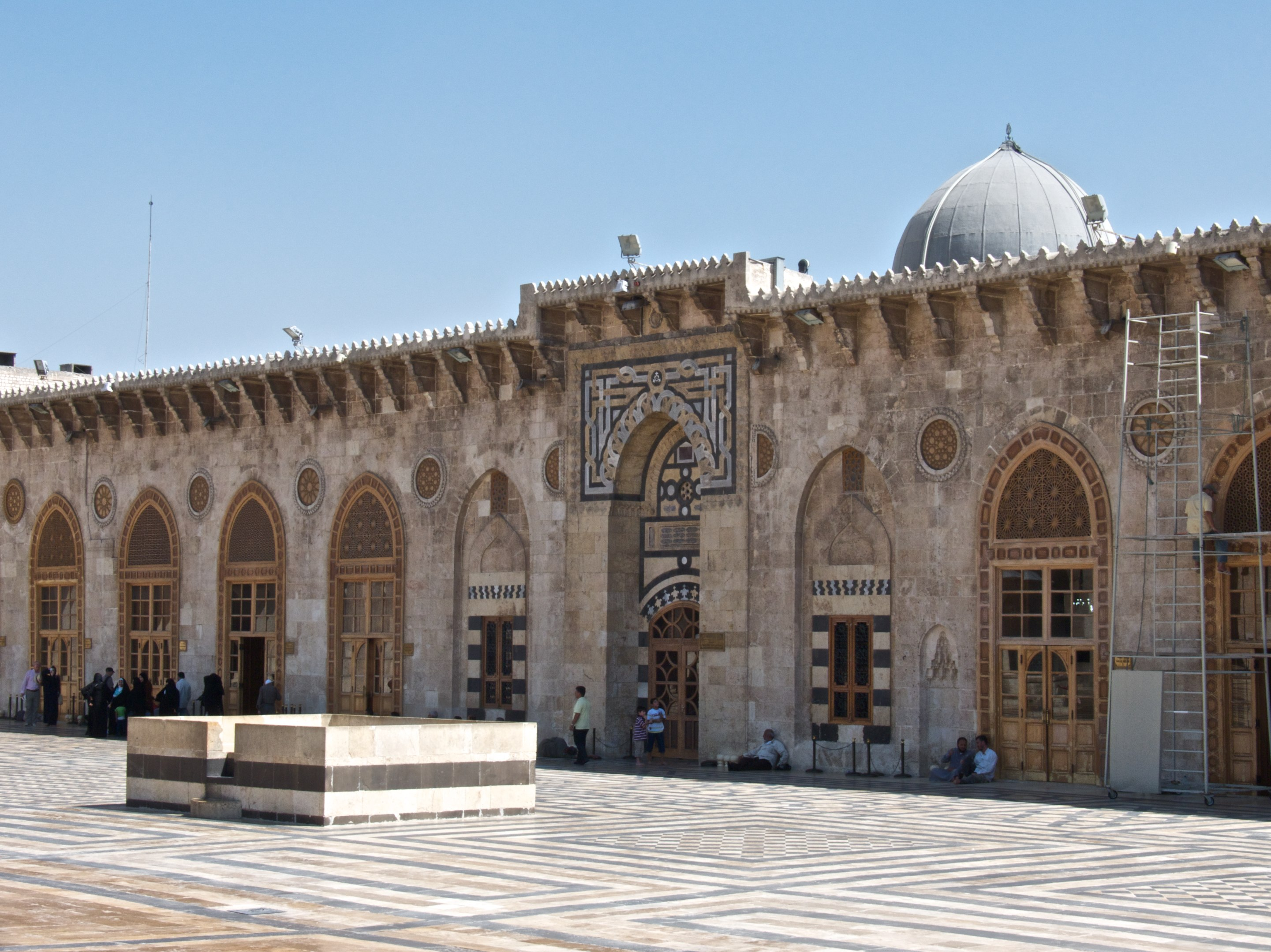
واجهة الجامع الأموي (حلب)
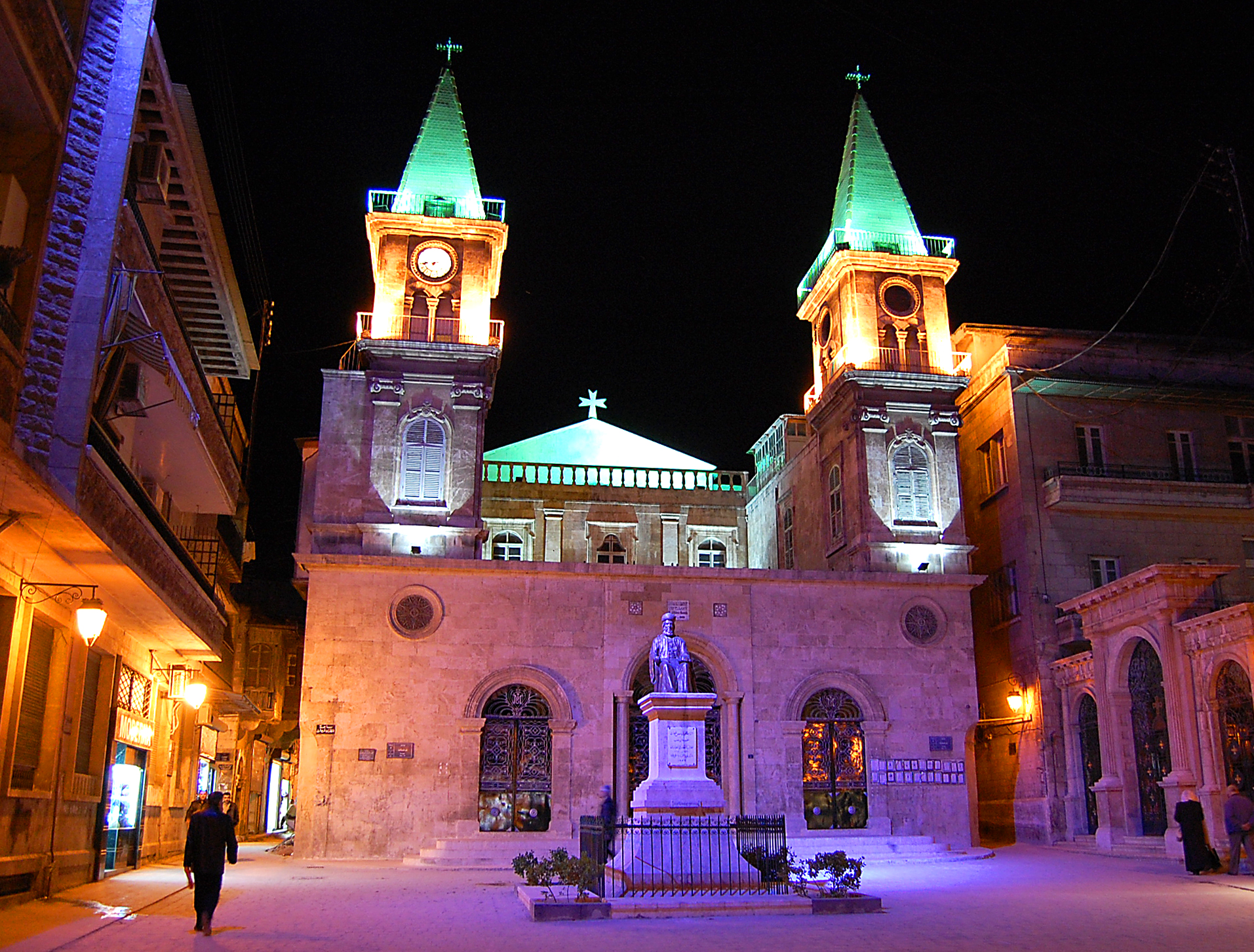
كاتدرائية القديس إلياس المارونية
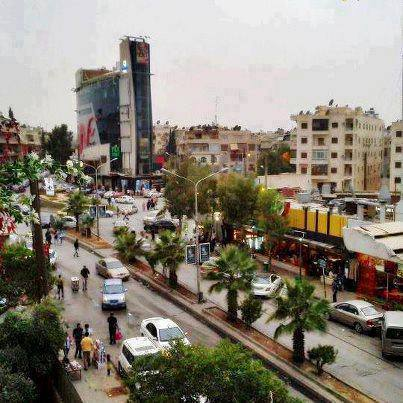
الموكامبو
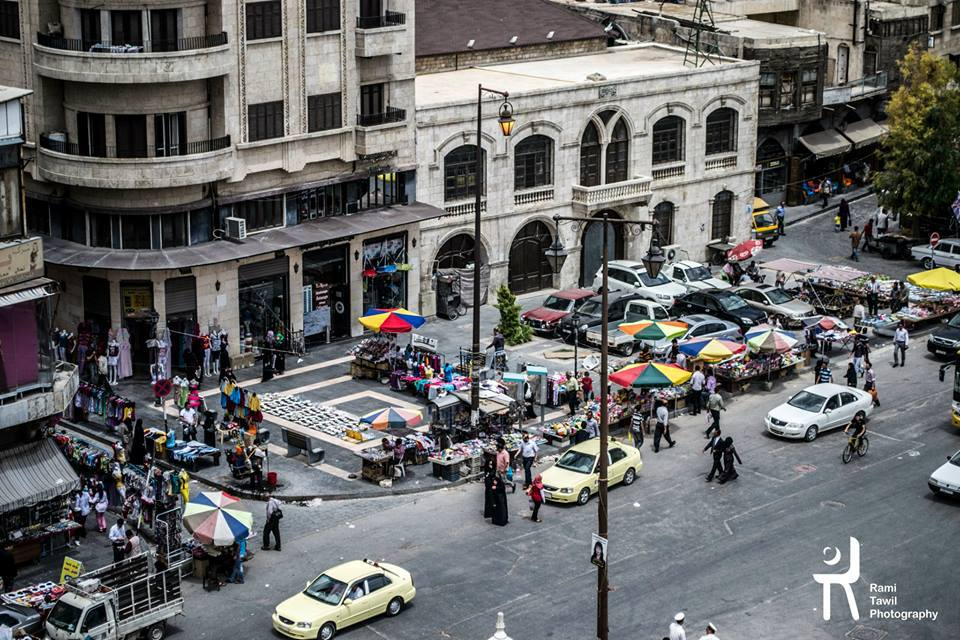
المنشية

### الديانة

#### الإسلام
أكثر من 80% من سكان حلب هم من المسلمين السُنّة، وهم أساساً من العرب، ويليهم كل من التركمان والأكراد. تشمل الجماعات الإسلامية الأخرى أعدادًا صغيرة من الشركس والشيشانيين والألبان والبوشناق واليونانيين والبلغار.
المناطق الشمالية الغربية من حلب، ولا سيما حي الشيخ مقصود، يقطنها الأكراد بشكل رئيسي. منذ بداية الحرب الأهلية السورية، تتم حماية هذه المناطق من حلب بواسطة الميليشيات الكردية، وبالتالي فهي أكثر المناطق أمانًا بالمقارنة مع باقي المناطق في حلب. لم تتحدَّ قوات الحكومة المركزية أو جيوش المتمردين الجيش الكردي ولم تتعد على المناطق الكردية. العديد من غير الأكراد في حلب فروا إلى الأحياء الخاضعة للسيطرة الكردية. وشكلّ الأكراد حوالي 7% إلى 10% من سكان المدينة قبل الحرب.

#### المسيحية

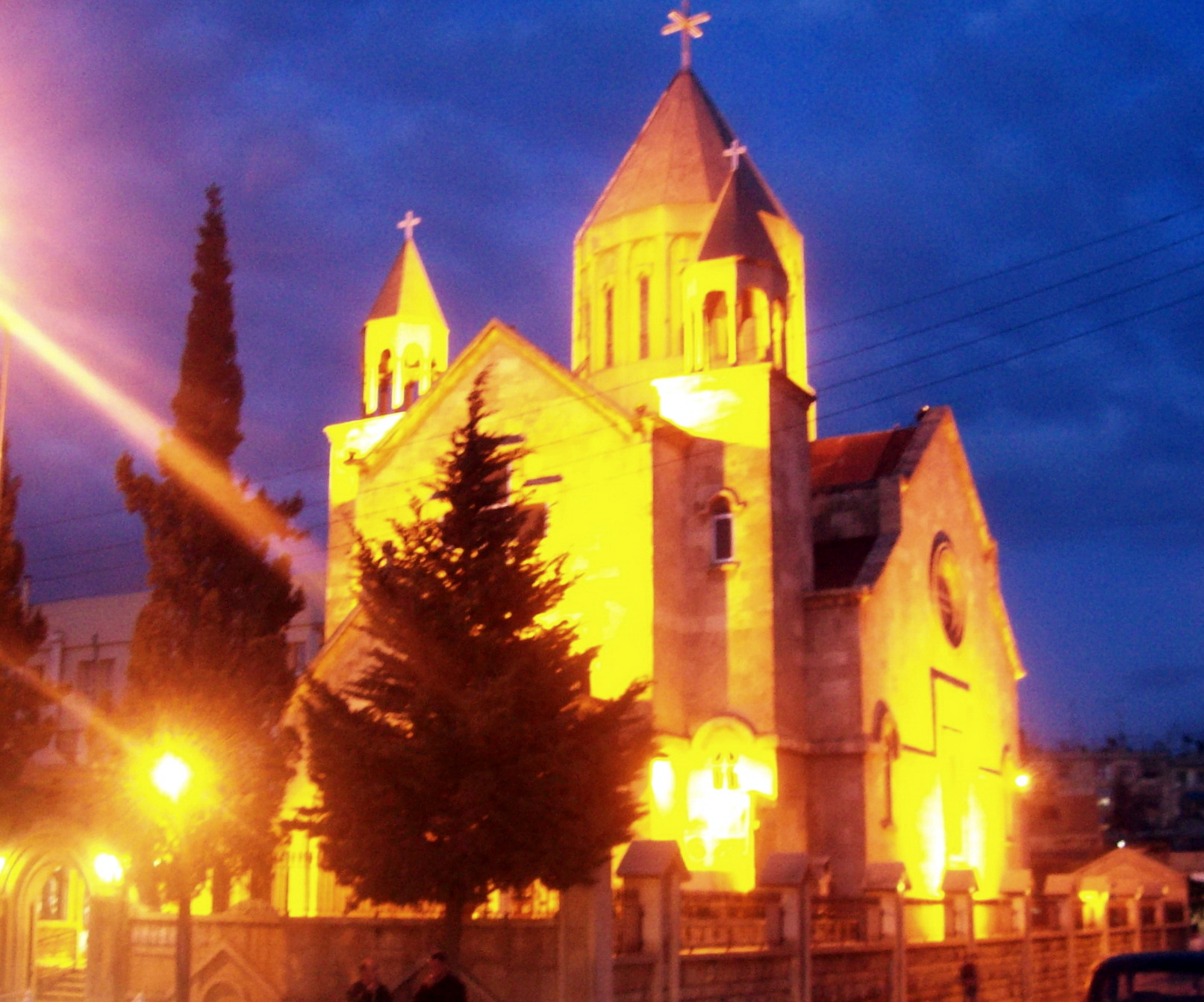
كنيسة السيدة في مدينة حلب، وتتبع كنيسة الأرمن الأرثوذكس.

كانت حلب أيضًا موطنًا لإحدى أغنى المجتمعات المسيحية الشرقية وأكثرها تنوعًا في الشرق. وتاريخياً خصوصًا خلال الحكم العثماني عمل المسيحيون في التجارة وأقاموا في أحياء خاصة فيهم أبرزها الجديّدة، وشيّدت في الحي ذاته بيوت فخمة تدل على ثراء ورفاهية أصحابها، فضلًا عن مختلف المرافق التي تتيح لهذا الحيّ أن يعيش حياته المستقلة منها حمامات عامة مثل حمام برهم. في تلك الحقبة كان مسيحيو حلب أكثر ثراءً من المسلمين. كانت الطوائف الأرثوذكسية وغيرها من الطوائف المسيحية تزداد ثروة وثقافة ونفوذًا طوال القرن الثامن عشر. فالحماية الأجنبية لم تمنحها امتيازات سياسية فحسب، بل وفرت لأبنائها أيضًا، وهم العاملون بالتجارة مع أوروبا في ذلك الحين، منافع تجارية ومالية. وقد اغتنى، بنوع خاص، اليونانيون والأرمن والمسيحيون السوريون الناطقون بالضاد، فارتفع مع هذا الغنى مستواهم الثقافي واشتد شعورهم الطائفي. خلال القرن الثامن عشر ازدهرت الحياة الثقافية وقام في حلب نخبة من الأدباء والمفكّرين المسيحيين كان لهم دور في النهضة العربية الحديثة. وقام المسيحيون بدور كبير في عهد الانتداب وكانوا العمود الفقري لأهم الدوائر والمؤسسات ولمعوا في المهن الحرّة كالطب والمحاماة والهندسة كما تابعوا نشاطهم التجاري التقليدي متأقلمين مع الأوضاع الجديدة. وظلّت الطبقة العاملة تتقن المهن التقليدية كالبناء، والنسيج وعملوا على إدخال التصنيع الحديث. ونبغ خاصة الأرمن في الصناعات الميكانيكية ومن «مهاجرين» أصبحوا أرباب عمل ونخبة ثريّة. وساهم المسيحيون في الحياة السياسية كنوّاب ووزراء وعملوا مع إخوانهم المسلمين للحصول على الاستقلال التام. كانت الغالبية من مسيحيي المدينة من الكاثوليك حتى نهايات فترة الحكم العثماني، وقد ارتبط ازدياد أعداد المسيحيين الأرثوذكس المشرقيين بقدوم النازحين الأرمن والسريان من قيليقية وطور عبدين في تركيا هربًا من الإبادة الجماعية الأرمنية والسريانية، ومن الناحية الأخرى لتدفق أعداد من النازحين الأرثوذكس العرب (روم أنطاكيون) عند تهجيرهم من لواء الاسكندرون عندما تم إلحاق سنجق الإسكندرونة عام 1939 بتركيا. في عام 1944، كان تعداد السكان حوالي 325,000 نسمة وشكّل المسيحيون حوالي 112,110 (34.5%) وكان نصفهم من الأرمن أي 60,200 نسمة.
قبل الحرب الأهلية السورية كانت مدينة حلب ثالث مدينة في الشرق الأوسط بعد القاهرة وبيروت من حيث عدد المسيحيين،  حيث ضمت المدينة قبل الحرب الأهلية السورية بين 160,000 إلى 250,000 مسيحي. مع تواجد للعديد من الطوائف المسيحية الشرقية، وخاصةً من الأرمن والسريان. تاريخياً كانت المدينة المركز الرئيسي للمبشرين الكاثوليك الفرنسيين في سوريا. وكان عدد سكان حلب المسيحيين أكثر بقليل من 250,000 نسمة قبل الحرب الأهلية السورية، وهو ما يمثل حوالي 12% من إجمالي سكان المدينة. ومع ذلك، نتيجة للحرب الأهلية السورية، انخفض عدد السكان المسيحيين في المدينة إلى أقل من 100,000 اعتبارًا من بداية عام 2017، وكان منهم حوالي 30% من الإثنية الأرمنية. ويتحدث عدد كبير من السريان في حلب اللغة السريانية، وينحدرون من مدينة أورفة في تركيا، ويتبعون في الغالب الكنيسة السريانية الأرثوذكسية والكنيسة السريانية الكاثوليكية. ومع ذلك، هناك وجود كبير لأتباع بطريركية أنطاكية وسائر المشرق للروم الأرثوذكس. هناك أيضاً عدد كبير من المسيحيين الكاثوليك الشرقيين في المدينة بما في ذلك الروم الملكيين والموارنة والكلدان وأتباع الطقوس اللاتينية. المسيحيون البروتستانت من مختلف الطوائف هم أقلية في المدينة.
تتمتع العديد من أحياء المدينة بأغلبية مسيحية وأرمنية، مثل الحي المسيحي القديم في الجديدة. وتعمل حوالي 50 كنيسة في المدينة والتي تديرها مختلف الطوائف المسيحية. ومع ذلك، وفقًا لنائب رئيس لجنة اليونسكو التابعة للاتحاد الروسي ألكساندر دزاسوخوف، عانت حوالي 20 كنيسة من الدمار الشديد خلال المعارك في حلب،  وأبرزها الوطنية الكنيسة الإنجيلية، وكذلك الكنائس التاريخية المحيطة بحي الجديدة. وفي 25 ديسمبر من عام 2016، بعد انتصار الحكومة، تم الاحتفال بعيد الميلاد علانية في حلب لأول مرة منذ أربع سنوات.

#### اليهودية

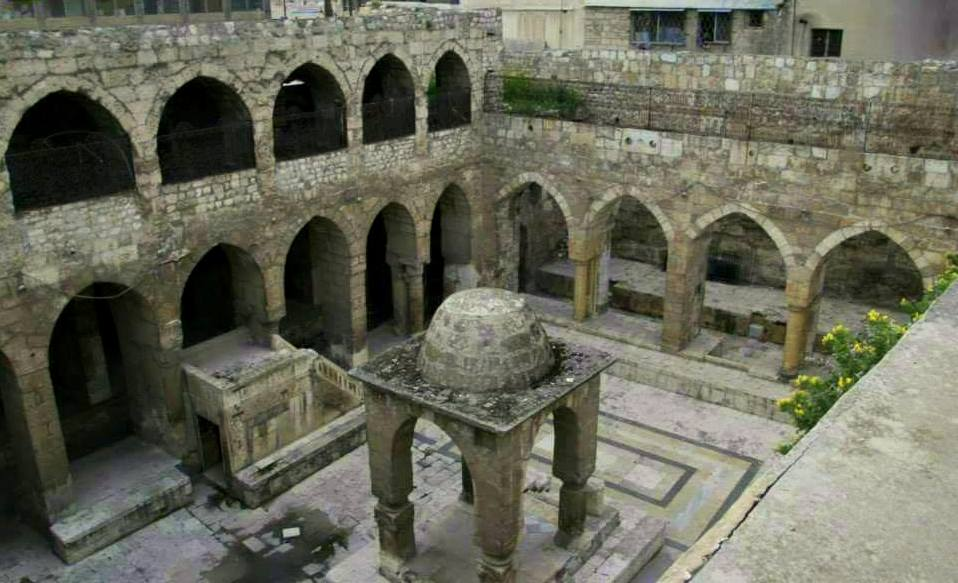
الكنيس المركزي في عام 2011.

كانت المدينة موطناً لعدد كبير من السكان اليهود منذ العصور القديمة. وتم بناء الكنيس العظيم في القرن الخامس، وضم الكنيس مخطوطة حلب. عُرف يهود حلب بالتزامهم الديني والقيادة الحاخامية والليتورجية، والتي تكونت من البيزمونيم والبقشوت. بعد ظهور محاكم التفتيش الإسبانية، استقبلت مدينة حلب العديد من المهاجرين اليهود السفارديم، الذين انضموا في النهاية إلى الجالية اليهودية المحلية في حلب. كانت هناك علاقات سلمية بين اليهود والسكان المحيطين بهم. في أوائل القرن العشرين، كان يهود المدينة يعيشون بشكل رئيسي في حي الجميلية وباب الفرج والأحياء المحيطة بالكنيس الكبير. أدت الاضطرابات في فلسطين في السنوات التي سبقت قيام دولة إسرائيل في عام 1948 إلى تزايد العداء لليهود الذين يعيشون في البلدان العربية، وبلغت ذروتها في الهجرة اليهودية من الأراضي العربية. هاجم حشد عربي الحي اليهودي في ديسمبر من عام 1947 عقب قرار الأمم المتحدة بتقسيم فلسطين. وتعرضت المنازل والمدارس والمتاجر لأضرار بالغة. بعد فترة وجيزة، هاجر العديد من يهود المدينة البالغ تعدادهم ستة آلاف. وفي عام 1968 كان هناك ما يقرب من 700 يهودي لا يزالون في حلب.
لم يتم بيع المنازل والممتلكات الأخرى للعائلات اليهودية بعد الهجرة، ولا تزال غير مأهولة تحت حماية الحكومة السورية. معظم هذه العقارات موجودة في مناطق الجميلية وباب الفرج والأحياء المحيطة بالكنيس المركزي في حلب. في عام 1992، رفعت الحكومة السورية حظر السفر على 4,500 مواطن يهودي. وسافر معظمهم إلى الولايات المتحدة، حيث يعيش عدد كبير من اليهود السوريين حاليًا في بروكلين في نيويورك. تم إجلاء آخر يهود حلب المُتبقين في المدينة، من أفراد عائلة الحلبي، في أكتوبر عام 2016 من قبل الجيش السوري الحر، وتعيش العائلة الآن في إسرائيل.

## الطراز المعماري

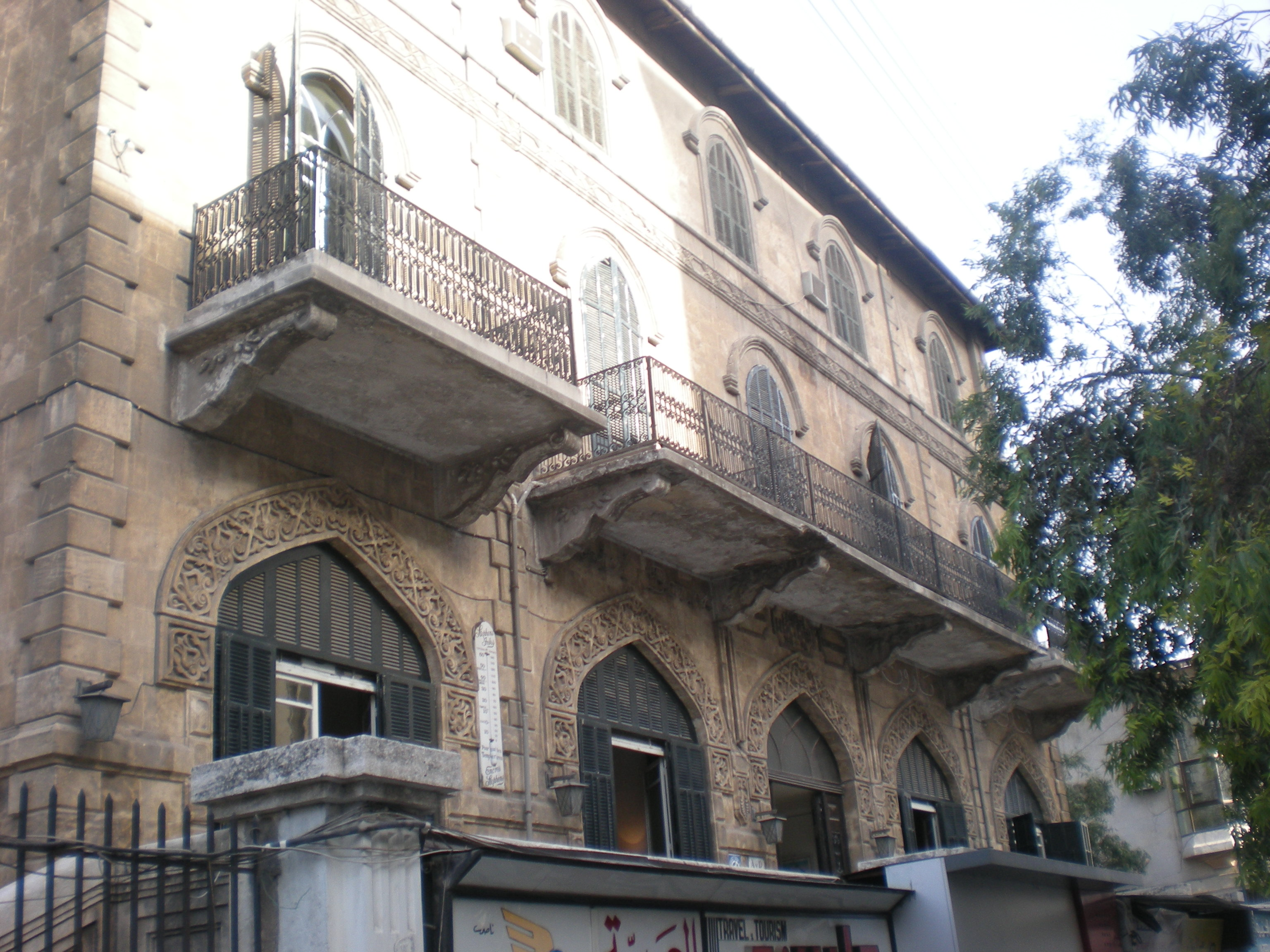
فندق بارون الشهير الذي يعود بناؤه لعام (1909)

تتميز مدينة حلب بتعدد الطرز المعمارية الموجودة فيها، إذ تجمع أنماطاً معماريةً سلجوقية وبيزنطيةً إضافةً للطرز المملوكية والعثمانية، ممن تعاقبوا عليها على مر السنين.
يوجد في المدينة العديد من المباني القديمة العائدة للقرنين الثالث والرابع عشر ميلادي، مثل الخانات والمدارس الدينية والحمامات، إضافةً للمباني الدينية كالجوامع والكنائس.
وظهرت في حلب في القرنين السادس والسابع عشر بيوت مملوكة للعديد من العائلات الحلبية الثرية تتميز بواجهاتها الحجرية الغاية في الجمال، في القرن ال 19 ومطلع القرن العشرين كان طراز العمارة الباروكية هو السائد، ومثاله بناء فيلا روز الشهير في منطقة العزيزية. بينما يجمع حي الشهباء الجديدة الراقي العديد من الطرز المعمارية الشرقية، والكلاسيكية الغربية وحتى الصينية
وذلك بفضل مهارة الصناع الحلبيين في قد الصخور، خصوصاً من الحجر الأبيض الذي تشتهر به مدينة حلب.

## معالم المدينة القديمة

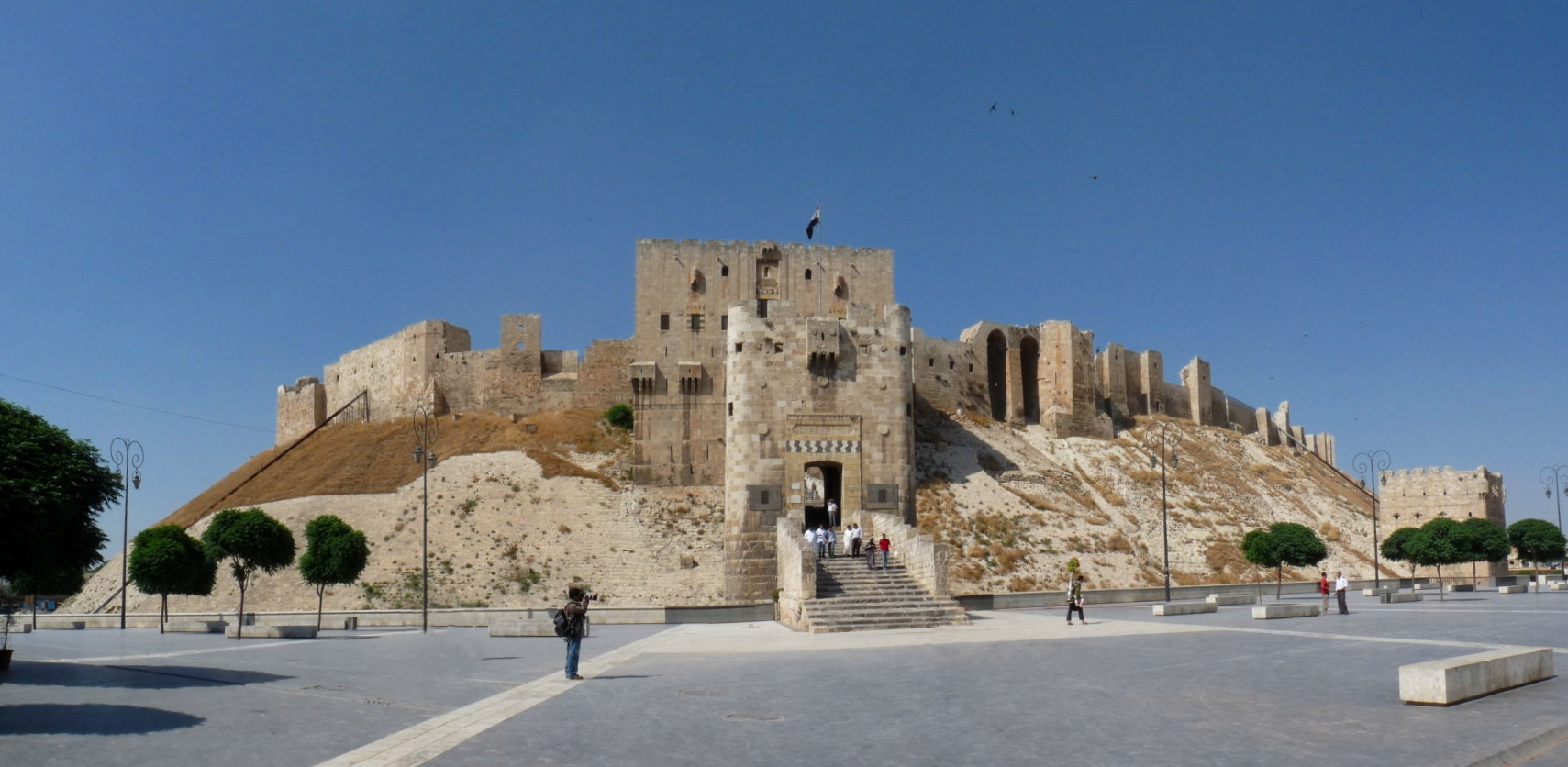
قلعة حلب الضخمة إحدى أكثر قلاع العالم حصانة، تتربع على قمة تل اصطناعي في قلب المدينة القديمة

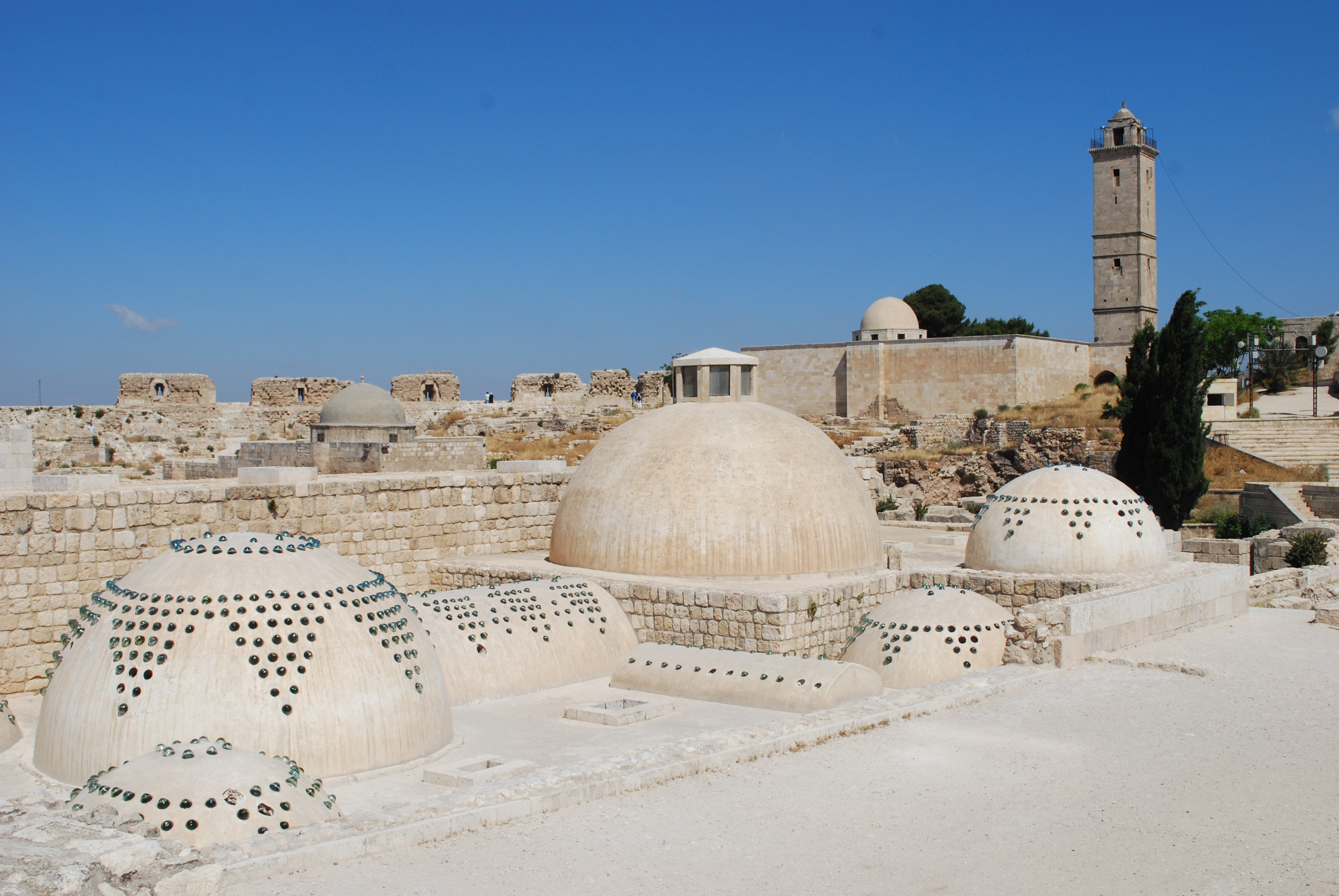
قلعة حلب

يوجد نسبياً انقسام واضح بين حدود المدينة القديمة والمدينة الحديثة في حلب. الجزء القديم موجودٌ ضمن جدار المدينة القديم الذي يشكل دائرةً نصف قطرها 5 كيلومترات، وله 9 بوابات. (باستثناء حي الجديدة الذي بني بعد الغزوات المغولية في القرن الخامس عشر عل الرغم أنه يعد جزءاً من المدينة القديمة) في مركز المدينة القديمة تقع قلعة حلب الضخمة على تلة مرتفعة، مشرفة بذلك على كافة أحياء المدينة القديمة. ويتوسطها مدرجٌ واسع هو مدرج القلعة الذي تقام فيه العديد من الحفلات.

### أبواب حلب القديمة
أبواب حلب جزءٌ أساسي ومهم من السور، ومن ذاكرة المدينة، فقد كانت هذه الأبواب منفذ أهل حلب عبر السور المنيع الذي رد عنهم هجمات الغزاة على مر العصور، حتى أنه يمكن القول أن كل ضربة سيف أو سقطة رمح أو طلقة منجنيق، لابد أنها وقد تركت أثراً أو حفرة أو ندبة على هذه الأبواب. عدد هذه الأبواب تسعة، اندثر منها أربعة وحوفظ على خمسة منها في المدينة القديمة:
- باب الحديد
- باب أنطاكية
- باب النصر
- باب قنسرين
- باب الفرج
- باب المقام

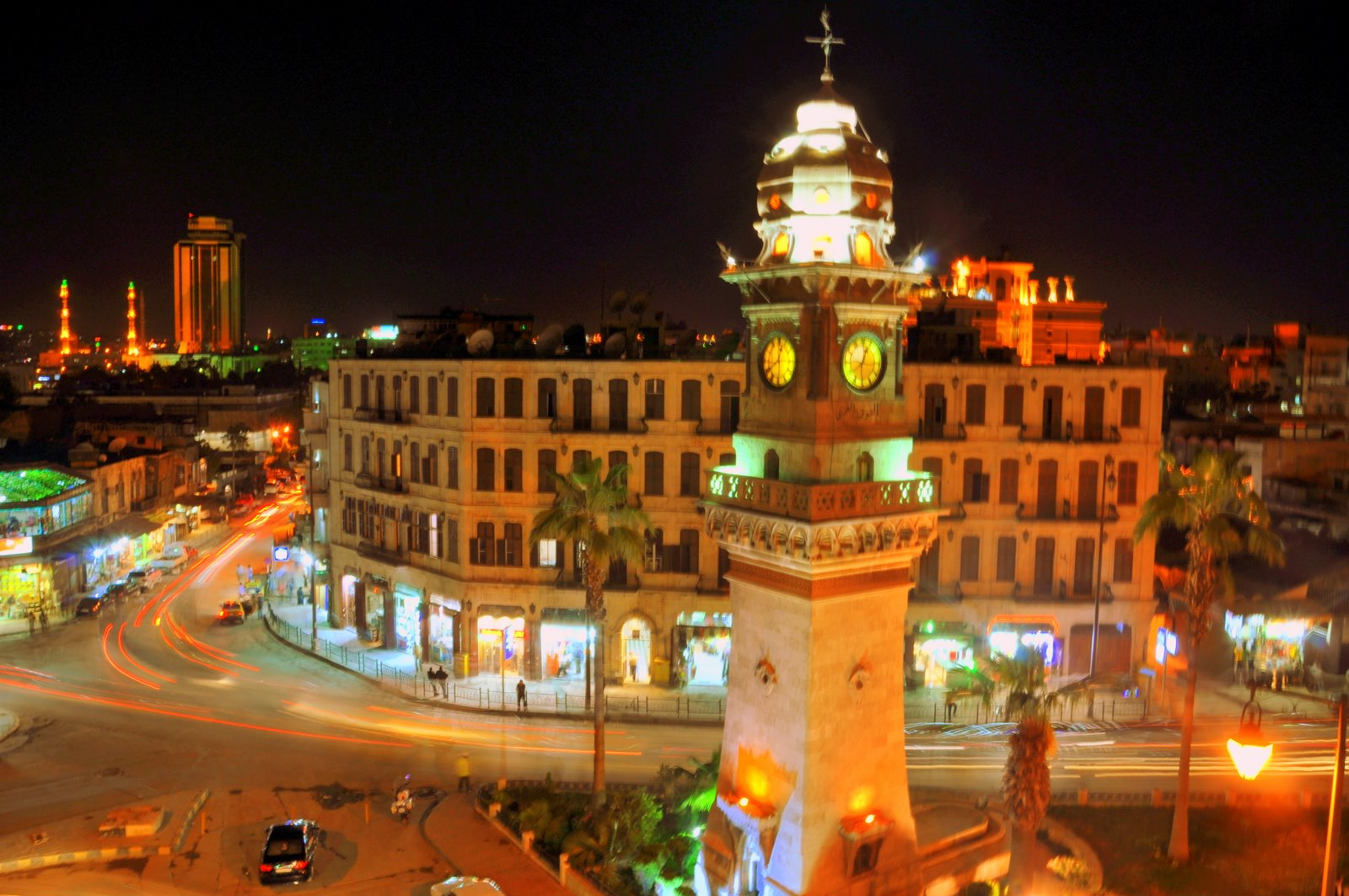
باب الفرج تظهر في الصورة ساعة باب الفرج

- باب الجنان أو باب جنين في اللهجة الحلبية.
- باب الأحمر
- باب النيرب

### الحفاظ على المدينة القديمة
باعتبارها مدينةً ذات طرازٍ معماري قديم تميزه الأسواق المسقوفة والخانات والحمامات والمدارس، إضافةً للمساجد والكنائس، فإن المدينة كنزُ أثري بحاجة للعناية والصيانة المستمرة. تمت إعادة تخطيط المدينة بشكل واضح بعد انتهاء الحرب العالمية الثانية. وفي عام 1954 اعتمد مخطط معماري من قبل المعماري الفرنسي أندريه جوتون، والذي اقترح شق عددٍ من الجادات العريضة عبر المدينة لتتناسب مع دخول السيارات. بين أعوام 1954-1983 تم هدم العديد من الأحياء القديمة تحت هذه الذريعة بغرض التوسع، خصوصاً في المناطق الشمالية مثل باب الفرج وباب جنين لكن الوعي المتزايد بأهمية هذه المباني أدى في النهاية لإلغاء مخطط جوتون عام 1979 وليتم الاستعاضة عنه بتخطيط لمهندس المدن السويسري ستيفانو بيانكو، والذي أطلق فكرة المحافظة على النسيج العمراني القديم لحلب القديمة. الأمر الذي مهد الطريق لليونسكو لتضم مدينة حلب القديمة إلى التراث العالمي عام 1986.
قام العديد من المعاهد العالمية بالتضافر مع الجهات المحلية وجمعية آثار حلب، لإعادة تأهيل المدينة القديمة بإضافة نمط حياة عصري إليها مع المحافظة على الطابع التراثي.
تقوم هنالك شراكة بين مؤسسة ألمانيا التقنية GTZ و‌مؤسسة الآغا خان ضمن برنامج الآغا خان لحماية المدن القديمة ساهمت في كثير من الأعمال للحفاظ وتأهيل المدينة القديمة

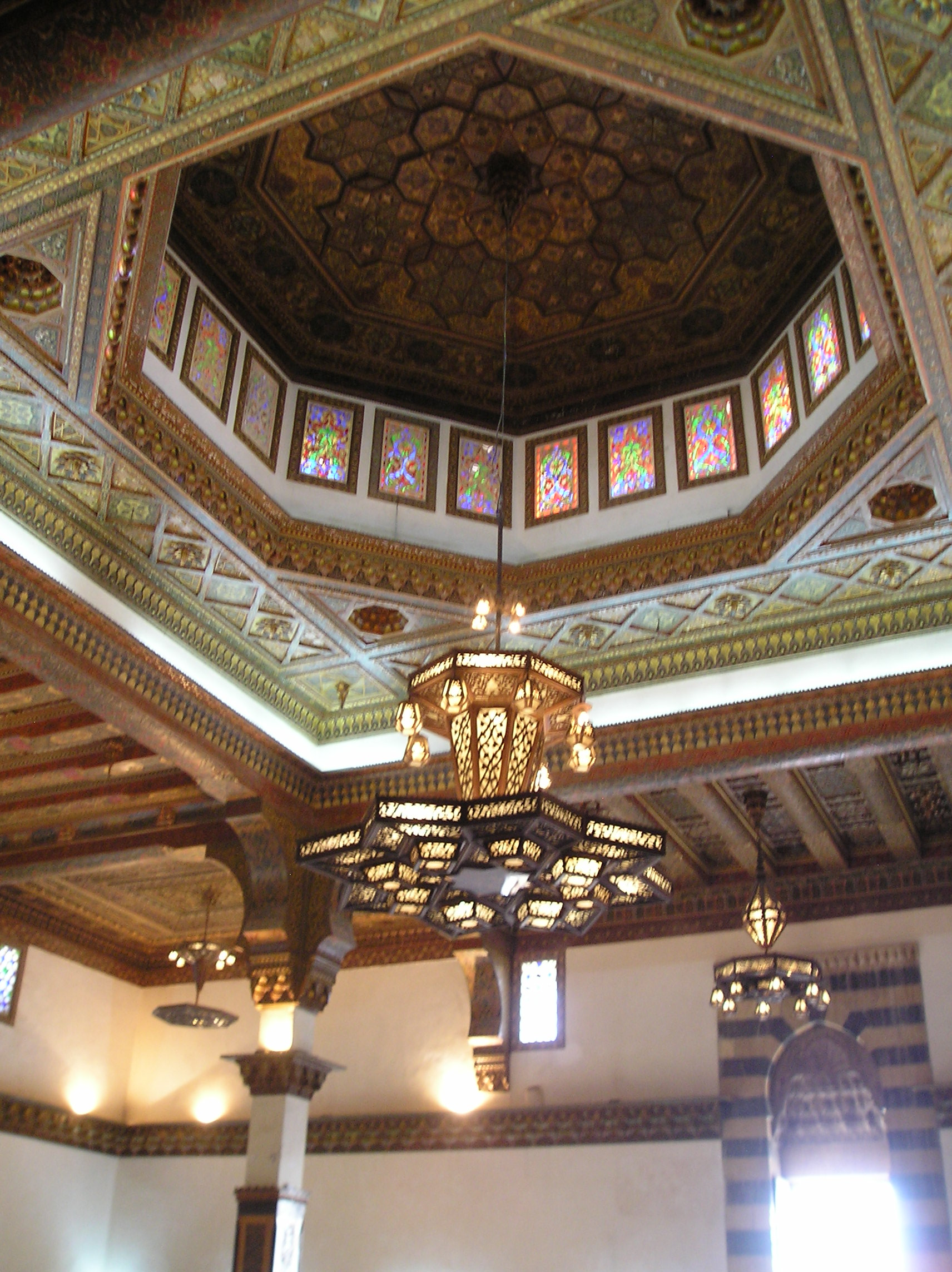
قاعة العرش في قلعة حلب
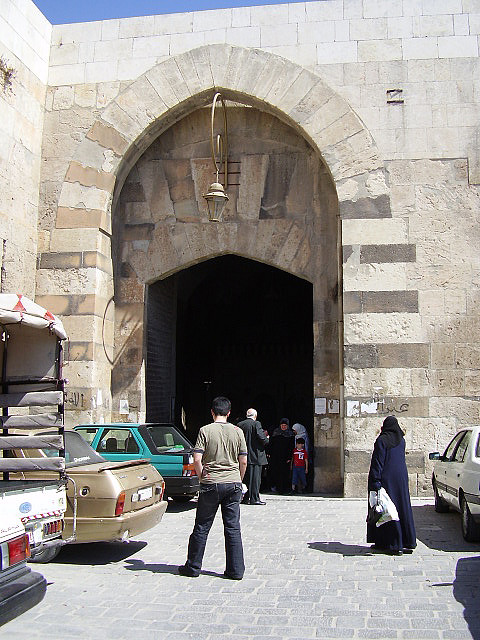
باب قنسرين الذي بني عام 1256 من قبل الناصر يوسف
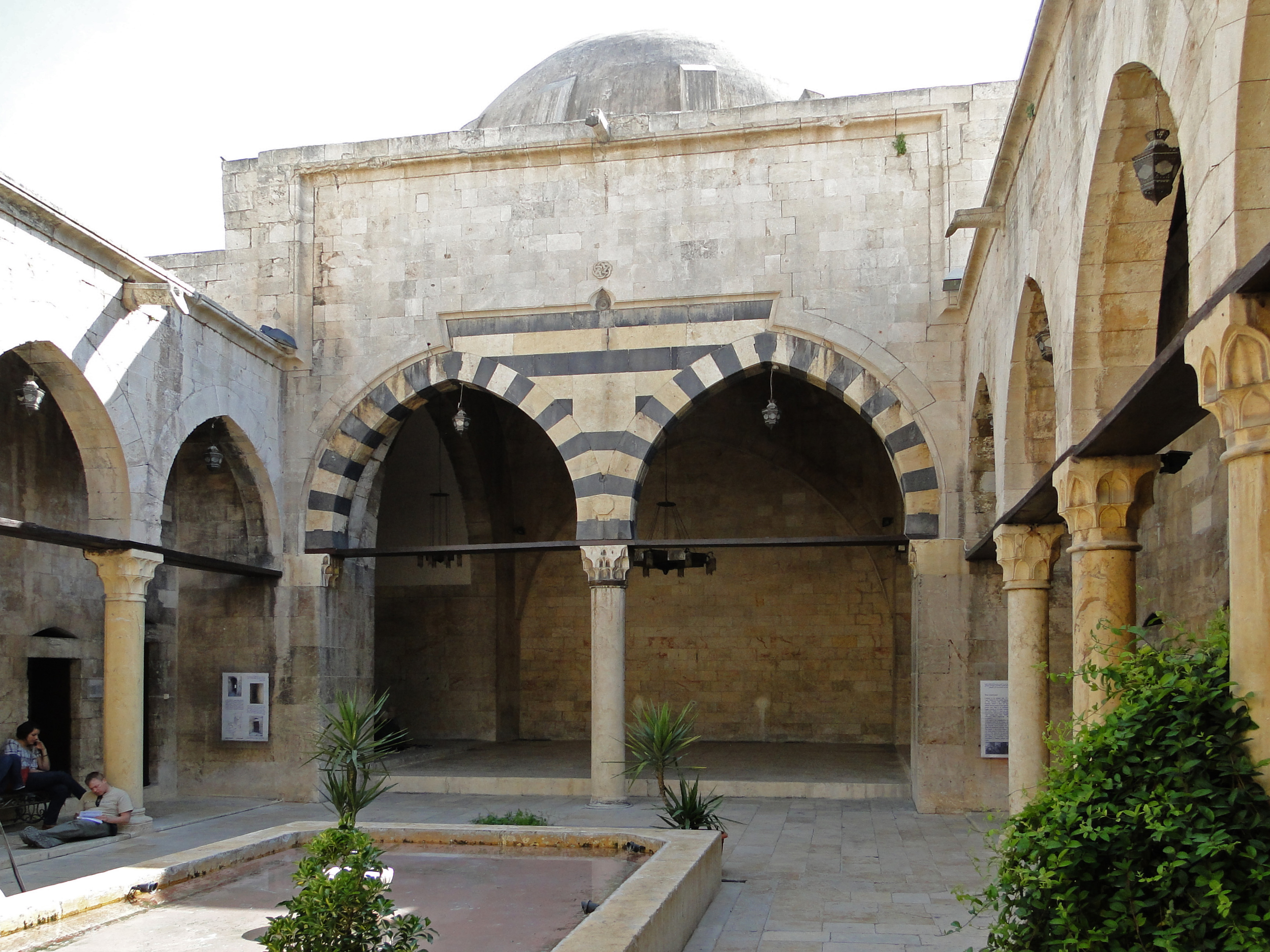
بيمارستان آرغون الكمالي
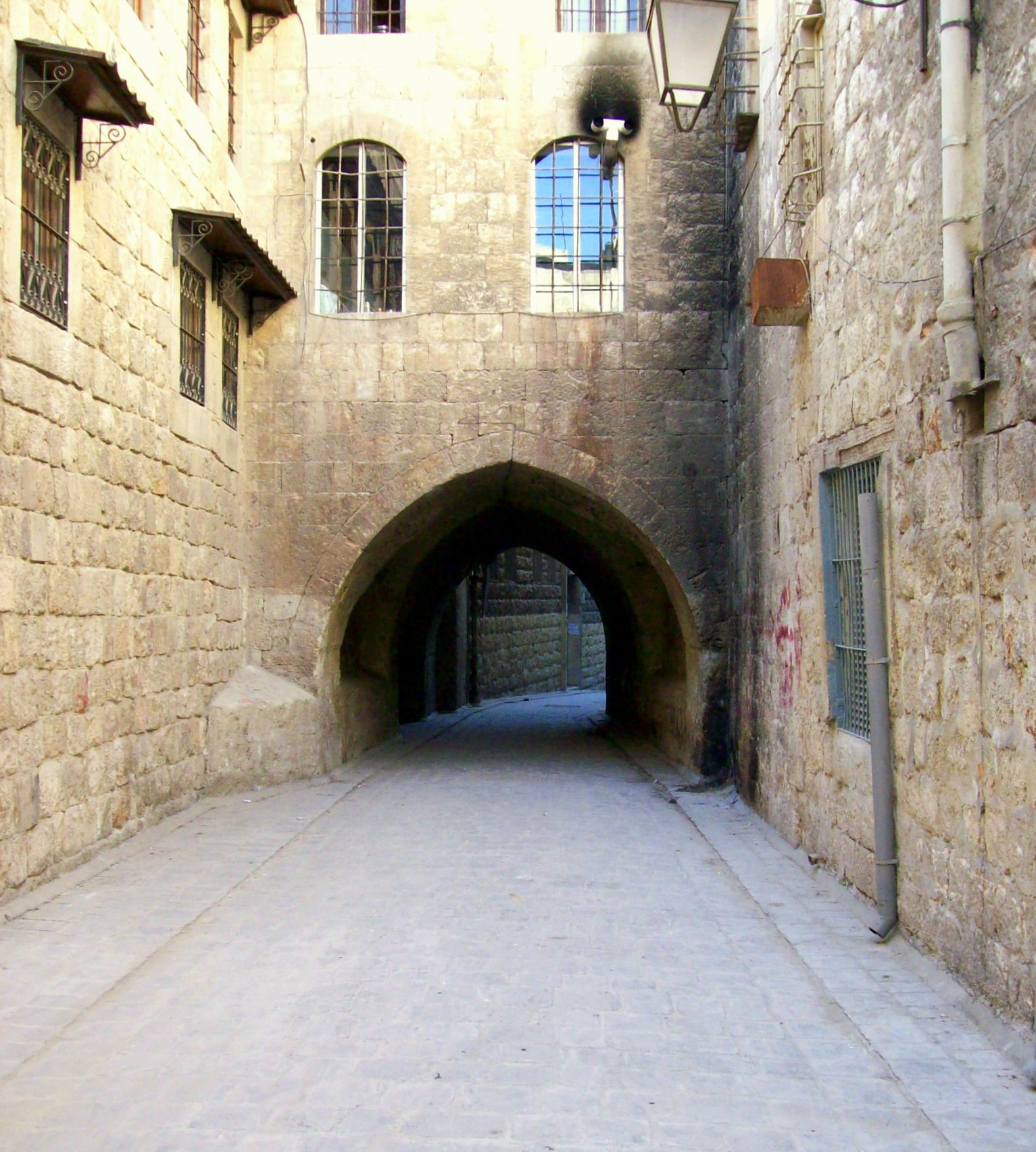
زقاق ضيق في حي الأرمن من القرن السابع عشر

### الأسواق والخانات في مدينة حلب

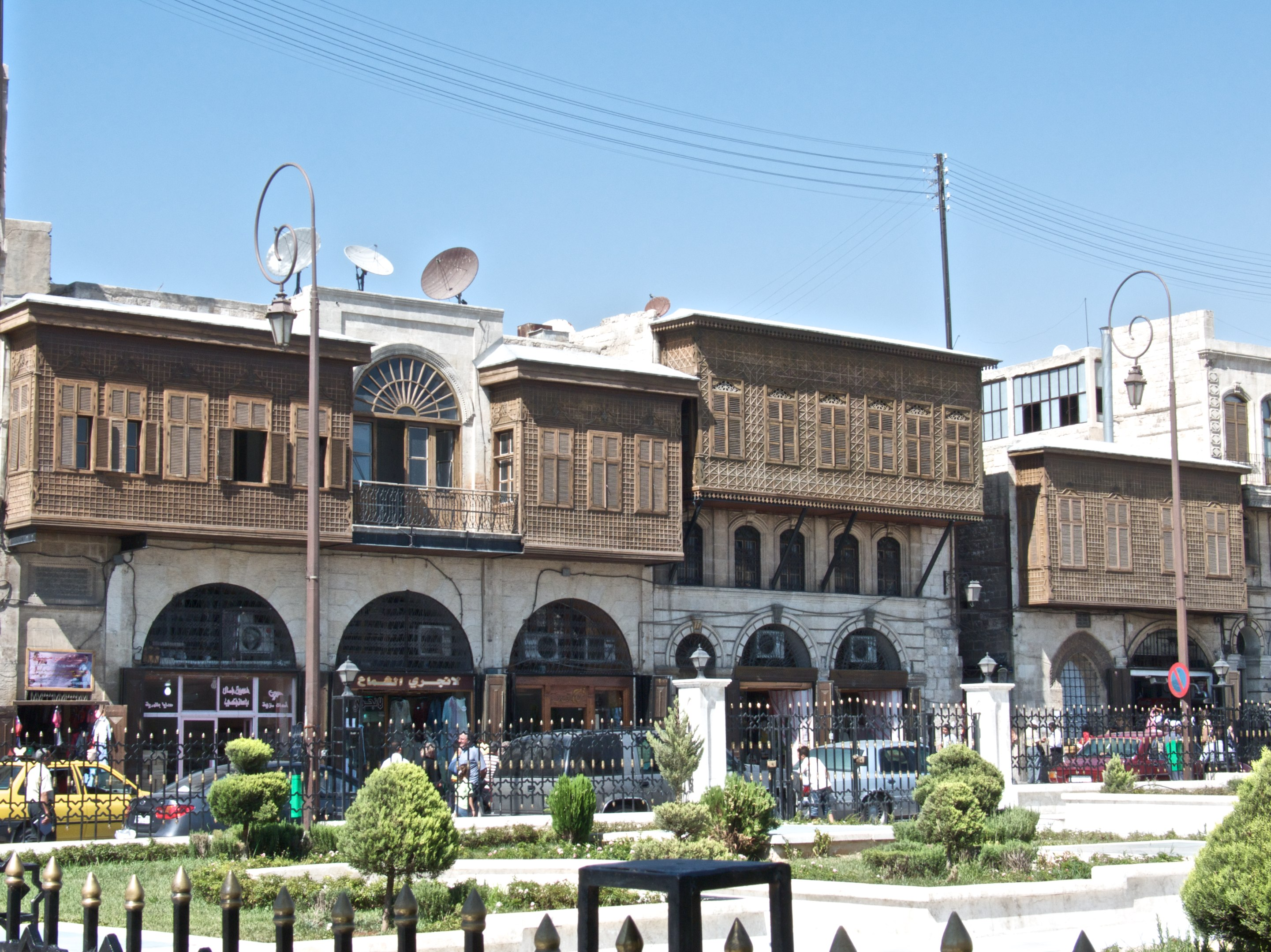
سوق العبارة في حلب القديمة

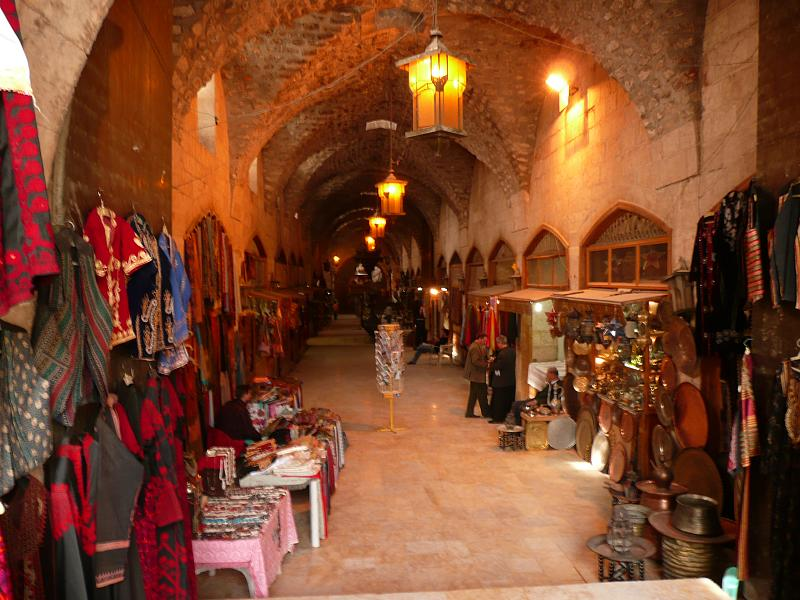
خان الشونة في حلب

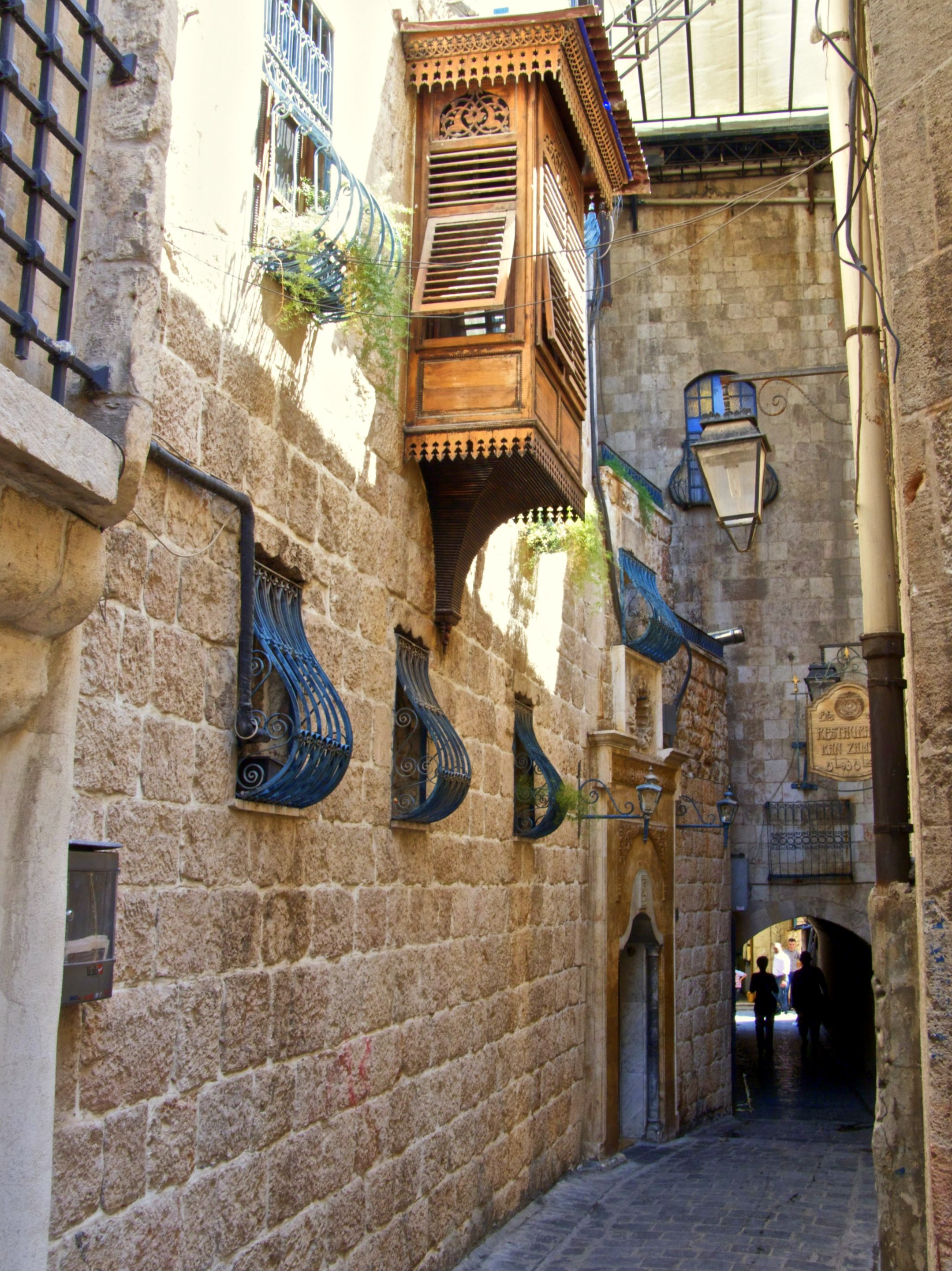
بوابة الياسمين في حي الجديدة

مدينة حلب مدينةُ تجارية بامتياز، فقد جذب موقع المدينة الاستراتيجي على طريق الحرير العديد من السكان من كافة الأعراق والمعتقدات ليقطنوا فيها ويستفيدوا من وقوعها بين الصين وبلاد الرافدين من الشرق وأوروبا من الغرب، ومصر في الجنوب. تحتوي حلب على أكبر سوقٍ شرقيٍ مسقوفٍ في العالم، بمساحةٍ كلية تصل حتى 16 هيكتاراً وبطولٍ يصل حتى 16 كيلومتراً
تعتبر منطقة المدينة المنطقة التجارية النشطة للبضاعات المستوردة، مثل الحرير القادم من إيران، التوابل والبهارات القادمة من الهند. والقهوة والأقمشة القادمة من دمشق. تعتبر المدينة أيضاً موطن الصناعات المحلية كالقطن، المنتجات الزراعية، وصابون الغار الذي تشتهر به مدينة حلب. شيدت معظم أجزاء السوق في القرن الرابع عشر وسميت حسب أسماء الحرف والمهن المزاولة فيها، مثل سوق الصوف، سوق الصاغة، وقس على ذلك.. بالإضافة للتجارة، فإن السوق منح للتجار ولبضائعهم خانات متواجدة حول الأسواق. أخذت الخانات أيضاً أسماءها عن مواقعها وحرفة السوق الواقع فيه، وتتميز هذه الخانات بواجهاتها الجميلة المحصنة بالأبواب الخشبية المتينة.

### الأسواقُ والخاناتُ التاريخية
الأسواق التاريخية في المدينة قديمة كثيرة أهمها:
- سوق خان الحرير، بني في النصف الثاني من القرن السادس عشر، وعرف بمحلاته ال 43 المتخصصة في تجارة الأقمشة، وقد كان مقراً للقنصلية الإيرانية حتى عام 1919.
- خان الشونة، بني في العام 1546. ويعتبر حالياً مركزاً للصناعات الحرفية اليدوية الحلبية.
- سوق العطارين، تقليدياً، كان هذا السوق سوق بيع التوابل والأعشاب في حلب، إلا أنه حالياً مركز لبيع المنسوجات والأقمشة بمحلاته ال 82.
- سوق الياسمين
- سوق العتمة
- خان الجمرك، مركز تسوق للألبسة والأقمشة بمحلاته ال 55، بني عام 1574، ويعتبر أكبر خانٍ في حلب القديمة.
- خان الوزير، بني عام 1682، ويعتبر سوق المنتوجات القطنية الأساسي في مدينة حلب.
- خان البنادقة
- خان خيري بيك
- خان الشونة، سوق المهن اليدوية.
- خان القاضي، بني في عام 1490، أحد أقدم الخانات في حلب.
- خان البرغل، بني في عام 1472، وقد كان مقر القنصلية البريطانية في حلب حتى بدايات القرن العشرين.
- خان الصابون، أو سوق الصابون، بني في بدايات القرن السادس عشر.
- سوق النحاسين، بني في عام 1539، وشغلته القنصلية البلغارية في القرن السادس عشر. بينما يعتبر حالياً مركز لصناعة وبيع الأحذية العصرية مع 84 محلاً متخصصاً في بيعها.
- سوق الزرب، المعروف قديماً بسوق الضرب، حيث كانت العملة تضرب في الفترة المملوكية. حالياً فإن السوق يتضمن 71 دكاناً، تقوم معظمها بالمتاجرة في الأقمشة والملبوسات وخصوصاً الملابس التقليدية.
- سوق البهرمية، أسفل جامع البهرمية وتضم 52 محلاً لبيع المنتجات الغذائية.
- سوق الحدادين، تحتوي على 37 دكاناً وكانت مقر الحدادة تقليدياً.
- سوق العتيق، أو خان العتيق، متخصصة في تجارة الجلود والمدبوغات وتحتوي 48 محلاً.
- سوق الصياغ، مركز بيع المجوهرات الأساسي في حلب وتضم 99 معرض مجوهرات.
- سوق النسوان، للمستلزمات النسائية من الملابس وأثياب الزفاف وعدة زينة العروس.
- السويقة أو سويقة علي، تعني كلمة سويقة تصغيراً لسوق، لكنها نسبياً سوق كبير يحتوي مجموعةً من الخانات والمتاجر المتخصصة بشكل أساسي في مستلزمات المطابخ المنزلية.
- خان الهوكيدون، وهي كلمة أرمنية تعني «منزل الروح»، وترمز للخان الذي بني في تلك المنطقة كنزُلٍ للحجاج الأرمن أثناء طريقهم إلى القدس.

يعود الجزء القديم من خان الهوكيدون إلى أواخر القرن الخامس عشر وبدايات القرن السادس عشر، بينما تعود عمارة الجزء الحديث إلى القرن السابع عشر. تحول حالياً إلى سوقٍ كبير متخصصة في بيع الملابس الداخلية.
- الصليبة، هي مركز تجاري في وسط الكنائس المسيحية في حي الجديدة
- سوق الصوف، للمنتجات الصوفية.
- بوابة القصب، مركز للصناعات الخشبية وكراسي الخيزران التقليدية الشهيرة.

### المباني الأثرية

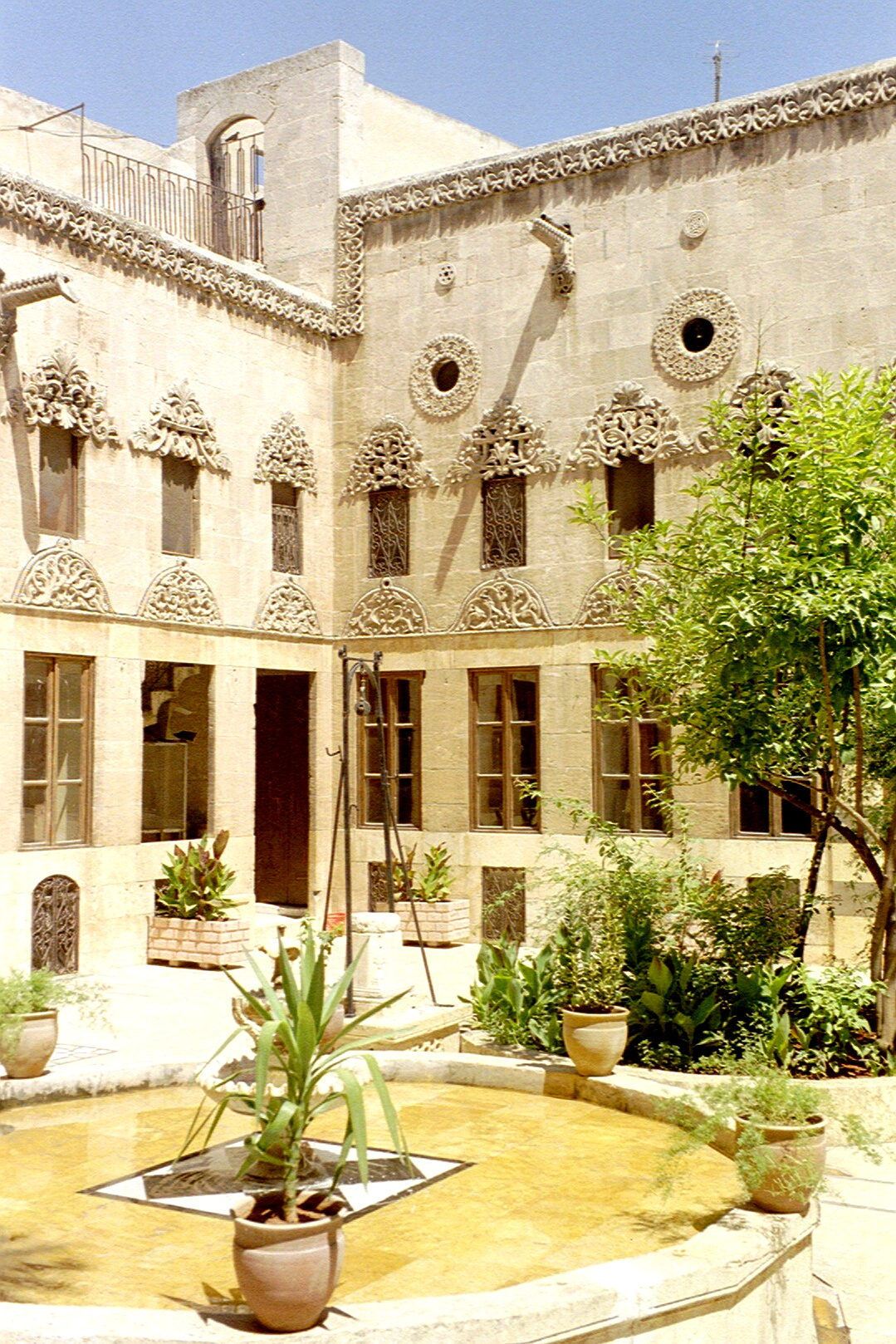
المنزل الحلبي أو بيت أجقباش

تتضمن أهم المباني الأثرية في المدينة القديمة:
- القلعة قلعة حلب، جيدة التحصين والمبنية على تل اصطناعي مردوم جزئياً يرتفع حوالي 50 متراً عن مستوى المدينة، يعود تاريخ القلعة إلى الألف الأولى قبل الميلاد. العديد من أجزائها الحالية تعود للقرن الثالث عشر. وقد تأثرت هذه القلعة الصامدة بتعاقب الغزاة والكوارث الطبيعة خصوصاً زلزال عام 1822.
- المدرسة الحلاوية، بنيت في العام 1124 في الموقع الأصلي لكنسية سانت.هيلين، والتي بنيت كمعبد في روما القديمة من قبل قسطنطين الكبير. وفي فترة الحروب الصليبية وعندما تمت محاصرة المدينة، فإن قاضي حلب أصدر قراراً بتحويلها إلى جامع، وفي نهاية القرن الثاني عشر، حولها نور الدين زنكي إلى مدرسة، وتتميز بوجود محراب جميل مصنوع في القرن الرابع عشر.
- المكتبة العجمية، وهو قصرٌ بني في القرن الثاني عشر بالقرب من القلعة من قبل الأمير مجد الدين بن الداي من الأسرة الزنكية، تم تجديده في القرن 15. وأصبح مقراً لمتحف التراث الشعبي بين عامي 1967 - 1975.
- المدرسة المقدمية، وهي إحدى أقدم المدارس الدينية في المدينة وبنيت عام 1168، مشهورة بنقوش الآرابسك الجميلة.
- المدرسة الظاهرية، بنيت عام 1217 جنوب باب المقام، من قبل السلطان الظاهر غازي،
- مدرسة الفردوس، والتي يعتبرها البعض أجمل مسجدٍ في حلب القديمة.[85] بنيت من قبل أرملة الظاهر غازي بين 1234-1237، وبعد ذلك أعيد بناؤها في الفترة الأيوبية أيام الحاكم الناصر يوسف، تتميز ببهوٍ جميل تتوسطه نافورة وتحيط بها الأقواس من مختلف الجهات، وتتميز بوجود محراب جميل مزين بنقوش الآرابسك.
- المدرسة السلطانية، بدأ بناؤها في عهد السلطان الظاهر غازي وتم بناؤها بين 1223-1225 من قبل ابنه مالك العزيز محمد، أكثر ما يميز بناءها هو محراب قاعة الصلاة.
- خان الفرافرة، بني عام 1237 وغدا صومعة للمتصوفة في القرن الثالث عشر.
- بيمارستان آرغون الكاملي بدأ العمل عام 1354 وحتى بدايات القرن العشرين.
- دار رجب باشا، وهو منزلُ ضخم بني في القرن 16 قرب جادة الخندق، وقد تم تجديده ليشغله حالياً المركز الثقافي لمدينة حلب. الملحقة به قاعة مسرح كبيرة.
- بيت جنبلاط منزلُ قديم بني في نهايات القرن 16 من قبل حاكم حلب الكردي حسين باشا جنبلاط
- المدرسة العثمانية وهي مركز تعليمي إسلامي توجد شمال باب النصر، وتم بناؤها تحت أمر الباشا العثماني الدراقي عام 1730.
- بيت مرعش، وهو منزل حلبي تقليدي في حي الفرافرة، بني في نهايات القرن الثامن عشر من قبل عائلة مرعش.
- ساعة باب الفرج، بنيت في العام 1898- 1899 من قبل المعمار الأسترالي شارتييه [86]
- دار الكتب الوطنية، بنيت خلال الثلاثينيات 1930 وافتتحت عام 1945.، ضمن حي الجديدة، تتجمع متلاصقةً مع العديد من المباني الأثرية:[87]
- بيت وكيل، منزل حلبي بني عام 1603، بديكوراتٍ خشبية مميزة، أحد ديكوراته هذه تم جلبها إلى برلين لتعرض في متحف برغامون (بالألمانية: Pergamonmuseum) ببرلين تحت اسم: الغرفة الحلبية.
- بيت الأجقباش بني عام 1757، وأصبح مقراً لمتحف الفنون الشعبية منذ عام 1975.
- بيت غزالة، مبنىً قديم من القرن 17 يتميز بديكوراته الفخمة، والتي أنجزت من قبل النحات الأرمني قاشقادر بالي عام 1691. خلال القرن العشرين تم استعماله كمدرسة ابتدائيةٍ أرمنية، وحالياً يستخدم بعد التجديد كمتحف ذاكرة مدينة حلب.
- دار زمريا، بنيت في نهاية القرن السابع عشر من قبل عائلة زمريا، وتم تحويله إلى فندق حالياً.
- دار باسيل، منزل حلبي من بدايات القرن 18، تم تحويله لمدرسة إدارة أعمال منذ عام 2001.
- بيت دلال، بنيت عام 1826، وكانت عبارةً عن كنيسة وصومعة، إلى أن تم تحويلها إلى فندق.

### الأماكن الدينية

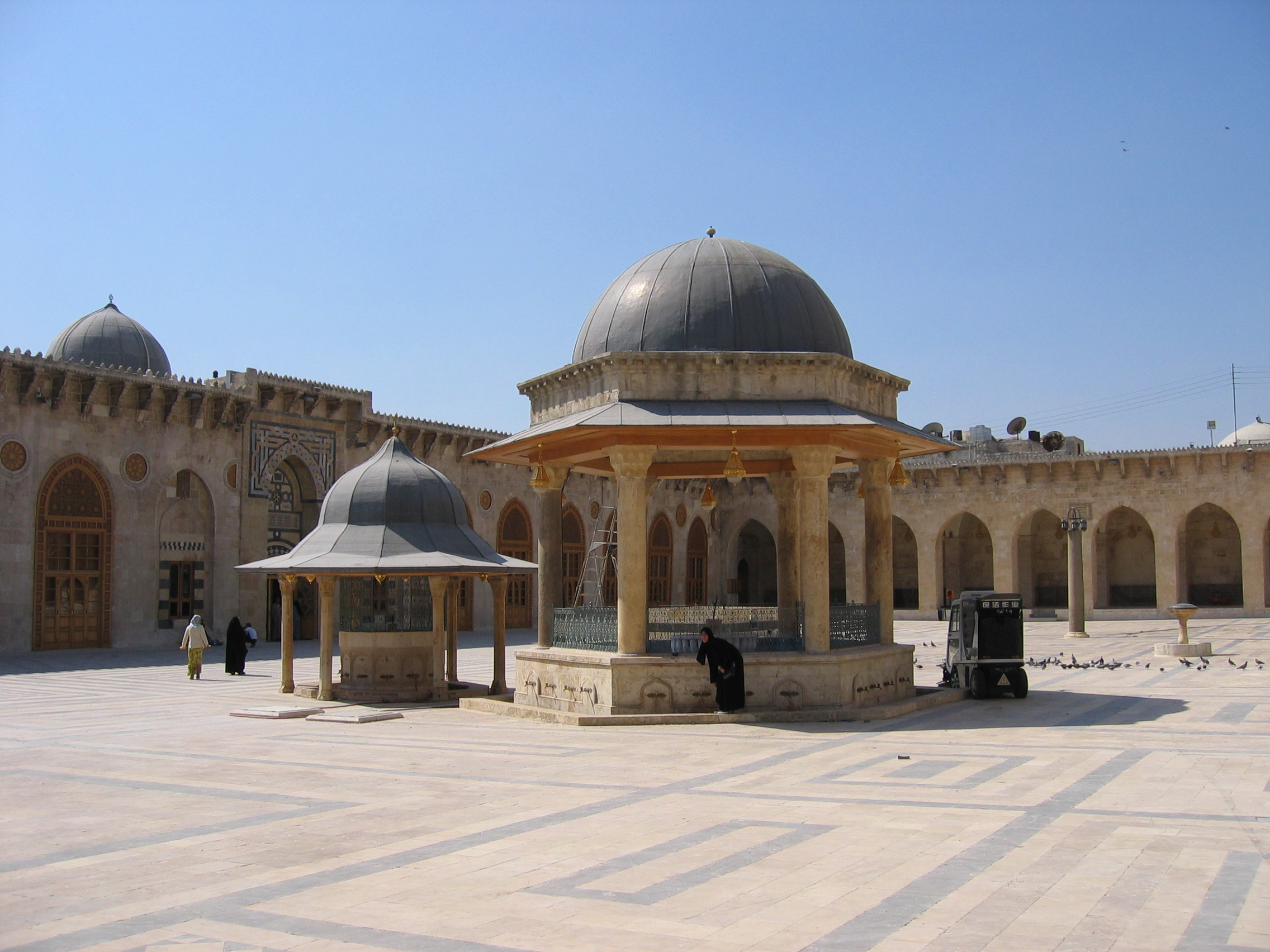
المسجد الأموي الكبير

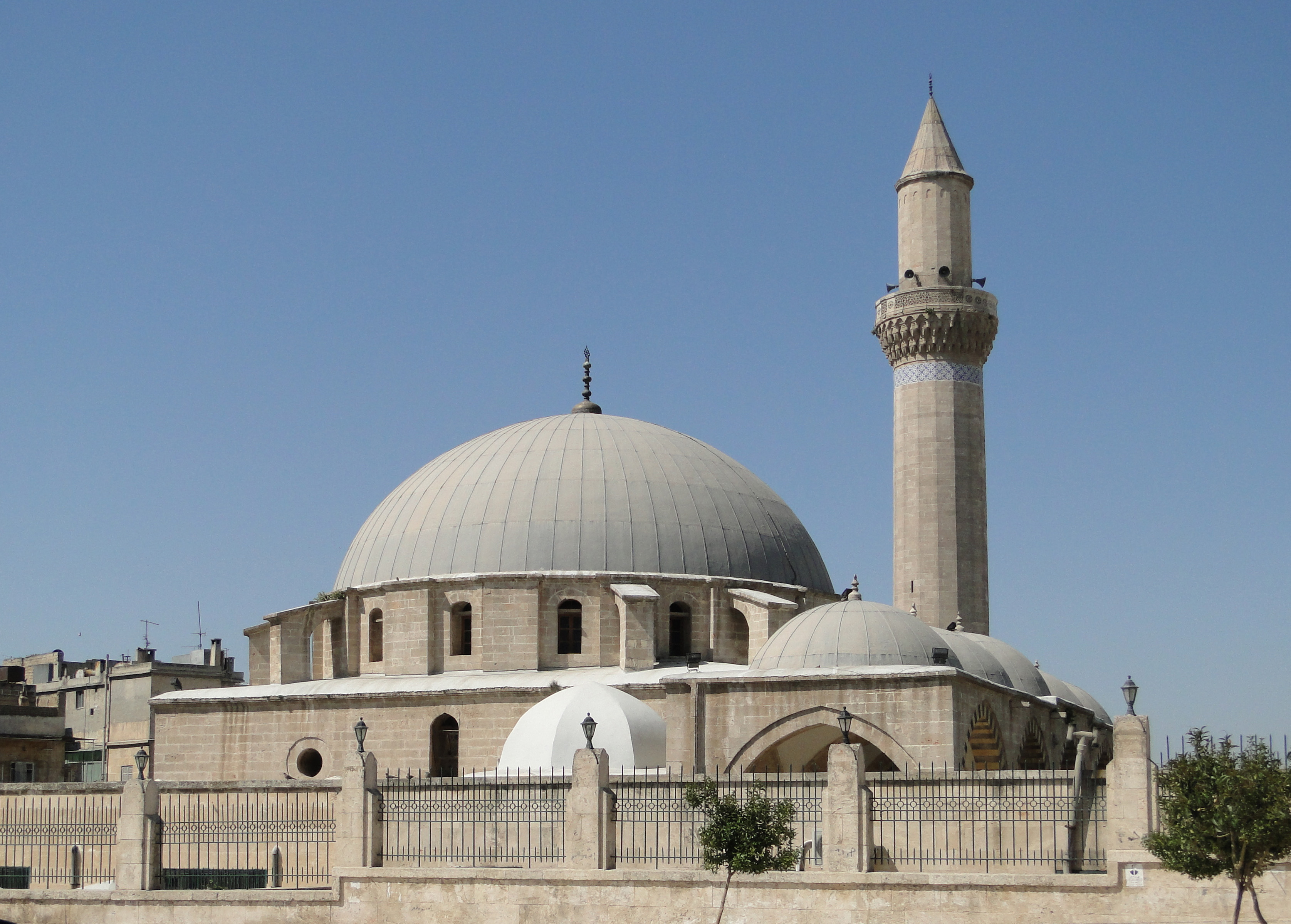
جامع الخسروية من أعمال المعمار سنان الشهير

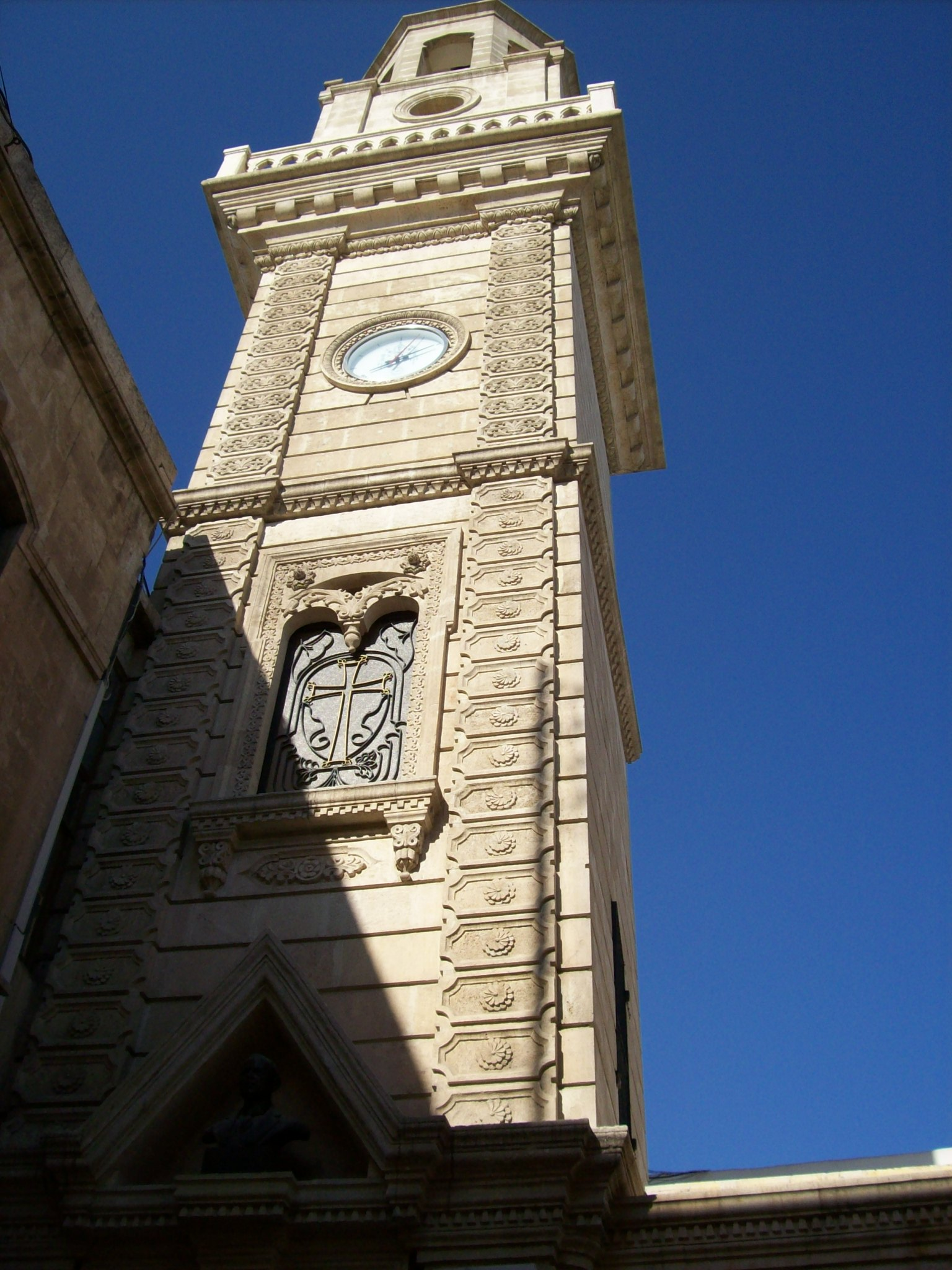
كنيسة الأربعين شهيداً

- الجامع الأموي الكبير، بني عام 715 من قبل الخليفة الأموي الوليد بن عبد الملك، وتم إنهاؤه على الأرجح في عهد خليفته سليمان بن عبد الملك. يتضمن الجامع مزاراً للنبي زكريا، والد يوحنا المعمدان. البناء بطرازه الحالي يعود لنور الدين زنكي وبدأ تشييده عام 1158. لكنه قد تأذى بشدة أثناء الغزو المغولي عام 1260، وتمت إعادة بنائه مجدداً، ترتفع منارته بخمسة وأربعين مترا وتعتبر شاهداً على العمارة السورية في العصور الإسلامية [85] وقد تم تشييد هذه المئذنة عام 1090-1092 على يد السلطان السلجوقي الأول قسطش، ولها أربع واجهات تتميز كلُ منها بشكلٍ مختلف. دمرت مئذنة الجامع الكبير في 24/04/2013.
- جامع الأطروش، بني عام 1403 على الطراز المملوكي، وله مدخل جميل وواجهة مشغولة بعناية.
- جامع العادلية، بني عام 1557 [88] من قبل المتصرف العثماني في حلب محمد باشا، يتميز ببهوٍ للصلاة تظلله الأقواس من الجوانب، ومحراب جميل.
- جامع الطغاشي، بني خلال القرن 14 وتم ترميمه عام 1537، وله واجهة كبيرة مزدانة بالأعمدة الصغيرة.
- جامع الصاحبية، بني عام 1930 قرب خان الوزير.
- جامع القيقان (جمع غراب)، ويحتوي على عمودين أثريين من البازلت في مدخله، كما يضم حجراً منقوشاً عليه باللغة الحثية القديمة.
- جامع الصفاقية، أنشئ عام 1425، ويشتهر بمئذنته المثمنة المزخرفة بإتقان.
- جامع السفاحية، بناه القاضي أحمد بن صالح بن أحمد السفاح.
- جامع النقطة، يعتقد بانه يحوي حجراً قيل بأنه معلم بنقطة دم سقطت من الحسن بن علي، يعتقد بأن موقع هذا الجامع كان عبارة عن صومعة اعتكاف دينية تم تحويلها إلى مسجد عام 944.
- جامع التوتة، وهو جامع من العصر الأيوبي، يحتوي على زخارف وخطوط كوفية تعود للقرن الثاني عشر. وتوجد فيه قوسٌ رومانية قديمة تدل على أنه موقعه كان بدايةً لطريق رومانية تسمى دوقمانوس (باللاتينية: decumanus) في اتجاه شرق-غرب وفق التخطيط الروماني للمدن القديمة.
- جامع الخسروية، أتم بناؤه عام 1547، وصمم من قبل المعمار العثماني الأرمني الأصل الشهير المعمار سنان
- المسجد الكبير، من المعالم التاريخية والدينية الهامة في قلعة حلب ويقع بجوار سور القلعة الشمالي
- كنيسة الأربعين شهيد، أيضاً كنيسة أرمنية من القرن الخامس عشر تتواجد في حي الجديدة.
- كنيسة الشيباني، في حي الجلوم، بنيت في القرن الثاني عشر، تضم كنيسةً ومدرسة يوم أحدٍ لبعثة ماري الرسولية، وحالياً تستخدم كمركزٍ ثقافي.
- كنيسة الأرمن الأرثوذكس، بنيت عام 1429 وكان اسمها القديم كنيسة الأم المقدسة. تحولت لاحقًا إلى متحف عُرف بـمتحف زآرهيان.
- كنيسة مار آسيا الحكيم، كنيسة سريانية كاثوليكية يُنيت في القرن الخامس عشر في حيّ الجديدة.
- كاتدرائية القديس الياس التي تتبع الطائفة المارونية.
- كنيسة السيدة العذراء، تتبع كنيسة الروم الملكيين الكاثوليك.
- كما يوجد في حلب معبد يهودي يسمى معبد البنداره، تم إكماله في القرن التاسع، وتم ترميمه عدة مرات أبرزها عام 1428، وهو متواجد حتى يومنا هذا.

مبنى المجلس البلدي

## التعليم
نظراً لموقعها كمركزٍ اقتصادي أول، فلا بد للمدينة أن تحتوي العديد من المؤسسات التعليمية، على مستوى التعليم الأساسي والثانوي. فتوجد في المدينة عشرات المدارسُ الحكومية التي تقدم خدمة التعليم الإلزامي والثانوي بالإضافة لعدد من المدارس الخاصة، وفيها أيضاً مدرستان دوليتان هما المدرسة الدولية في حلب والثانوية الفرنسية في حلب Lycée Français d'Alep.
لعل أشهر مدرسة في مدينة حلب هي ثانوية المأمون العريقة المنشأة بأمر الوالي العثماني جميل حسن باشا عام 1892، وكانت حينها تدعى بالمكتب الإعدادي.

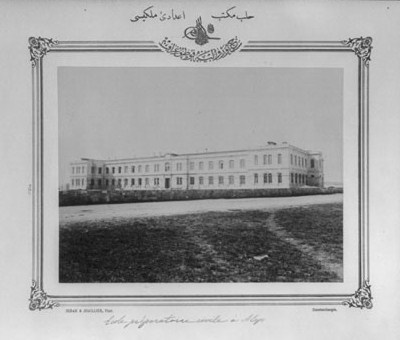
ثانوية المأمون العريقة في مدينة حلب

في عام/1992/ كان الاحتفال الرسمي بمناسبة إحياء الذكرى المئوية لهذه الثانوية العريقة، وقد كلِّلَ بإصدار الكتاب المئوي التذكاري. وهو كتاب تضمن كلماتِ المهرجانِ والمسؤولين وانطباعاتٍ وذكرياتِ المدرسين والمدراءِ والطلابِ السابقين. وحفل بصور تذكاريةٍ جميلة. وقصائدَ تتغنَّى بالمأمون وفضلِها. ويضافُ إلى الكتابين الهامين المذكورين عدّة أعداد من مجلة المأمون وهي أعداد غنية صدرت في عام/ 1967 – 1968/.
على مستوى التعليم العالي فالمعلم الهام هو جامعة حلب الحكومية، ويتجاوز عدد طلاب جامعة حلب 60 ألفاً وتضم 18 كلية و8 معاهد تقنية. ومعاهداً للفنون الجميلة التابعة لوزارة التعليم العالي.
توجد أيضاً في المدينة فروعُ لجامعاتٍ غير حكومية مثل جامعة قرطبة الخاصة و‌جامعة الخليج الخاصة للإدارة والهندسة المعلوماتية، وتوجد بالقرب منها أيضاً جامعة إيبلا الخاصة على حدود محافظة إدلب. وتجتذب هذه المعاهد التدريسية العديد من الطلاب من سوريا والدول المجاورة.
ويوجد في حلب أحد أكثر المعاهد العسكرية تقدماً على مستوى الشرق الأوسط: أكاديمية الأسد للهندسة العسكرية

## الفنون والثقافة
حلب مدينة الفن والفنون ولا يمكن ذكر الفن في الوطن العربي دون ذكر حلب، فقد كان سيف الدولة يهتم بالعلوم، وظهر في عصره عدد من الأطباء المشهورين، مثل عيسى الرَّفي المعروف بالتفليسي، وأبو الحسين بن كشكرايا.
ومن أبرز الفلكيين والرياضيين الذين ظهروا في عصر الحمدانيين في بلاد الشام أبو القاسم الرقي و‌المجتبى الإنطاكي و‌ديونيسيوس وقيس الماروني، كما عُني الحمدانيون بالعلوم العقلية كالفلسفة والمنطق، فلَمع نجم عدد كبير من الفلاسفة والمفكرين الإسلاميين في بلاط الحمدانيين، مثل: الفارابي، و‌ابن سينا. أما في مجال العلوم العربية، فقد ظهر عدد من علماء اللغة المعروفين، مثل ابن خالويه، و‌أبو الفتح بن جني، وأبو علي الحسين بن أحمد الفارسي، و«عبد الواحد بن علي الحلبي» المعروف بأبي الطيب اللغوي.
كما لمع عدد من الشعراء المعروفين، مثل أبو الطيب المتنبي، و‌أبو فراس الحمداني، والخالديان: أبو عثمان، و‌السرى الرفاء والصنوبري، و‌الوأواء الدمشقي، والسلامي والنامي. وظهر كذلك عدد كبير من الأدباء المشهورين، وفي طليعتهم أبو الفرج الأصفهاني صاحب كتاب الأغاني الذي أهداه إلى سيف الدولة فكافأه بألف دينار، و‌ابن نباتة الفارقي، و‌قسطاكي الحمصي الشاعر والمؤرخ، وظهر أيضا بعض الجغرافيين، مثل: ابن حوقل الموصلي صاحب كتاب المسالك والممالك.

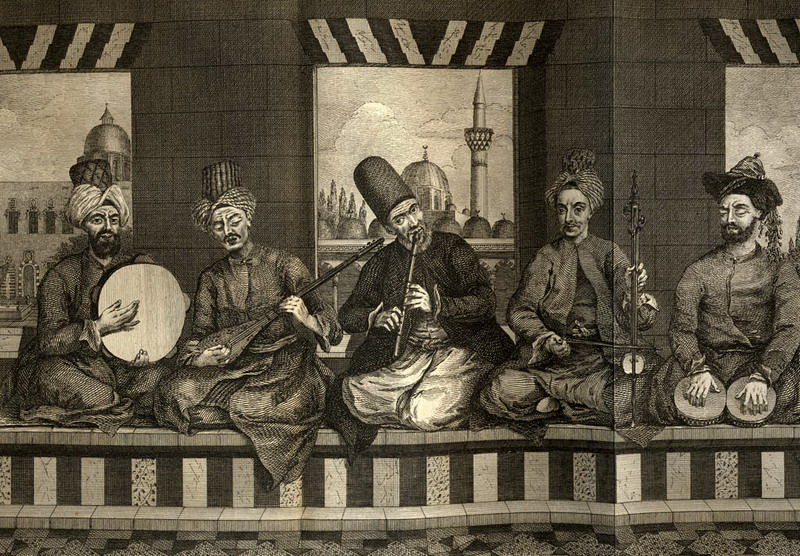
فرقة موسيقية حلبية

وتشتهر حلب بالفرق الموسيقية الحلبية التقليدية التي تقوم بغناء الموشحات الدينية والقدود. ويشتهر قاطنو مدينة حلب بولعهم بالطرب والغناء والموسيقى وهي تعتبر عاصمة الطرب الأصيل في الوطن العربي. يقام على مسرح قلعة حلب سنوياً مهرجان الأغنية السورية وقد انطلق منها فنانون كبار ناشرين فنهم بمناطق كثيرة وفي مختلف التخصصات الفنية من غناء وموشحات وقدود حلبية وأناشيد دينية وتمثيل وغيرها. ووفد إلى حلب قديماً أهم أعلام الموسيقى العرب وأخذ من تراثها وفنها الكثيرون منهم سيد درويش وغيره حيث لا يزال كثير من مطربي هذه المدينة من رواد الطرب الأصيل في الوطن العربي وخاصة في فنون الموشحات والقدود الحلبية الشهيرة ومن أشهرهم عمالقة الطرب اليوم الفنان صباح فخري والفنان صبري مدلل وكثيرين في الموسيقى والموشحات والقدود والغناء الأصيل.
كما اشتهرت حلب بأنها كانت مهد النشيد المعاصر، الذي تميز بالمديح النبوي والالتزام، وكان أشهر رواده الأستاذ أبو الجود محمد منذر سرميني والأستاذ الترمذي المنشد محمد أبو راتب.
وتتنوع الفنون في حلب من فنون الموسيقى والغناء والتمثيل ولها أعلامها المشهورون على مستوى الوطن العربي، وتشتهر حلب بالفنون الأخرى مثل الفن التشكيلي والنحت وتنتشر في مدينة حلب معارض وأروقة الفن الراقي لفنانين وفنانات حلب وفيها الكثير من المدارس الفنية المتميزة وأساتذة فنانين كبار في الفن التشكيلي والنحت أمثال وهبي الحريري، لؤي كيالي، عبد الرحمن موقت، سعد يكن، وفي الرسم والخط العربي ناهد كوسا. وكذلك في مجال الثقافة والأدب أمثال وليد إخلاصي، نهاد سيريس، ضياء قصبجي، والشعراء أمثال عمر أبو ريشة ونورس يكن من أدباء وشعراء حلب أيضاً: الشاعرة ملكة أبيض زوجة الشاعر سليمان العيسى - الأديب وليد إخلاصي - الشاعرة بهيجة مصري إدلبي. - الأديب محمود محمد أسد - الأديب محمد خير الدين الأسدي، عبد الكريم الأشتر، محمد التونجي - ليلى منير أورفلي. - عمر البابا - أحمد علي بابللي - عصام ترشحاني. - الأديبة رياض الجابري - شكيب الجابري. -مأمون الجابري. -فريد جحا. - عبد الله يوركي حلاق - الأديب قسطاكي حمصي - إبراهيم الحوراني - عائشة الدباغ - عمر الدقاق - سامي دهان - أحمد دوغان - نهاد رضا - جورج سالم - ليلى صايا سالم - الروائي فاضل السباعي - محمود علي السعيد - محمد الزينو السلوم - عبد الوهاب صابوني - جورج طرابيشي. - محمد عزام - كامل الغزي - محمود فاخوري. - محمد قجة - سلمان قطاية - ضياء قصبجي - عبد الفتاح قلعه جي - قدري قلعه جي - عبد الرحمن أبو قوس - عبد الرحمن الكواكبي - سامي الكيالي - قدري مايو - أحمد زياد محبك - سليمى محجوب - نظار نظاريان - مختار النعال. إذ تنتشر في مدن ومناطق حلب المراكز الثقافية والأدبية الكثيرة منها: دار الكتب الوطنية، والمراكز الثقافية في العزيزية وباب الفرج والصاخور والفردوس.

## المطبخ الحلبي
يتميز المطبخ السوري بشكلٍ عام والمطبخ الحلبي بشكلٍ خاص بتنوع أطباقه، الأطباق السورية غنية بالزيتون، البندق والفستق، وحلب بالذات مشهورة بأطباقها اللذيذة وبحب أهلها للقمة الهنيئة، ويُقال (حلب أرض المحاشي والكبب) أو كما يُقال بين السكان المحليين (حلب ام المحاشي والكبب)، لذلك ليس من المفاجئ بأن يفوز مطبخها بجائزة التذوق العالمية من قبل أكاديمية الطهي والتذوق العالمية من فرنسا عام 2007
ولكن في الحقيقة، فإن حلب كانت عاصمةً للطبخ قبل جائزة باريس بكثير، ربما يعود السبب إلى تمازج عديد من الإثنيات فيها، الأمر الذي ساعد على تعدد أنواع الأطباق، نظراً لأنها كانت جزءاً من الدولة العثمانية. فهي تحتوي على الكثير من الأصناف مثل الكباب، الكبة، اليبرق (محشي ورق العنب)، محاشي الباذنجان والكوسا، اللحمة بالكرز، السماقية، السفرجلية.
يعتبر إفطار الفول المدمس إفطاراً تقليدياً في مدينة حلب، مضافاً إليه الزيت وعصير الليمون والفلفل الأحمر. وتعتبر الكبة أحد اختصاصات المطبخ الحلبي الأثيرة وأكثر أكلة محبوبة من قبل السكان، ابتكر الحلبيون أكثر من 17 نوعاً من أنواع الكبب المشهورة في الديار الشامية.
حلب أيضاً مركزُ هام لصناعة الحلويات، والتي تتميز باحتوائها على نسب كبيرة من الزبدة والسكر، مثل المبرومة، سوار الست، البللورية، بالإضافة لأصنافٍ أخرى مثل المامونية، الشعيبيات، المشبك، الزلابية، غزل البنات. وتتضمن معظم هذه الحلويات الجوز والقشطة و‌الفستق الحلبي الشهير.

## الرياضة

نادي الاتحاد السوري

تعتبر كرة القدم اللعبة الأكثر شعبية في المدينة، تضم المدينة نادي الإتحاد (الأهلي) لكرة القدم بالإضافة لنادي الحرية (العربي)، وتفخر حلب بملعبها الدولي والذي يتسع لأكثر من 75 ألف متفرج.
تتضمن الأندية الرياضية الأساسية:
1. نادي الاتحاد
2. نادي الحرية
3. نادي الجلاء
4. نادي اليرموك
5. نادي العروبة
6. نادي عفرين
7. نادي الحرفيين

كرة السلة لعبة شعبية أيضاً في المدينة، والتي تضم 4 نوادٍ من بين أفضل 12 ناد سلة سوري، بينما في فرق السيدات فحلب تحتوي على 5 نوادٍ من الدوري الممتاز مشكلة بذلك نسبة 50% من المشاركة موسم 2010 - 2011.
كما توجد رياضات أخرى مثل كرة الطاولة و‌السباحة من بين الرياضات المفضلة لدى الحلبيين.

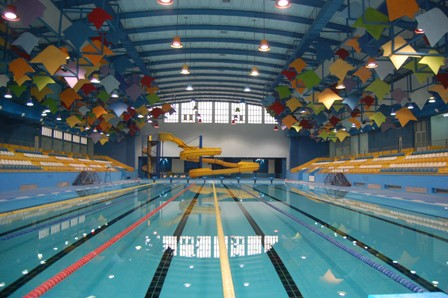
مسبح الباسل الدولي

## النقل والمواصلات

### السكك الحديدية
كانت مدينة حلب من المدن الأولى في سوريا التي تصلها خطوط النقل الحديدي، وذلك عندما قامت السلطات العثمانية ببناء سكة حديد بغداد عبر المدينة عام 1919 (ومنها أخذت محطة القطار اسمها محطة بغداد)، والتي تمتد حتى أنقرة وما تزال موجودةً حتى يومنا هذا، وتوجد أيضاً خطوط تصل ما بين حلب ودمشق ضمن خط حديد الحجاز الشهير الذي أنشئ أيضاً بدعم من الإمبراطور غليوم الألماني بغرض تسهيل نقل الحجاج إلى الحرمين الشريفين في الحجاز وحتى إسطنبول، ولهذه الأسباب التاريخية يتواجد مقر شركة الخطوط الحديدية السورية في حلب وليس في دمشق. نظراً لقدم عمر هذه الشبكات فقد تباطأت حركة الشحن والنقل للمسافرين خصوصاً نحو ميناء اللاذقية، إلا أن هذه الحركة عادت لتنشط 2005 مع استقدام قطارات الترين سيت الكورية الجنوبية لتصبح هناك رحلات منتظمة لكل من اللاذقية ودمشق كل ساعتين، مع خدمة جيدة المستوى.

### المطار
يخدم المدينة مطار دولي يعتبر الحظيرة الثانية لطائرات الخطوط الجوية السورية، تعود بداياته لأوائل القرن العشرين، وتم بناؤه تدريجياً وتطويره حتى عام 1999 عندما اعتُمدت قاعة المطار الجديدة.

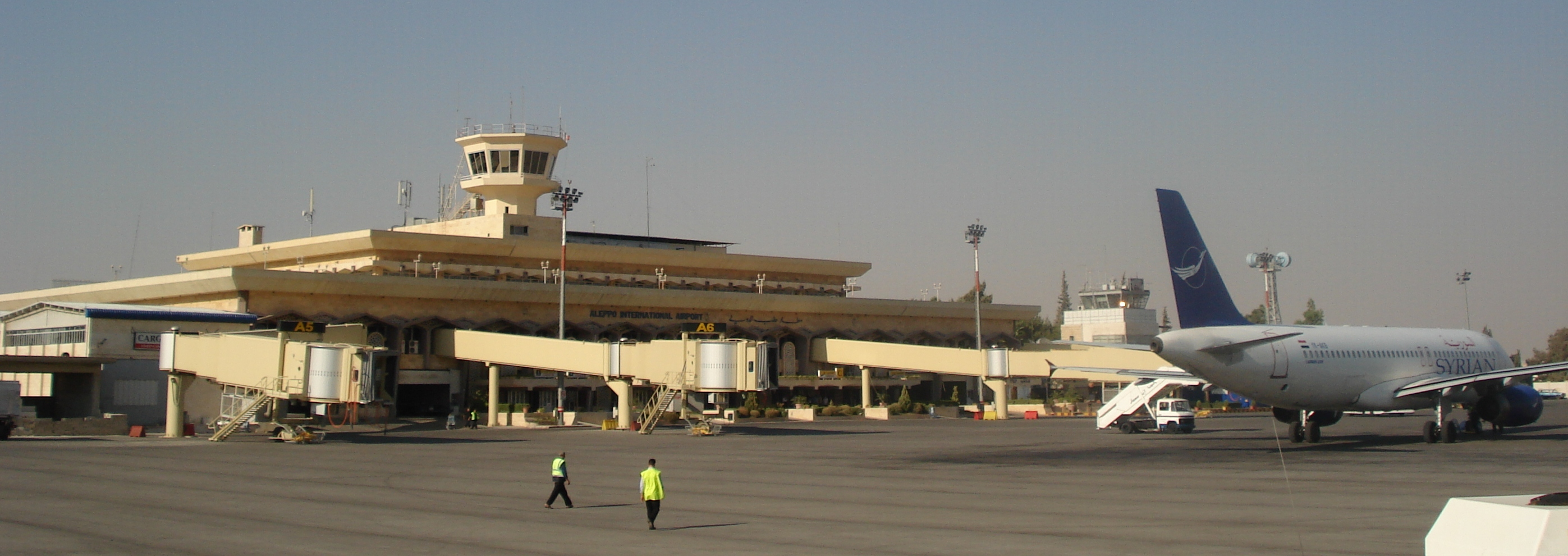
مطار حلب الدولي

## التخطيط المستدام في حلب
يعتبر التخطيط المستدام سمةً أساسية لتطور المدن الحديثة، وكان لا بد للمدينة أن تهتم بهذا الجانب من أجل الحفاظ على موقعها ومكانتها المحلية والدولية، مما جعلها تنخرط في عدد من مشاريع التخطيط والتنمية المستدامة ورفع السوية الإدارية للموظفين.
إن التنمية العمرانية المتكاملة في مدينة حلب UDP هي ثمرةُ للتعاون بين الوكالة الألمانية للتطور التقني ومجلس مدينة حلب. يهدف هذا البرنامج إلى تطوير الإمكانات المحلية في مجال التنمية والإدراة العمرانية.
للبرنامج ثلاثة مجالات عمل أساسية:

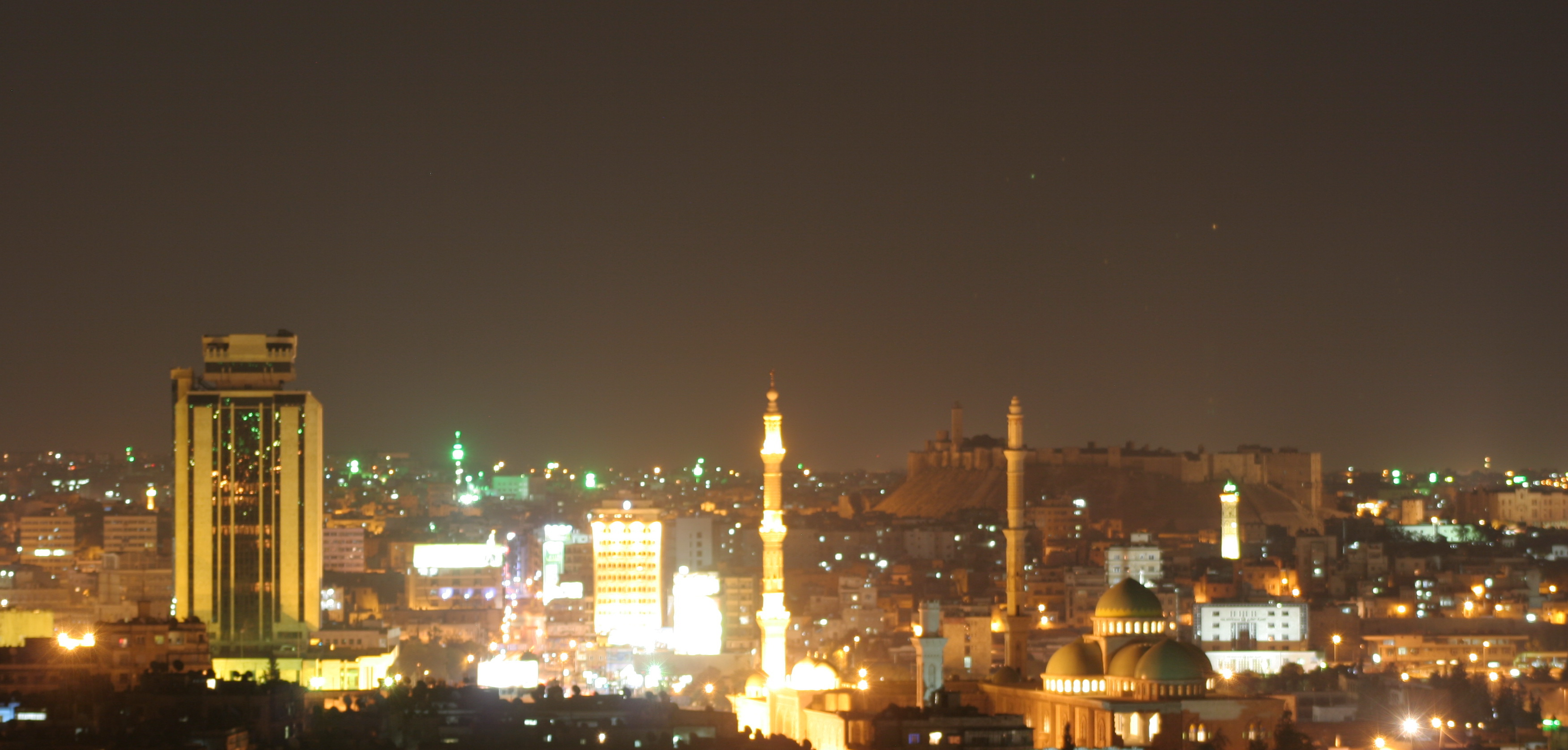
تحتاج المدن الكبيرة إلى برامج متقدمة للتنمية المستدامة

- استراتيجية تنمية مدينة حلب CDS: وتدعم الإدارات المحلية وزيادة الفاعلية، وتشجيع الحوار مع خطة التطوير الوطنية.
- السكن العشوائي IS وكافة الاستراتيجات لتطويره وتأهيله.
- مشروع إحياء مدينة حلب القديمة OCA

ويقوم المشروع بالتنسيق والتعاون مع كافة المبادرات في هذه المجالات مثل برنامج تطوير الإدارة المحلية للاتحاد الأوروبي، والمقرر أن يدوم بين عامي 2007 - 2016.

## المدن الشقيقة واتفاقيات التوأمة
حالياً توجد لحلب علاقة تعاون وتوأمة مع أربع مدن:
- إزمير، تركيا منذ 5 أيار عام 1995[93]
- ليون، فرنسا منذ 18 تشرين الأول عام 2000.[94]
- غازي عنتاب، تركيا، منذ 13 تشرين الثاني عام 2005.[95]
- برست بيلاروسيا منذ 28 كانون الثاني 2010.[96]

## الاقتصاد

### التجارة في حلب
إن وجود المدينة الأساسي كان معتمداً عبر العصور على موقعها المفتاحي الهام على طرق التجارة، ما بين الهند و‌الصين وبلاد الشام و‌البحر الأبيض المتوسط و‌البحر الأحمر، كانت حلب المدينة الثالثة من حيث النشاط التجاري في العهد العثماني بعد إسطنبول و‌القاهرة. تضرب التقاليد التجارية بجذورها العميقة في المدينة وتسري في دمها، وهي مشهورة بطبقة تجارها المحنكين، واستمرت هذه الريادة حالياً مع إنشاء غرفة تجارة حلب عام 1885، كواحدة من أقدم غرف التجارة في الشرق الأوسط والعالم العربي.

### الصناعات التقليدية

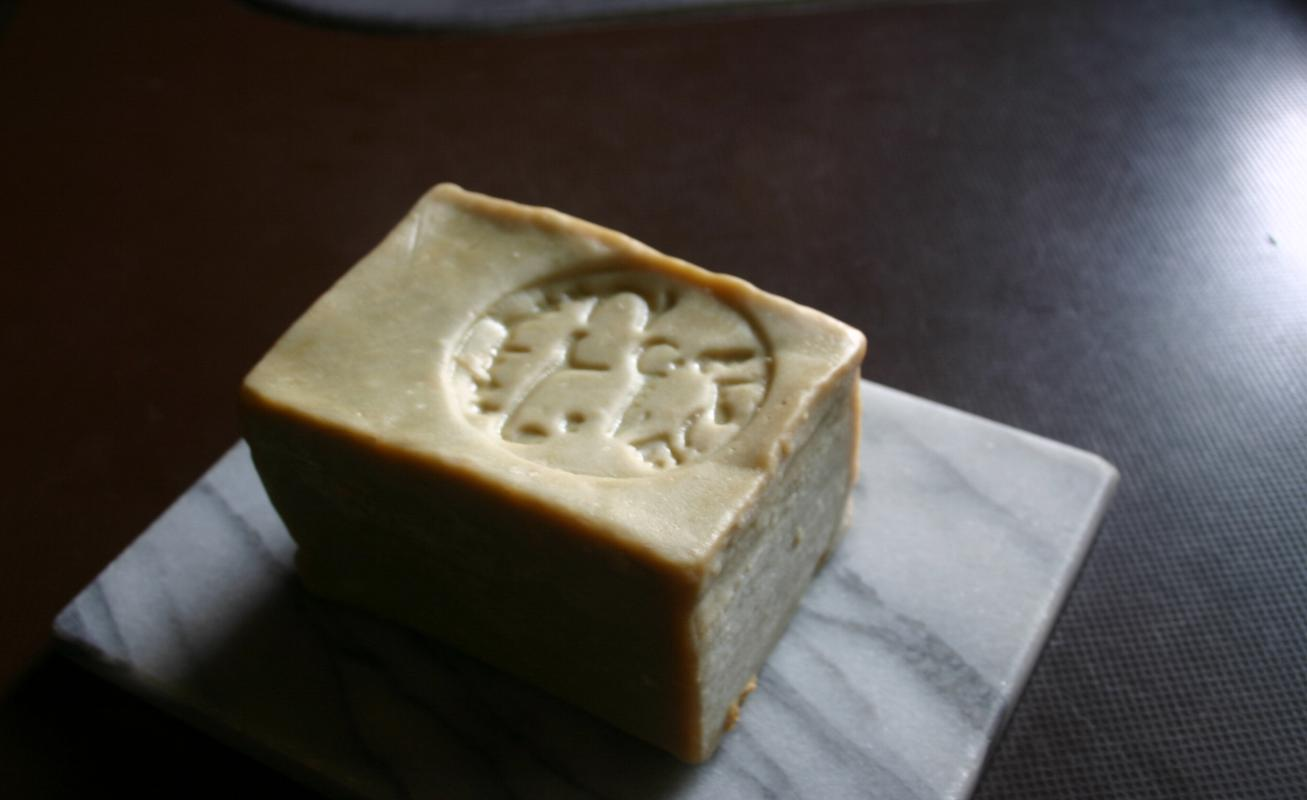
قطعة صابون حلبي

تم حفظ الصناعات اليدوية العريقة بشكل جيد في أجزاء حلب القديمة كالحفر والنقش على الزجاج والصناعات النحاسية. حلب أيضاً مركزُ هام لمشغولات الذهب والصياغة والأحجار الكريمة.
اكتسب صابون غار حلب شهرةً عالميةً في الآفاق، ويعتبر أجود وأول نوع من الصابون القاسي ينتج في العالم. وهو لايزال يصنع في المصابن (مصانع الصابون) التقليدية التراثية في حلب القديمة وفق الطرق القديمة المتوارثة أباً عن جد.
ولكونها محاطةً بحقول الزيتون والغار والفستق، فقد اكتسبت المدينة باعاً طويلاً في تصدير المنتجات الغذائية والصناعات الغذائية التحويلية المغذاة المرتبطة بها وبخيراتها.كالفستق المعروف عالميا باسمها الفستق الحلبي.كما تشتهر حلب بالصناعات المتعلقة بزيت الزيتون وخاصة الزيتون (العفريني) نسبة إلى منطقة عفرين التي تحوي غابات من أشجار الزيتون، وهو من أجود أنواع الزيتون في العالم و‌الزعتر الحلبي الملكي المعروف.

### الصناعات الحديثة
حي الشيخ نجار هو المنطقة الصناعية الأساسية في المدينة، يحتل مساحة 4412 هكتاراً ليكون أحد أضخم الأحياء الصناعية في المنطقة، يقدر حجم الاستثمارات بأكثر من ملياري دولار حتى نهاية عام 2009، وهنالك الكثير من المشاريع الجارية لإنشاء فنادق فخمة، مراكز معارض وعدد من المنشآت الصناعية.
اقتصاد حلب عماده صناعات النسيج، الصناعات الكيميائية، الصناعات الدوائية، الصناعات الغذائية الخفيفة، الصناعات الكهربائية، الصناعات الهندسية والسياحة. وهي مركز التصنيع الأساسي في سوريا، باحتوائها على أكثر من 50% من العمالة الصناعية وأكثر من نصف حصة التصدير.
قائمة بالصناعات الأساسية:
- الصناعات الكهربائية خصوصاً الكهربائيات المنزلية.
- الصناعات الإلكترونية الصناعية ودارات التحكم
- صناعات هندسية مختلفة (برادات صناعية - صناعات الطاقة الشمسية والسخانات).
- صناعة الأقمشة والنسيج
- صناعة الخيوط وحلج القطن
- صناعة الملابس الجاهزة
- صناعة الزيوت النباتية
- الصناعات الدوائية
- الصناعات الكيماوية
- صناعة خطوط الكهرباء والكابلات
- صناعات الألبان
- صناعة التجهيزات الطبية
- الصناعات الغذائية المختلفة
- دباغة الجلود

## السياحة

حمام النحاسين

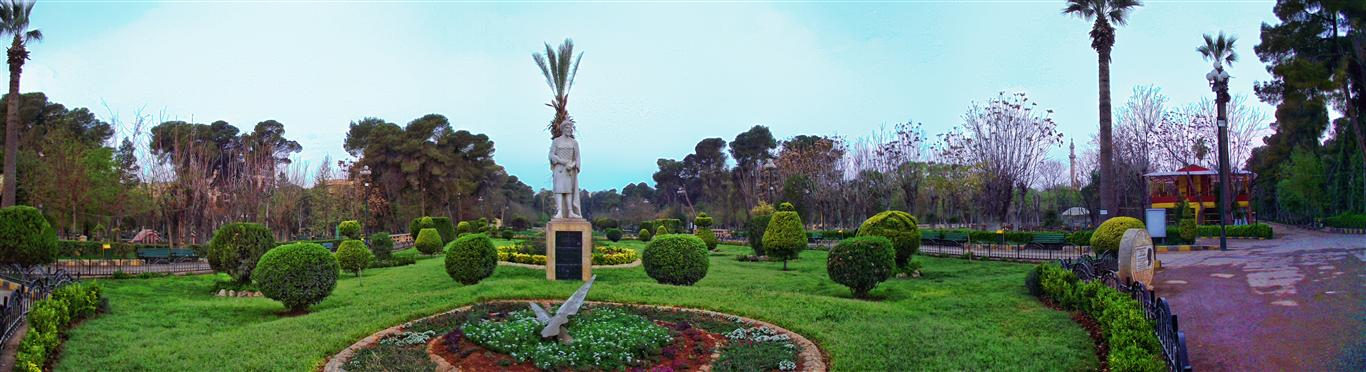
الحديقة العامة بحلب

تتمتع حلب بعوامل ومقومات كثيرة في مجال السياحة وتنتشر الأماكن الأثرية بكثرة في هذه المدينة التي تعتبر أهم مدن الشرق وفي مدن وقرى محافظة حلب كالقلاع والمتاحف والأديرة والكنائس والمساجد والأسواق الشرقية الشهيرة، والعديد من المصايف والأماكن الطبيعية والغابات الرائعة في ريف المحافظة، وعدد من الفنادق الدولية ومن مختلف المستويات ومدن الألعاب (كمدينة حلب المائية)، والمنتزهات والحدائق الجميلة والكازينوهات والمقاهي والمطاعم. وتشتهر حلب بمطاعمها العريقة المشهورة بتقديم بأكلاتها المعروفة الشهيرة مثل الكبة والكباب المشوي.
وتقام في مدينة حلب مهرجانات وعروض سنوية عديدة أهمها، مهرجان و‌كرنفال القطن السنوي، و‌مهرجان الأغنية السورية،
```
و
‌
مهرجان المسرح
 و
‌
مهرجان السياحة والتسوق
 وغيرها من المعارض الصناعية مثل المعارض الصناعية إضافة للفعاليات العديدة في مدن المحافظة على مدار العام. وقد حولت العديد من البيوت الحلبية الأثرية إلى فنادق ومطاعم بمستوى عالمي يزورها السياح الأجانب والباحثين عن التميز في هذه المدينة العريقة من مختلف دول العالم.
```

### أهم المواقع الأثرية المحافظة
1. قلعة حلب
2. قلعة ودير سمعان
3. النبي هوري
4. عين دارة
5. جعده المغارة
6. بالس
7. وادي الساحور - دير سرياني
8. تل أحمر وتل الشيوخ
9. الجسور الرومانية على نهر عفرين
10. قنسرين
11. الناقوطة
12. كهف الديدرية
13. القرامل
14. قرية براد الأثرية
15. مدفن مار مارون
16. قرية قصر البريج

## أعلام ومشاهير
وُلد وتربى ولمعَ في حلب كمٌ هائلٌ من العظماء والمشاهير، الذين ليسَ من الممكن حصرهم في قائمة، نذكر منهم:

### أعلام ومشاهير قدامى
- أبو القاسم الخرقي
- مار مارون
- ابن خالويه

نصب تذكاري لأبي فراس الحمداني في الحديقة العامة بمدينة حلب

- أبو الفتح ابن جني ملف:العالمين محمد نجيب سراج الدين ونجله عبد الله سراج الدين.jpgصورة نادرة للشيخين محمد نجيب سراج الدين وعبد الله سراج الدين
- الناصر يوسف

صورة نادرة للشيخين محمد نجيب سراج الدين وعبد الله سراج الدين

- عبد الواحد بن علي الحلبي المعروف بأبي الطيب اللغوي.
- أبو الطيب المتنبي
- أبو فراس الحمداني
- أبو بكر الصنوبري
- أبو الفرج الأصفهاني
- ابن نباتة السعدي
- ابن اللبودي ملف:طه عثمان.jpgالخطاط العالمي طه عثمان

الخطاط العالمي طه عثمان

- رشيد الدين علي بن خليفة رائد الفضاء السوري محمد فارس
- نعمة الله ولي
- البحتري أحد أعظم الشعراء.
- ناظر الجيش ملف:مصطفى العقاد.jpgمصطفى العقاد
- أحمد بن عبد الله الشرباتي
- المهمنداري

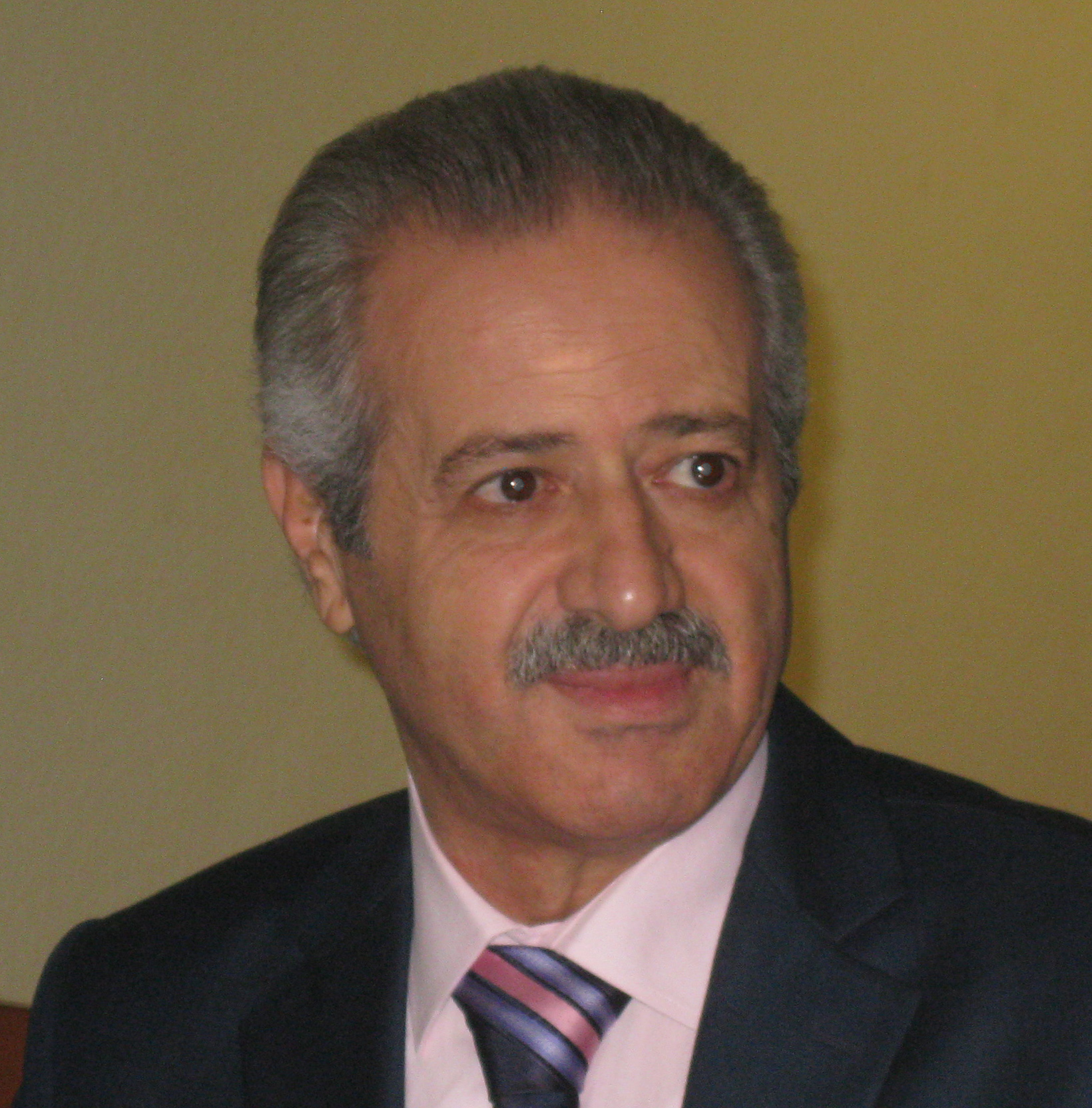
رائد الفضاء السوري محمد فارس

مصطفى العقاد

- ابن يعيش النحوي من أبرز علماء اللغة العربية.

حسن حفار

- بهاء الدين بن النحاس نحويٌ كبير.
- مريانا مراش. ملف:حسن حفار.jpgحسن حفار

### أعلام ومشاهير معاصرون
- محمد راغب الطباخ مؤرخ حلب.
- مصطفى السباعي أحد أشهر مجددي القرنِ العشرين.
- عبد الفتاح أبو غدة من مشاهير المحققين.
- عبد الرحمن الكواكبي أحد قادة النهضة العربية.
- سليمان الحلبي قاتل الجنرال كليبر قائد القوات الفرنسية خلال احتلالها مصر.
- سعد الله الجابري أحد أشهر سياسيي سورية في القرن العشرين.
- محمد نجيب سراج الدين عالمٌ موسوعي.
- عبد الله سراج الدين عالمٌ متخصصٌ في الحديث الشريف.
- سعد الله آغا القلعة
- مصطفى برمدا حاكم دوله حلب .
- محمود عكام مفكر ومجدد إسلامي ومفتي حلب.
- عمر أبو ريشة من أبرز وجوه الشعر المعاصر.
- مصطفى العقاد مخرج عالمي.
- إدمون رباط
- عبد الفتاح قلعه جي
- محمد فارس، رائد الفضاء السوري.
- هيلاريون كابوتشي
- رشدي الكيخيا زعيم سياسي
- أحمد أبو صالح، سياسي ووزير سابق.
- عمر أبو قوس
- خليل المرادي مفتي دمشق الشام.
- محمد سعيد ادلبي عالمُ دينٍ معروف.
- محمد علي الصابوني عالمٌ دينٍ معروف.
- محمد النبهان عالمٌ كبير، مؤسس للمدرسة الكلتاوية.
- كامل الغزي علامةٌ شهير.
- خير الدين الأسدي
- عبد القادر عيسى عالمٌ صوفي شاذليٌ.
- محمد نور الدين الترمانيني، مؤلف وشاعر.
- عبد السلام الترمانيني، مؤلف وشاعر.
- رشاد برمدا وزير للدفاع.
- ناظم القدسي رئيس للجمهورية.
- أمين الحافظ رئيس للجمهورية.
- محمد ناجي عطري رئيس وزراء سورية بين عامي 2003 و2011.
- محمد سلقيني عالم دينٍ معروف.
- مصطفى الزرقا من أبرز علماء الدين والفكر.
- صباح فخري مغنٍ شهير.
- ميادة الحناوي مغنية مشهورة مطربة الجيل.
- صبري مدلل غنائي وملحن معروف.
- حسن حفار، شيخ منشدي حلب.
- شكيب الجابري
- محمد ضياء الدين الصابوني
- ليفون تير-بيتروسيان رئيس أرمينيا.
- غسان مكانسي ممثل ومسرحي.
- عثمان طه خطاط عالمي، كتب مصحف المدينة المنورة.
- ابراهيم سلقيني أحد مشاهير فقهاء العصر.
- عبد الرحمن حميدة عالم في الجغرافي، وصاحب مؤلفات تخصصية كثيرة.
- محمد رواس قلعه جي مؤلف وموسوعي.
- ميادة بسيليس مغنية مشهورة.
- سمير كويفاتي ملحن ومؤلف موسيقي.
- حازم شريف نجم غنائي.
- فايا يونان نجمة غنائية.
- شهد برمدا نجمة غنائية.
- سلوم حداد ممثل.
- محمد خير الجراح ممثل.
- بسام كوسا ممثل.
- عمر حجو ممثل.
- الليث حجو ممثل.
- فادي أسعد شاعر.
- محمد خيري مطرب.
- نور مهنا مطرب.
- نعمت قسومة، مغنية.

## وصلات خارجية
- سيريا غيت
- قلعة حلب
- الجالية السورية في مونتريال
- شاميات
- صور من موقع حلب اليوم
- مدونة وطن
- موقع أرض الحضارات

### فهرس المراجع
1. ↑  search نسخة محفوظة 2021-05-25 على موقع واي باك مشين.
2. ↑  "ماذا نعرف عن عزام غريب محافظ حلب الجديد؟". الشرق الأوسط. 21 كانون الأول / ديسمبر 2024. مؤرشف من الأصل في 2025-01-05. اطلع عليه بتاريخ 10 كانون الثاني / نوفمبر 2025. {{استشهاد بخبر}}: تحقق من التاريخ في: |تاريخ الوصول= و|تاريخ= (مساعدة) ويحتوي الاستشهاد على وسيط غير معروف وفارغ: |1= (مساعدة)
3. ↑  "Aleppo, Syria Metro Area Population 1950-2024". macrotrends.net. مؤرشف من الأصل في 2024-12-10. اطلع عليه بتاريخ 2024-11-29.
4. ↑   https://www.osmangazi.bel.tr/tr/osmangazi/kardes-sehirler. {{استشهاد ويب}}: |url= بحاجة لعنوان (مساعدة) والوسيط |title= غير موجود أو فارغ (من ويكي بيانات) (مساعدة)
5. ↑  GeoNames (بالإنجليزية), 2005, QID:Q830106
6. ↑  "نتـائج تعـداد السـكان والمسـاكن لعـام 2004 على مستوى المحافظات". المكتب المركزي للإحصاء. مؤرشف من الأصل في 2024-12-13. اطلع عليه بتاريخ 2024-11-29.
7. ↑  "UN Demographic Yearbook 2009" (PDF). مؤرشف من الأصل (PDF) في 2019-01-20. اطلع عليه بتاريخ 2010-04-21.
8. ↑  "Navigating the Major Cities of Syria" [التنقل في المدن الكبرى لسوريا] (بالإنجليزية). Expatify.com. Archived from the original on 19 تشرين الأول / أكتوبر 2017. Retrieved 19 تشرين الأول / أكتوبر 2017. {{استشهاد ويب}}: تحقق من التاريخ في: |تاريخ الوصول= and |تاريخ أرشيف= (help)
9. ↑  Columbia Encyclopedia, Sixth Edition (2010)
10. ↑  The Oxford encyclopedia of archaeology in the Near East (1997)
11. ↑  Britannica Concise Encyclopedia (2010)
12. ↑  Encyclopedia of the Ottoman Empire. Google Books. مؤرشف من الأصل في 2019-06-26. اطلع عليه بتاريخ 2012-03-11.
13. ↑  Russell, Alexander (1794), The natural history of Aleppo, 2nd Edition, Vol. I, pp. 1–2 نسخة محفوظة 19 أكتوبر 2017 على موقع واي باك مشين.
14. ↑  Gaskin, James J. (1846), Geography and sacred history of Syria, pp. 33–34 نسخة محفوظة 19 أكتوبر 2017 على موقع واي باك مشين.
15. ↑  Thomas Collelo, ed. Syria: A Country Study. Washington: GPO for the Library of Congress, 1987.
16. ↑  Syrian Arab Republic - UNESCO World Heritage Centre نسخة محفوظة 14 مارس 2018 على موقع واي باك مشين.
17. ↑  كتاب "حلبيات" ص 4 لعبد الله يوركي حلاق عام 1983
18. ↑  مجلة الفيصل مدينة وتاريخ _حلب المدينة التي لم تقهر إعداد: د.عبد الرحمن حميدة. ص35-36
19. ↑  مجلة الكلمة عام 1950 العدد المزدوج 1 و2 ص 20
20. ↑  كتاب "حلب القديمة"منشورات المديرية العامة للآثار والمتاحف دمشق 1983 ص 10
21. ↑  مجلة الضاد العدد 4 عام 1936 ص 145
22. ↑  مجلة الكلمة عام 1939 العدد 1 ص 19
23. ↑  مجلة الضاد عام 1951العدد المزدوج 7 و8 ص 313
24. ↑  كتاب "حلبيبات" ص 21 لعبد الله يوركي حلاق عام 1983
25. ↑  مجلة الكلمة عام 1939 العدد 1 ص 9
26. ↑  كتاب "حلبيات" ص 22 لعبد الله يوركي حلاق عام 1983
27. ↑  Zannrni، Eyad؛ Alnasir، Abdulnasir (2023). "محددات التنمية الإقتصادية السورية". 4th International Conference on Administrative & Financial Sciences. Cihan University-Erbil. DOI:10.24086/icafs2023/paper.911. مؤرشف من الأصل في 2024-07-26.
28. ↑  Wayne Horowitz, Mesopotamian Cosmic Geography, Eisenbrauns 1998 ISBN 0-931464-99-4 نسخة محفوظة 17 يناير 2018 على موقع واي باك مشين.
29. ↑  Pettinato, Giovanni (Johns Hopkins University Press, 1991) Ebla, a new look at history p.135
30. 1 2 3 4 5  Hawkins, John David (2000) Inscriptions of the iron age p.388
31. ↑  Kuhrt, Amélie (1998) The ancient Near East p.100
32. ↑  Lipinsky, Edward, 2000. The Aramaeans: Their Ancient History, Culture, Religion (Peeters), p. 195.
33. ↑  Jackson, Peter (يوليو 1980). "The Crisis in the Holy Land in 1260". The English Historical Review. ج. 95 ع. 376: 481–513. مؤرشف من الأصل في 2023-05-17.
34. ↑  Runciman, pp. 336–337.
35. ↑  Runciman, p. 463.
36. ↑  Battle of Aleppo@Everything2.com. نسخة محفوظة 17 يناير 2018 على موقع واي باك مشين.
37. ↑  Gaskin, James J. 1846 Geography and sacred history of Syria p.33
38. ↑  حلب - | Ikhwan Wiki | الموسوعة التاريخية الرسمية لجماعة الإخوان المسلمين | نسخة محفوظة 23 ديسمبر 2017 على موقع واي باك مشين.
39. ↑  قتلى وجرحى باحتجاجات سوريا. الجزيرة نت. تاريخ النشر: 25-03-2011. تاريخ الولوج 04-05-2011. "نسخة مؤرشفة". مؤرشف من الأصل في 2020-06-19. اطلع عليه بتاريخ 2018-01-04.{{استشهاد ويب}}:  صيانة الاستشهاد: BOT: original URL status unknown (link) [وصلة مكسورة]
40. ↑  مظاهرات احتجاج في مدن سورية وأنباء عن سقوط قتلى. البي بي سي العربية. تاريخ النشر: 25-03-2011. تاريخ الولوج 04-05-2011. "نسخة مؤرشفة". مؤرشف من الأصل في 2011-09-06. اطلع عليه بتاريخ 2011-10-04.{{استشهاد ويب}}:  صيانة الاستشهاد: BOT: original URL status unknown (link)
41. ↑  مظاهرات بحلب واقتحام قرى جديدة. الجزيرة نت. تاريخ النشر: 01-07-2011. تاريخ الولوج 29-07-2011. "نسخة مؤرشفة". مؤرشف من الأصل في 2011-12-29. اطلع عليه بتاريخ 2011-10-04.{{استشهاد ويب}}:  صيانة الاستشهاد: BOT: original URL status unknown (link) [وصلة مكسورة]
42. ↑  13 قتيلا بالرصاص في جمعة "لن نركع" وكلينتون تدعو إلى مقاطعة سوريا تجاريا. قناة فرانس24. تاريخ النشر: 12-08-2011. تاريخ الولوج 16-08-2011. نسخة محفوظة 22 يونيو 2020 على موقع واي باك مشين. [وصلة مكسورة]
43. ↑  إن ما حصل في يوم بدر حلب هو حدث استثنائي - تفاصيل. تاريخ الولوج 11-10-2011. نسخة محفوظة 21 فبراير 2018 على موقع واي باك مشين.
44. ↑  جنازة مفتي حلب تتحول إلى «أضخم مظاهرة».. وإسرائيل تتوقع سقوط الأسد خلال 4 أشهر. تاريخ الولوج 11-10-2011. نسخة محفوظة 17 يناير 2018 على موقع واي باك مشين.
45. ↑  ناشطون يتهمون النظام السوري بـ "قتل" مفتي حلب. تاريخ النشر: 08-09-2011. تاريخ الولوج 11-10-2011. نسخة محفوظة 18 يناير 2018 على موقع واي باك مشين.
46. ↑  Syrian Martyrs شهداء سورية نسخة محفوظة 11 أغسطس 2011 على موقع واي باك مشين.
47. ↑  "نزوح 200 ألف سوري من مدينة «حلب»". الشروق. أخبارك. 30 تموز / يوليو 2012. مؤرشف من الأصل في 30 أبريل 2015. اطلع عليه بتاريخ 16 شباط / فبراير 2014. {{استشهاد بخبر}}: تحقق من التاريخ في: |تاريخ الوصول= و|تاريخ= (مساعدة)
48. ↑  "يونسكو: ثلث مدينة حلب القديمة مدمّر بالكامل". مؤرشف من الأصل في 2018-09-19. اطلع عليه بتاريخ 2017-01-21.
49. ↑  "بعد تفجير سيارتين مفخختين.. فصائل عملية "ردع العدوان" تدخل أجزاء من أحياء في مدينة حلب". المرصد السوري لحقوق الإنسان. 29 نوفمبر 2024. ص. Arabic. اطلع عليه بتاريخ 2024-11-29.
50. ↑  (AJABreaking) (20 نوفمبر 2024). "عاجل | المعارضة السورية: سيطرنا على الساحة الرئيسية وسط مدينة #حلب". الجزيرة - عاجل – إكس. مؤرشف من الأصل في 2024-11-29. اطلع عليه بتاريخ 2024-11-29.
51. ↑  "المعارضة السورية تدخل حلب وتسيطر على مقرات الحكومة وقلعتها". الجزيرة نت. 29 نوفمبر 2024. ص. Arabic. مؤرشف من الأصل في 2024-12-10. اطلع عليه بتاريخ 2024-11-29.
52. ↑  "بعد غياب حوالي 8 سنوات.. الطائرات الحربية تستهدف أحياء حلب. وقوات "ردع العدوان" تخترق معظم أحياء مدينة حلب". المرصد السوري لحقوق الإنسان. 30 نوفمبر 2024. ص. Arabic. اطلع عليه بتاريخ 2024-11-30.
53. ↑  قشري و‌سمسوم (2009) محافظة حلب، دراسة مناخية جغرافية (الأرقام نقلاً عن مركز الطقس السوري)
54. ↑  "200,000 civilians try to escape violence in Syrian city of Aleppo". 29 يوليو 2012. مؤرشف من الأصل في 2016-08-18. اطلع عليه بتاريخ 2016-08-02.
55. ↑  موقع كنيسة القديسة تيريزا بحلب الانتشار المسيحي في حلب في أواخر العهد العثماني والتطوّرات في القرن المنصرم نسخة محفوظة 09 أكتوبر 2017 على موقع واي باك مشين.
56. ↑  Alepppo in One Hundred Years 1850- 1950, vol.2 page 3, 1994 Aleppo. Authors: Mohammad Fuad Ayntabi and Najwa Othman
57. ↑  نهر الذهب في تاريخ حلب، المجلد الأوّل (1922)، صفحة 256, إصدار حلب عام 1991. للمؤلّف: كامل الغزي
58. ↑  نهر الذهب في تاريخ حلب، المجلد الثالث (1925)، صفحة 449-450, إصدار حلب عام 1991. للمؤلّف: كامل الغزي
59. ↑  Beker, Avi (1998). Jewish Communities of the World (بالإنجليزية). Lerner Publishing Group. ISBN:978-0-8225-9822-0. Archived from the original on 2023-04-14.
60. ↑  "أوروبا: انتقاء اللاجئين السوريين على أساس الدين.. بلجيكا نموذجا". مؤرشف من الأصل في 12 كانون الثاني / يناير 2017. اطلع عليه بتاريخ 12 كانون الثاني / يناير 2017. {{استشهاد ويب}}: تحقق من التاريخ في: |تاريخ الوصول= و|تاريخ أرشيف= (مساعدة)
61. 1 2 3  "Christians Hold Out in Syria's Aleppo Despite Jihadist Threat". aina.org. مؤرشف من الأصل في 2019-01-24.
62. 1 2 3  "Welcome all4syria.info - BlueHost.com". all4syria.info. مؤرشف من الأصل في 2025-02-18. اطلع عليه بتاريخ 2025-04-03.
63. ↑  أحياء حلب المسيحيّة في العهد العثماني الأول نسخة محفوظة 11 أكتوبر 2017 على موقع واي باك مشين. [وصلة مكسورة]
64. ↑  Eldem, Goffman & Masters 1999، صفحات 69
65. ↑  الحلاق، إياد العبدالله , عبد الله أمين (14 سبتمبر 2017). "مسيحيو سورية". الجمهورية.نت. مؤرشف من الأصل في 2024-06-21. اطلع عليه بتاريخ 2025-04-03.{{استشهاد ويب}}:  صيانة الاستشهاد: أسماء متعددة: قائمة المؤلفين (link)
66. ↑  Alepppo in One Hundred Years 1850– 1950, vol.2-page 3, 1994 Aleppo. Authors: Mohammad Fuad Ayntabi and Najwa Othman
67. ↑  "Catholic Doctor "Flies High" with The Flying Hospital to Treat the Less Fortunate in Aleppo, Syria". Catholicnews.sg. 23 مارس 2009. مؤرشف من الأصل في 20 October 2013. اطلع عليه بتاريخ 29 August 2013.
68. ↑  "20 Churches Were Destroyed As Bombings Continue in Aleppo, Syria". مؤرشف من الأصل في 4 أغسطس 2017. اطلع عليه بتاريخ 3 مايو 2017.
69. ↑  Barsoumian, Nanore (10 Jan 2015). "Armenian Catholic Cathedral in Aleppo Bombed Hours Before Mass". The Armenian Weekly (بالإنجليزية الأمريكية). Archived from the original on 2025-02-17. Retrieved 2025-04-03.
70. ↑  Armenian Evangelical Church in Aleppo damaged in rocket attack نسخة محفوظة 31 أغسطس 2018 على موقع واي باك مشين.
71. ↑  Picture taken on March 9, 2017 in Aleppo showing the damage around Saint George's Armenian Church نسخة محفوظة 20 مارس 2019 على موقع واي باك مشين.
72. ↑  Syrian orthodox Patriarchate of Antioch: Visit to the Old City of Aleppo نسخة محفوظة 20 مارس 2019 على موقع واي باك مشين.
73. ↑  The destruction at the Mar Assia Syrian Catholic Church of Aleppo نسخة محفوظة 16 مارس 2019 على موقع واي باك مشين.
74. ↑  Eyad، Alhosein (22 ديسمبر 2016). "Christmas In Aleppo: Photos, Video Show Christians Celebrate Assad Victory In Syria". International Business Times. مؤرشف من الأصل في 2019-05-05. اطلع عليه بتاريخ 2016-12-26.
75. ↑  Profile: Aleppo, Syria's second city. بي بي سي نيوز. 24 July 2012. نسخة محفوظة 28 أغسطس 2019 على موقع واي باك مشين.
76. ↑  Howard Sachar, A History of Israel: From the Rise of Zionism to Our Time., (NY: Alfred A. Knopf, 1979), p. 400; Maurice Roumani, The Case of the Jews from Arab Countries: A Neglected Issue, (Tel Aviv: World Organization of Jews from Arab Countries, 1977), p. 31; Norman Stillman, The Jews of Arab Lands in Modern Times, (NY: Jewish Publication Society, 1991), p. 146
77. ↑  James A. Paul (1990). Human Rights in Syria. Human Rights Watch. ص. 91. ISBN:978-0-929692-69-2. مؤرشف من الأصل في 2017-10-19.
78. ↑  Cyrus Adler؛ Henrietta Szold (1949). The American Jewish Year Book. American Jewish Committee. ص. 441. مؤرشف من الأصل في 2019-10-29.
79. ↑  Avi Beker (1998). Jewish Communities of the World. Lerner Publishing Group. ص. 208. ISBN:978-0-8225-9822-0. مؤرشف من الأصل في 2019-10-29.
80. ↑  Friedman، Thomas L. (28 أبريل 1992). "The New York Times:Syria Giving Jews Freedom To Leave". The New York Times. مؤرشف من الأصل في 2020-04-18. اطلع عليه بتاريخ 2012-03-11.
81. ↑  Solomon، Daniel. "There Are No More Jews in Aleppo". The Forward. مؤرشف من الأصل في 2019-02-03. اطلع عليه بتاريخ 2016-12-14.
82. ↑  KHALED YACOUB OWEIS (16 تموز / يوليو 2010). "Travel Postcard: 48 hours in Aleppo, Syria بطاقة السفر البريدية: 48 ساعة في حلب، سورية" (بالإنجليزية). Archived from the original on 16 أكتوبر 2015. Retrieved 16 شباط / فبراير 2014. {{استشهاد ويب}}: تحقق من التاريخ في: |تاريخ الوصول= and |تاريخ= (help)
83. ↑  Middleeast.com:Aleppo نسخة محفوظة 21 مارس 2019 على موقع واي باك مشين.
84. ↑  "مخططات "حلب" التنظيمية عبر التاريخ". 25 أيلول / سبتمبر 2010. مؤرشف من الأصل في 7 أكتوبر 2019. اطلع عليه بتاريخ 16 شباط / فبراير 2014. {{استشهاد ويب}}: تحقق من التاريخ في: |تاريخ الوصول= و|تاريخ= (مساعدة)
85. 1 2  Burns، Russ (1999). Monuments of Syria. New York, London. ص. 35.{{استشهاد بكتاب}}:  صيانة الاستشهاد: مكان بدون ناشر (link)
86. ↑  "منارة من "حلب" "ساعة باب الفرج"". www.esyria.sy. مؤرشف من الأصل في 2025-05-04. اطلع عليه بتاريخ 2025-04-03.
87. ↑  "موقع وزارة السياحة السورية - البيت الحلبي". مؤرشف من الأصل في 2019-01-20.
88. ↑  وزارة السياحة السورية حول باب قنسرين وباب أنطاكية نسخة محفوظة 09 سبتمبر 2017 على موقع واي باك مشين.
89. ↑  أحمد دوغان (2014م.). [معجم أدباء حلب في القرن العشرين] (بالعربية .) (ط. الأولى). الجمهورية العربية السورية، حلب: دار الثريا للنشر بحلب. ص. 1-461. {{استشهاد بكتاب}}: تحقق من التاريخ في: |سنة= (مساعدة) و|trans-title= بحاجة لـ |title= أو |script-title= (مساعدة)صيانة الاستشهاد: لغة غير مدعومة (link)
90. ↑  "NPR web: Food Lovers Discover The Joys Of Aleppo". مؤرشف من الأصل في 2019-09-04.
91. ↑  World Stadiums - Stadiums in Syria نسخة محفوظة 20 يناير 2019 على موقع واي باك مشين.
92. ↑  نبذة تاريخية عن مطار حلب الدولي نسخة محفوظة 09 أكتوبر 2017 على موقع واي باك مشين.
93. ↑  "İZMİR YURT DIŞI". مؤرشف من الأصل في 2011-10-06.
94. ↑  "Partner Cities of Lyon and Greater Lyon". © 2008 Mairie de Lyon. مؤرشف من الأصل في 2011-10-14. اطلع عليه بتاريخ 2009-07-17.
95. ↑  "Gaziantep Kultur Sanat: Gaziantep'in Kardeş Şehirleri". مؤرشف من الأصل في 2016-01-09.
96. ↑  "جريدة «الجماهير»: 28 كانون الثاني 2010". مؤرشف من الأصل في 2014-08-23.
97. ↑  Alhiraki, Noor. "Madinatuna / Economy". madinatuna.com (بالإنجليزية). Archived from the original on 2025-05-03. Retrieved 2025-04-03.

1. ↑  "Amid failure of regime forces to counter attacks | H-T-S and factions take control of five neighborhoods in Aleppo city and 20 villages and towns in Idlib and Aleppo countryside". 29 نوفمبر 2024. مؤرشف من الأصل في 2025-07-23. اطلع عليه بتاريخ 2024-11-29.
2. ↑  "Aleppo International Airport Climate Normals 1991–2020". World Meteorological Organization Climatological Standard Normals (1991–2020). National Oceanic and Atmospheric Administration. مؤرشف من الأصل في 2023-09-02. اطلع عليه بتاريخ 2023-09-02.
3. ↑  "Aleppo Climate Normals 1961–1990". National Oceanic and Atmospheric Administration. مؤرشف من الأصل في 2023-09-23. اطلع عليه بتاريخ 2017-04-26.
4. ↑  Aleppo in One Hundred Years 1850-1950, vol.3 page 26, 1994 Aleppo. Authors: Mohammad Fuad Ayntabi and Najwa Othman
5. ↑  Hovannisian، Richard G. (2004). The Armenian People From Ancient to Modern Times, Volume II: Foreign Dominion to Statehood: The Fifteenth Century to the Twentieth Century. New York: Palgrave Macmillan. ص. 425.
6. ↑  "Syria conflict: Belgium rescues 200 Aleppo Christians" [الصراع السوري: بلجيكا تنقذ 200 من مسيحيي حلب] (بالإنجليزية). بي بي سي. 5 تموز / يوليو 2015. Archived from the original on 21 تموز / يوليو 2016. {{استشهاد بخبر}}: تحقق من التاريخ في: |تاريخ= and |تاريخ أرشيف= (help)
7. 1 2 3  "Syria conflict: Belgium rescues 200 Aleppo Christians". BBC News (بالإنجليزية البريطانية). 8 Jul 2015. Archived from the original on 2024-10-15. Retrieved 2025-04-03.